# Biserica de lemn din Sălișca Deal

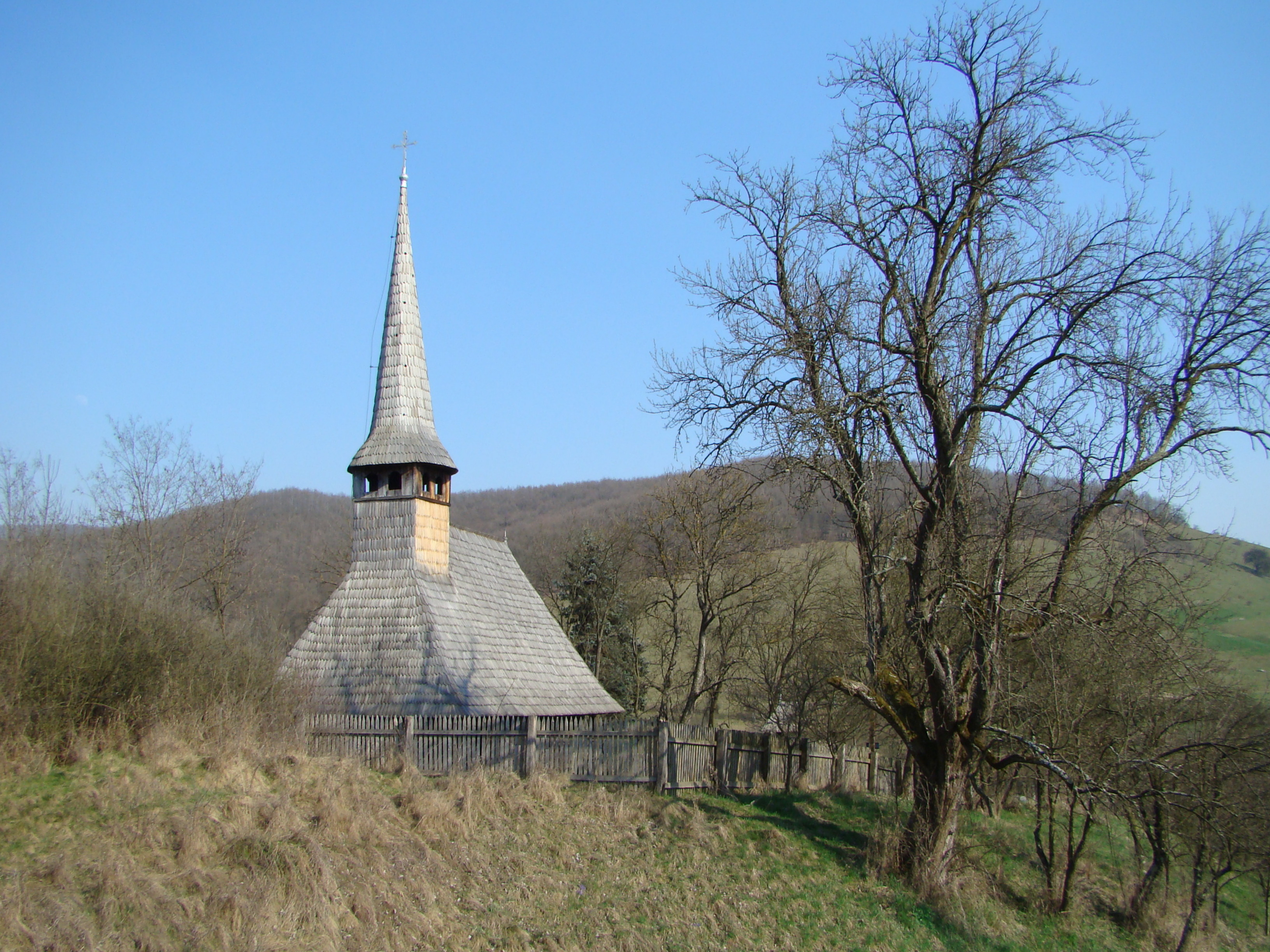
Biserica de lemn „Sfinții Arhangheli Mihail și Gavriil” din Sălișca, județul Cluj, foto: aprilie 2009.

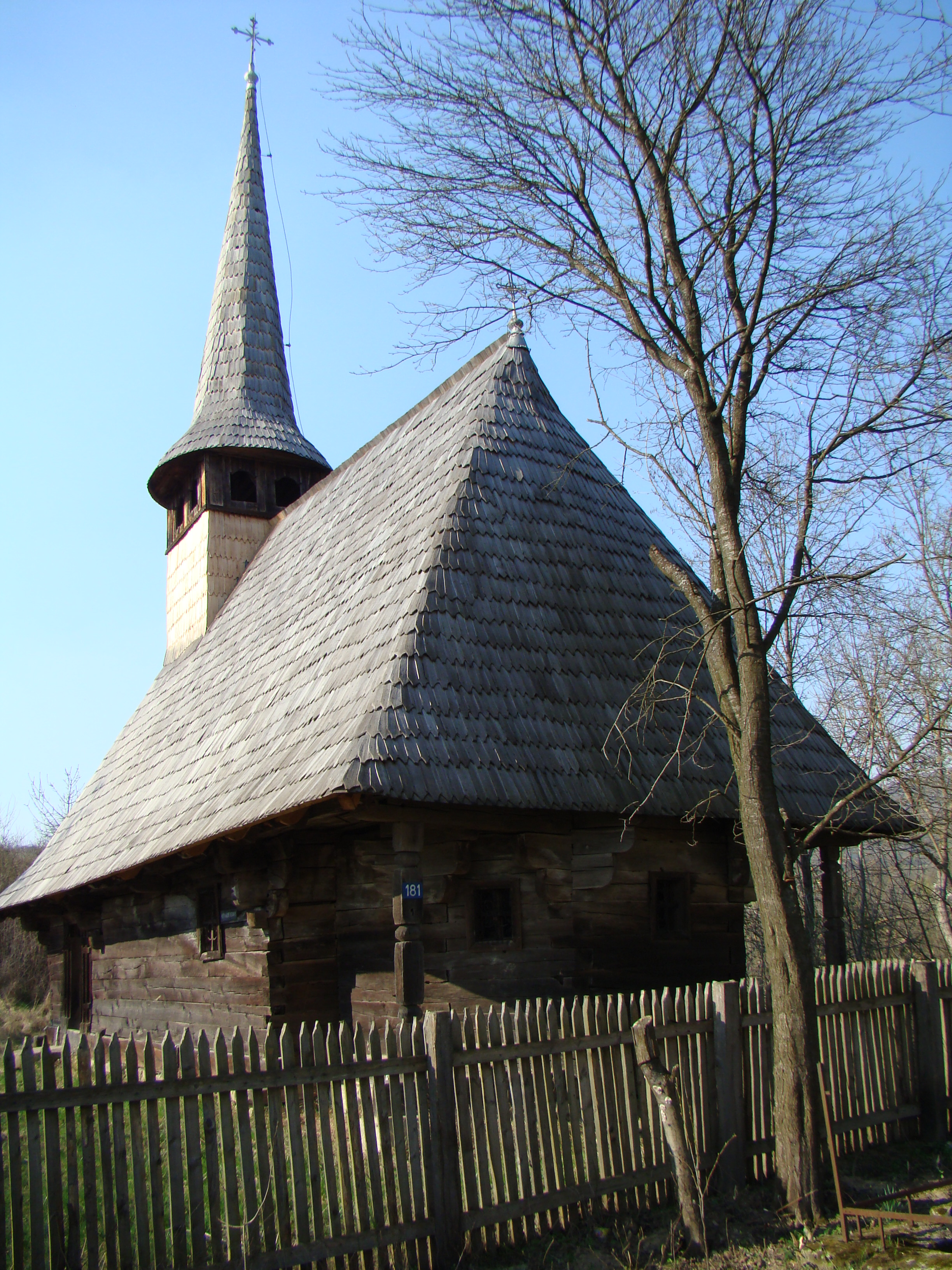
Biserica de lemn din Sălișca, județul Cluj, foto: aprilie 2009.

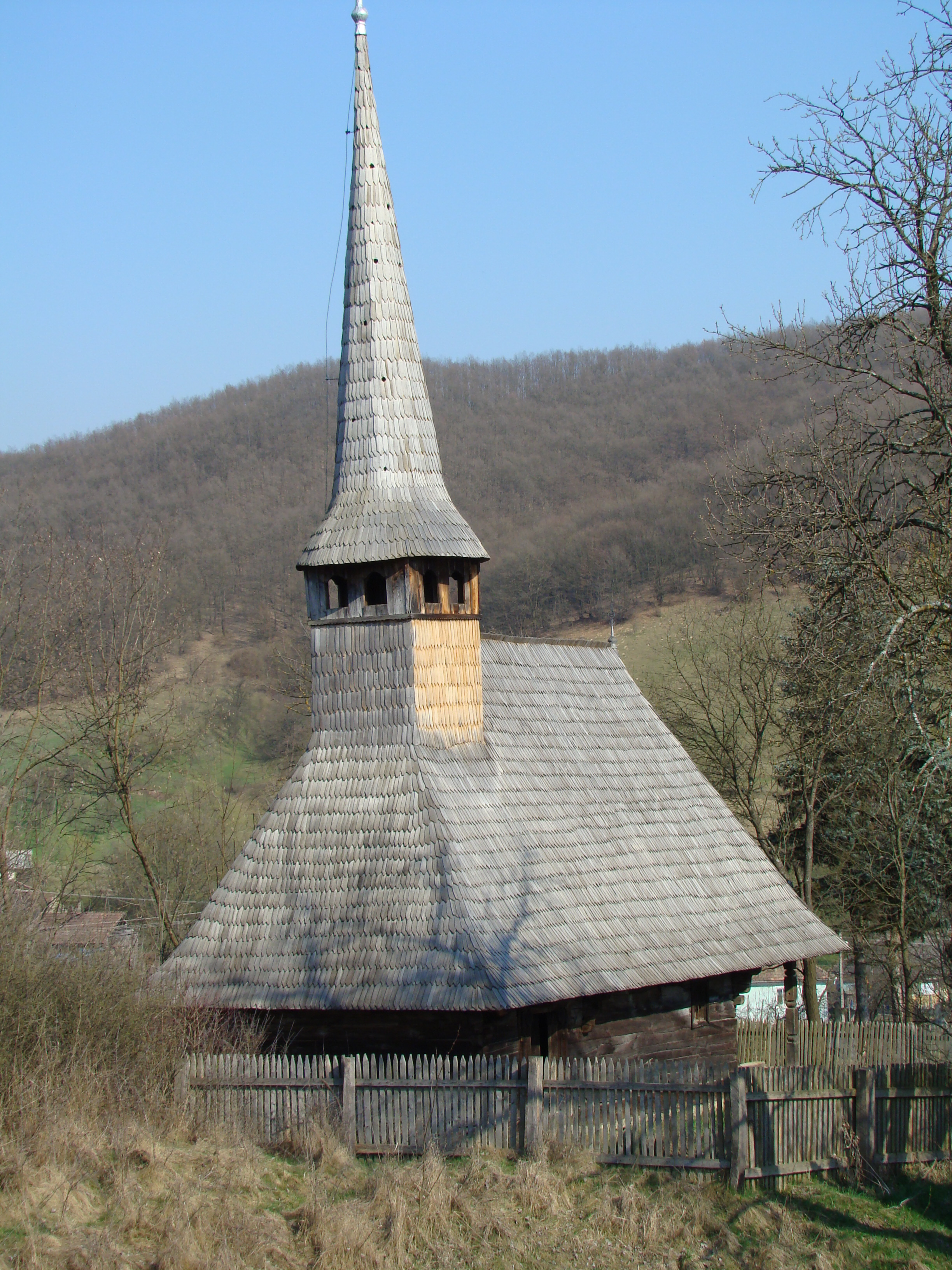
Biserica (sud-vest)

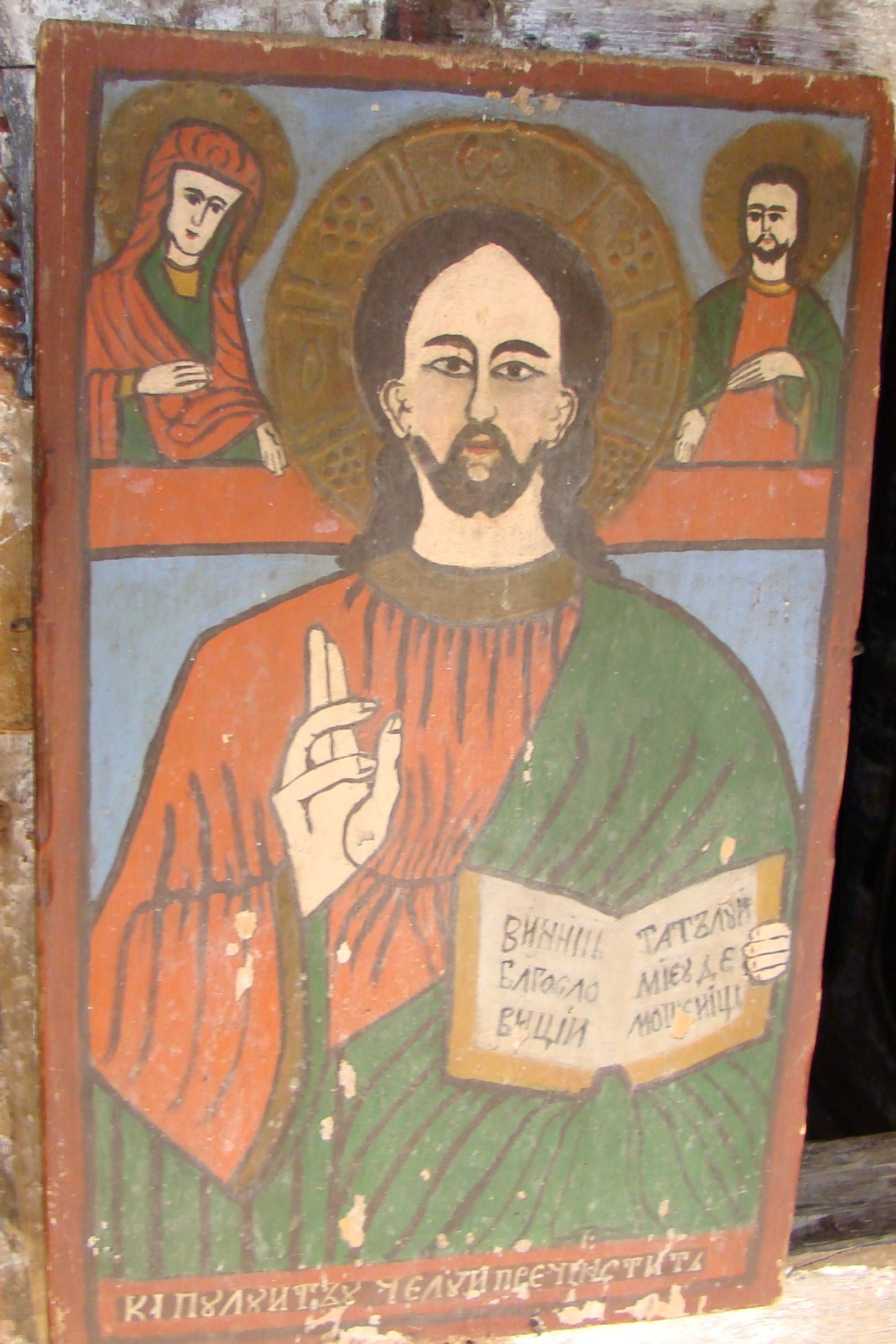
Deisis, pictură pe lemn, secolul XVIII

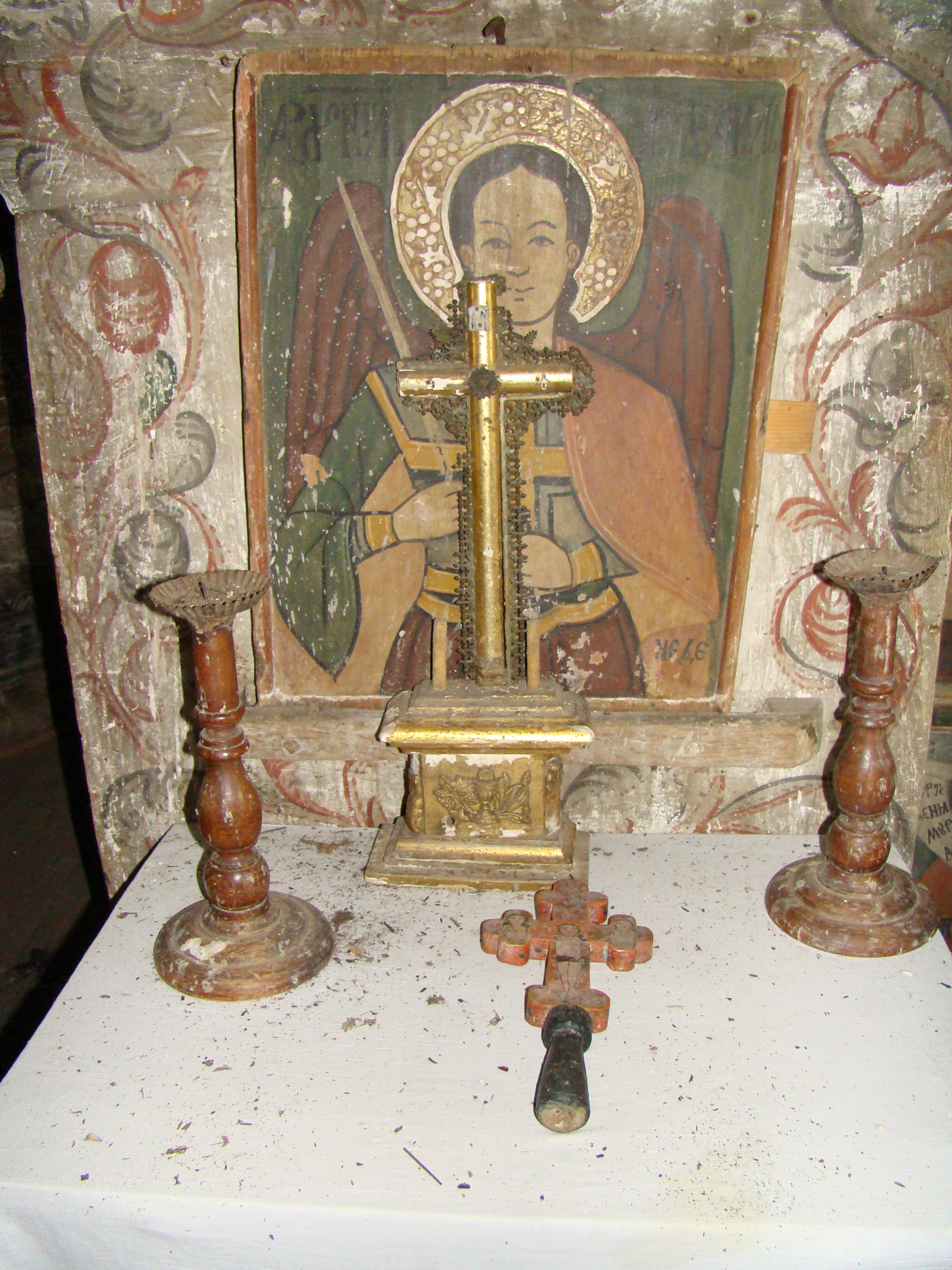
Arhanghelul Mihail, pictură pe lemn, secolul XVIII

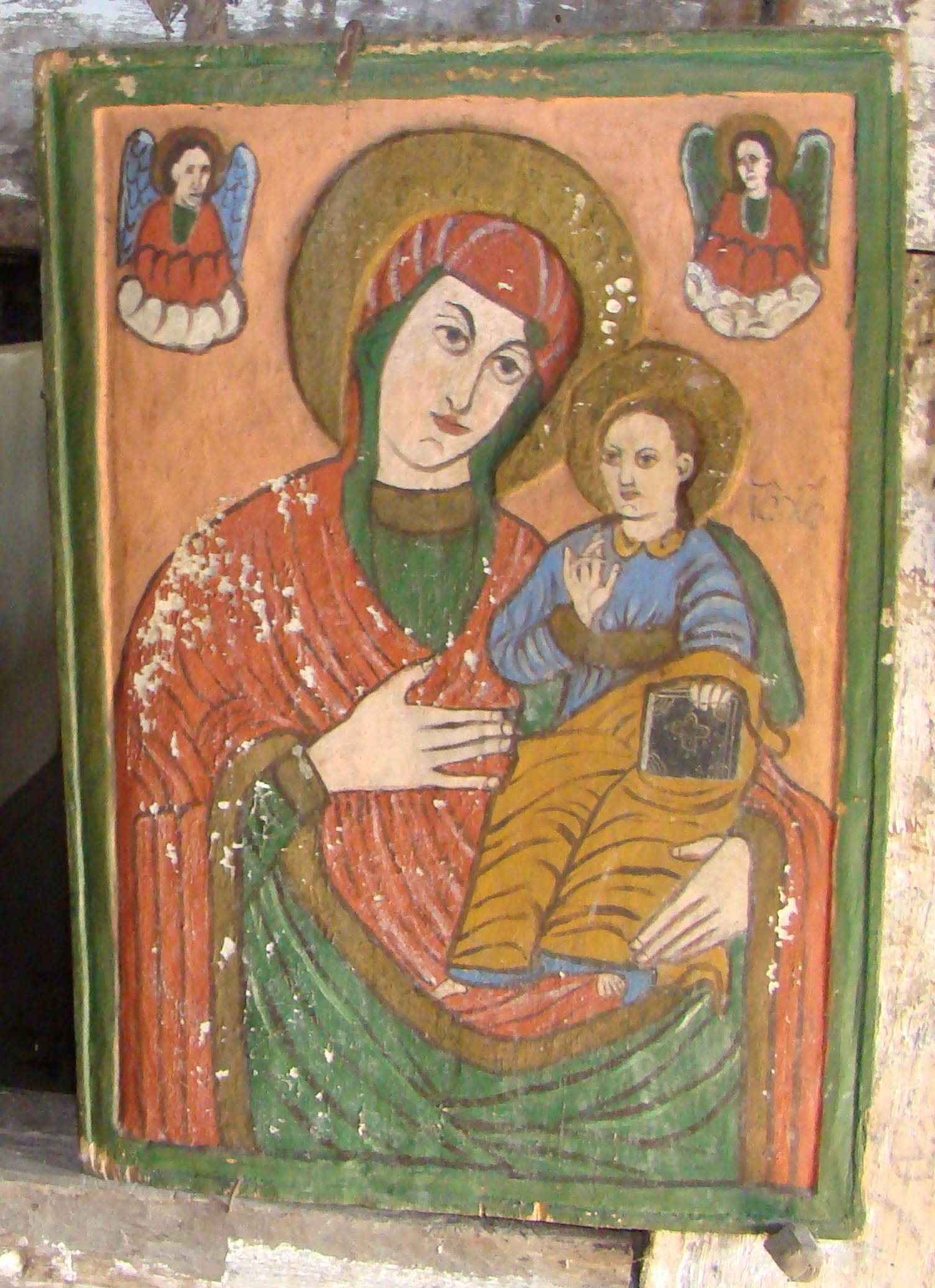
Maica Domnului cu Pruncul, pictură pe lemn, secolul XVIII

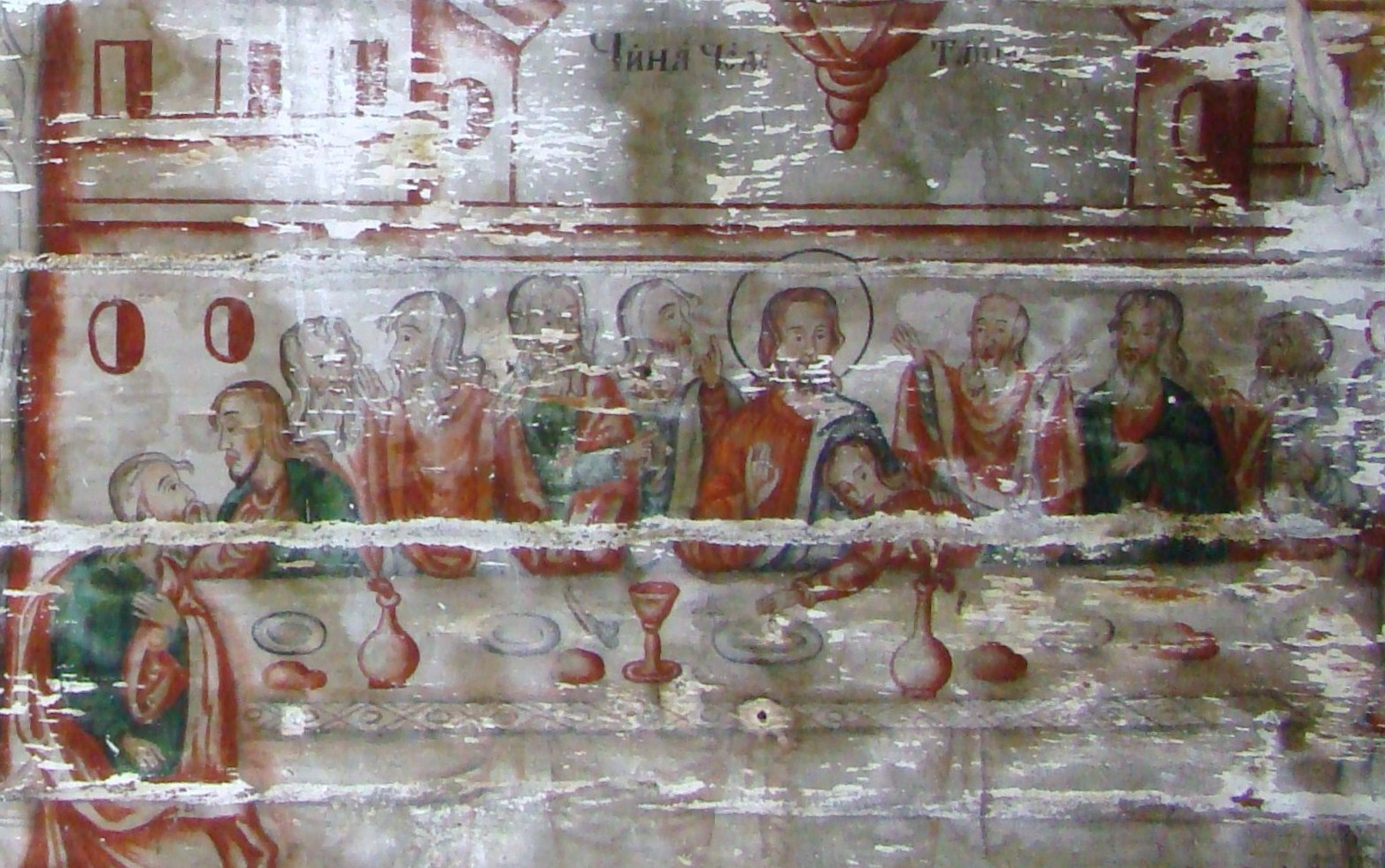
Cina cea de Taină

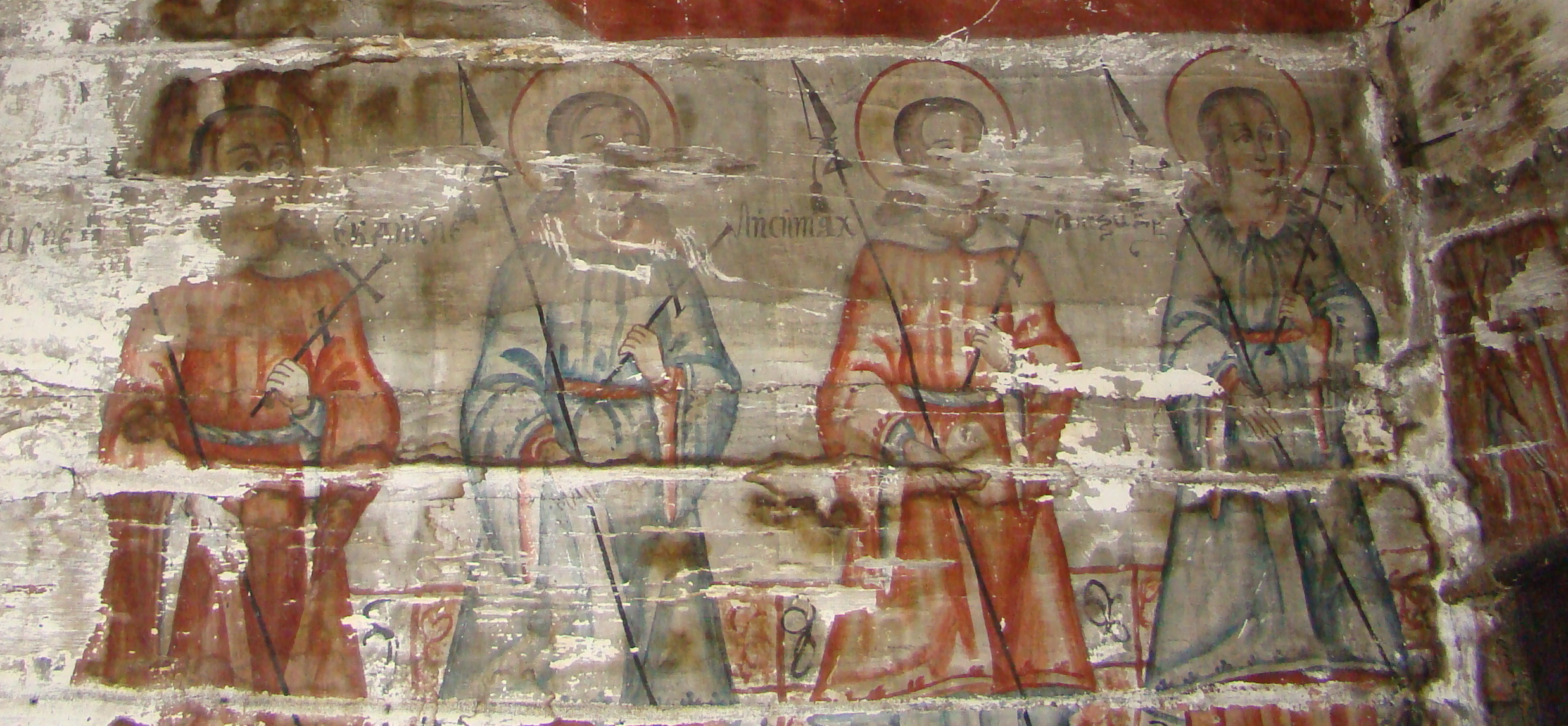
Noas: friza Sfinților Mucenici

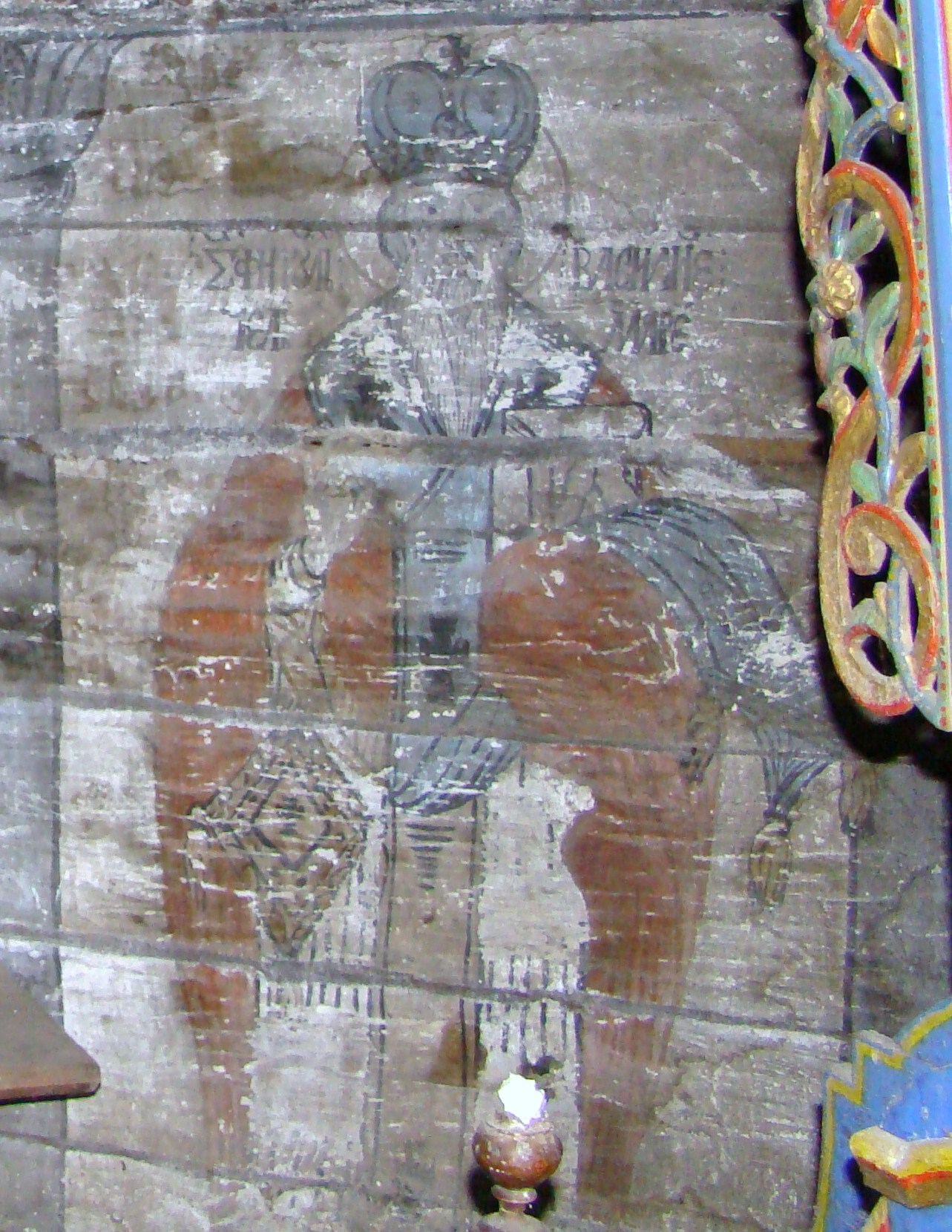
Altar: Sfinții Părinți

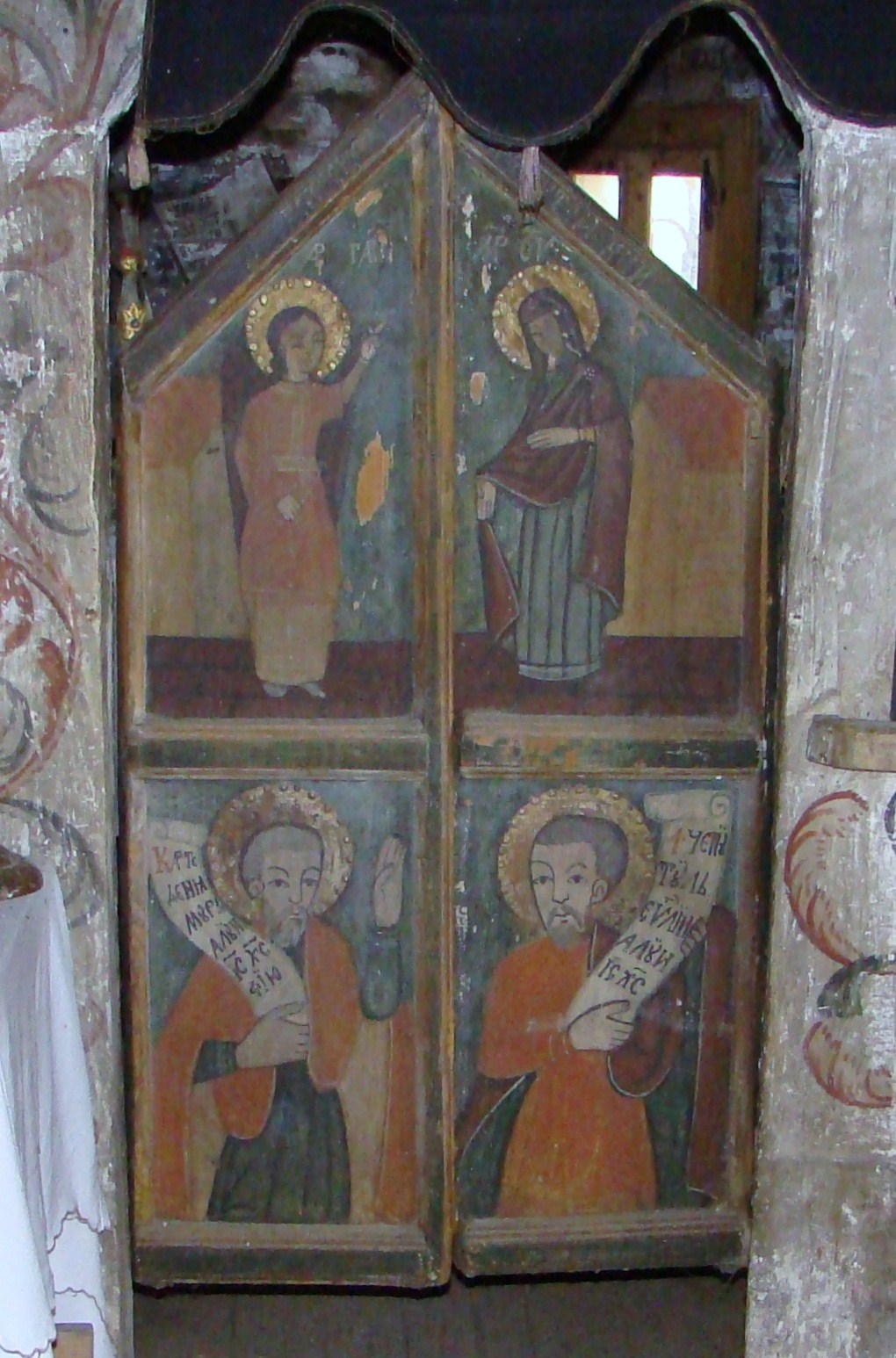
Ușile împărătești

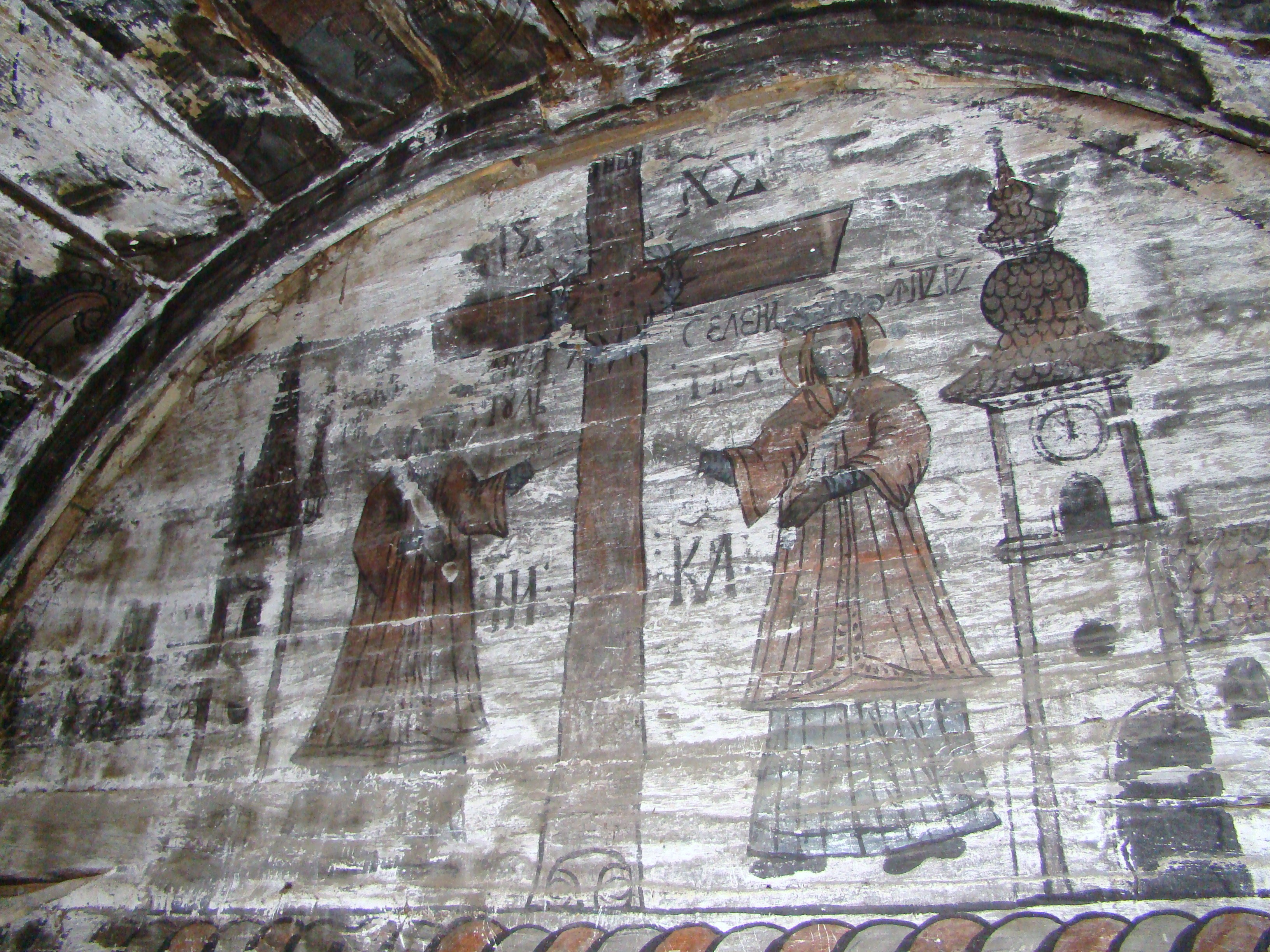
Sfinții împărați Constantin și Elena

Biserica de lemn din Sălișca Deal, comuna Câțcău, județul Cluj, datează din anul 1680.
Are hramul „Sfinții Arhangheli Mihail și Gavriil”. Biserica se află pe noua listă a monumentelor istorice sub codul LMI:  CJ-II-m-B-07747.

## Istoric și trăsături
Biserica de lemn „Sfinții Arhangheli” a fost construită în partea de miazănoapte a satului. Construcția, ridicată pe o fundație de piatră, este de dimensiuni modeste (lungime 10,50m, lățime 4,90m). În plus se disting cele trei încăperi: pronaosul, naosul și altarul poligonal decroșat. Deasupra pronaosului se înalță turnul prismatic, încoronat cu un coif tronconic. În partea de sud se află ușa de acces, mărginită de usciori simpli, dar masivi. Ușa de intrare în naos prezintă un frumos ancadrament decorat cu motivul funiei, al crucii și al rozetei. În interior pronaosul este tăvănit, iar naosul și absida altarului au fost acoperite cu câte o boltă semicilindrică. Pictura murală s-a păstrat în condiții mulțumitoare. Scenele au fost realizate la sfârșitul secolului al XVIII-lea de Alexandru Popovici Zugravul (activ în jurul anului 1790). În absida altarului. pe latura estică, se află inscripția: „zugrăvitu-s-au acest oltari prin îndemnarea și osârdia preotului Oanca ...Alexandru Popovici Zugravul. 
În patrimoniul bisericii se păstrează câteva icoane pe lemn din secolul al XVIII-lea (Arhanghelul Mihail, Maica Domnului cu Pruncul, Deisis), în timp ce mare parte din icoanele pe sticlă au ajuns la Cluj, în colecția Arhiepiscopiei Ortodoxe. Ușile împărătești, tot de secol XVIII, înfățișând Buna Vestire, sunt ușor înnegrite și deteriorate. Biserica posedă și câteva tipărituri din secolul al XVIII-lea. În interior se mai păstrează o frumoasă scară dintr-o singură bucată de lemn, pentru accesul în pod. Clopotul din turn are următoarea inscripție: „ANNO Domini 1794”. 
Starea de conservare. Șindrila a fost înlocuită în 2005, iar biserica a fost înălțată pe o bază de piatră. Naosul a suferit modificări în anii ´70, unele grinzi ale bolții fiind refăcute, dar se observă deja cum lemnul a început să fie atacat. La ferestre, lipsesc geamurile, sârma este roasă păstrându-se doar gratiile vechi.

## Imagini din exterior

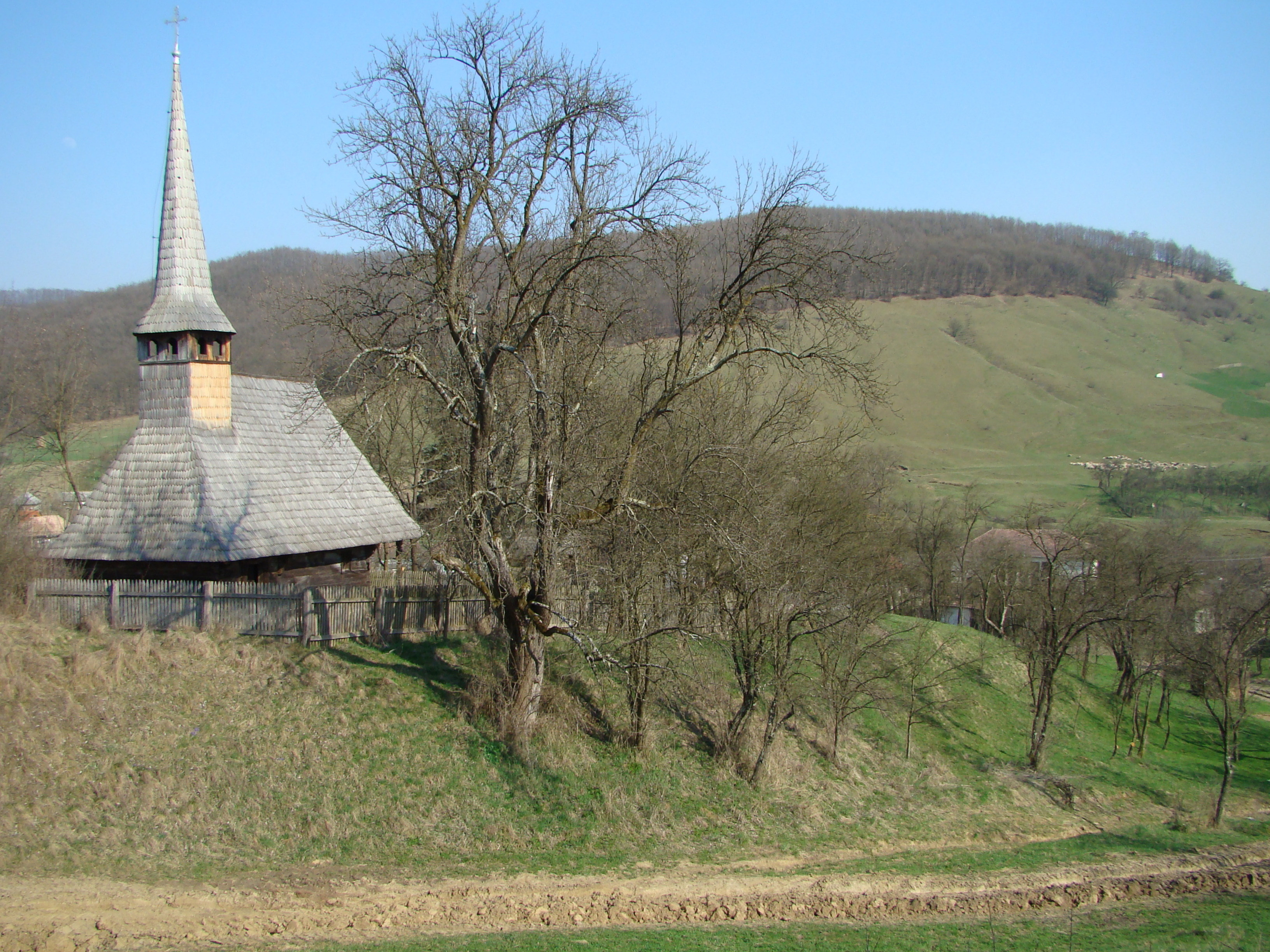
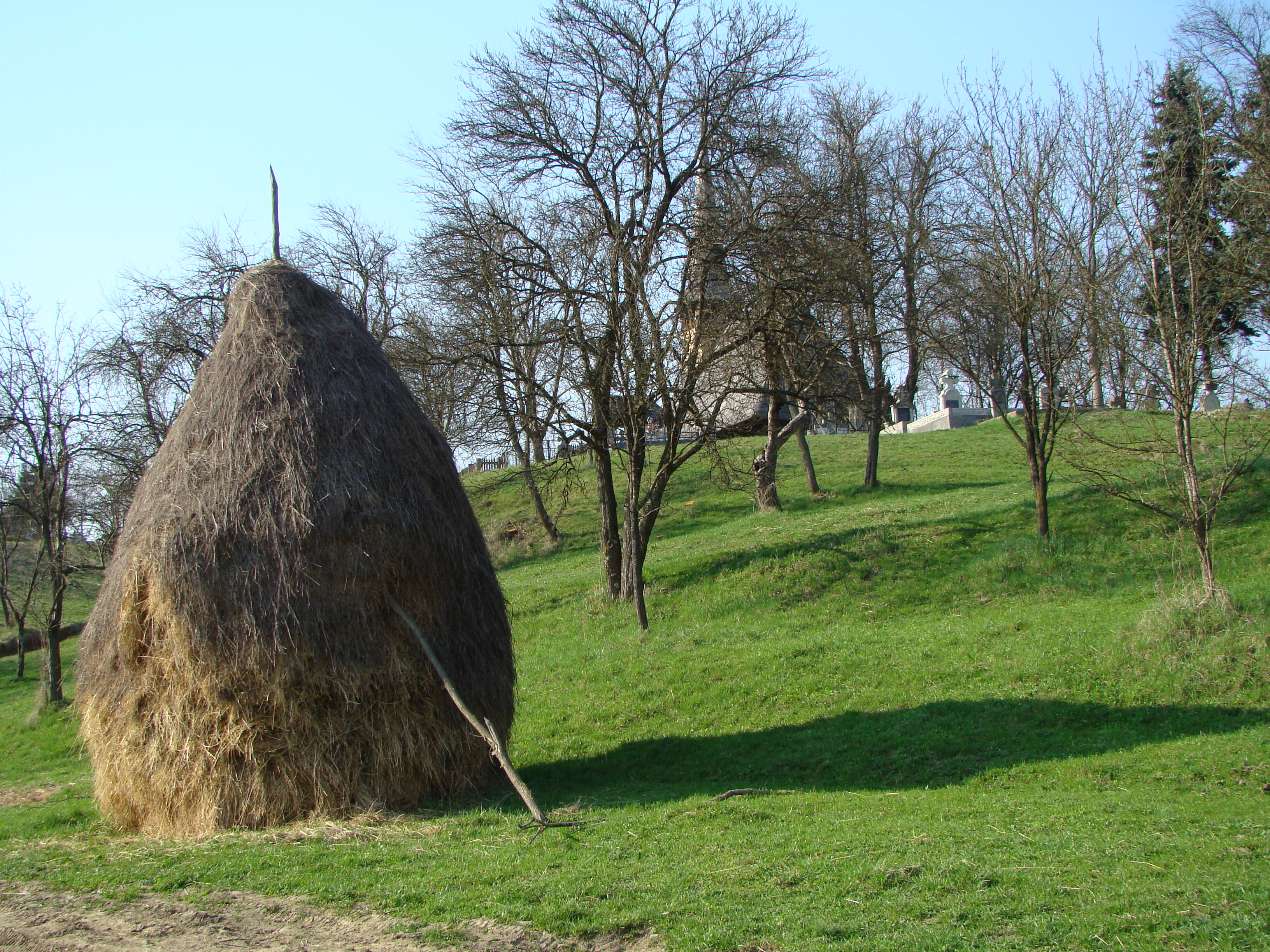
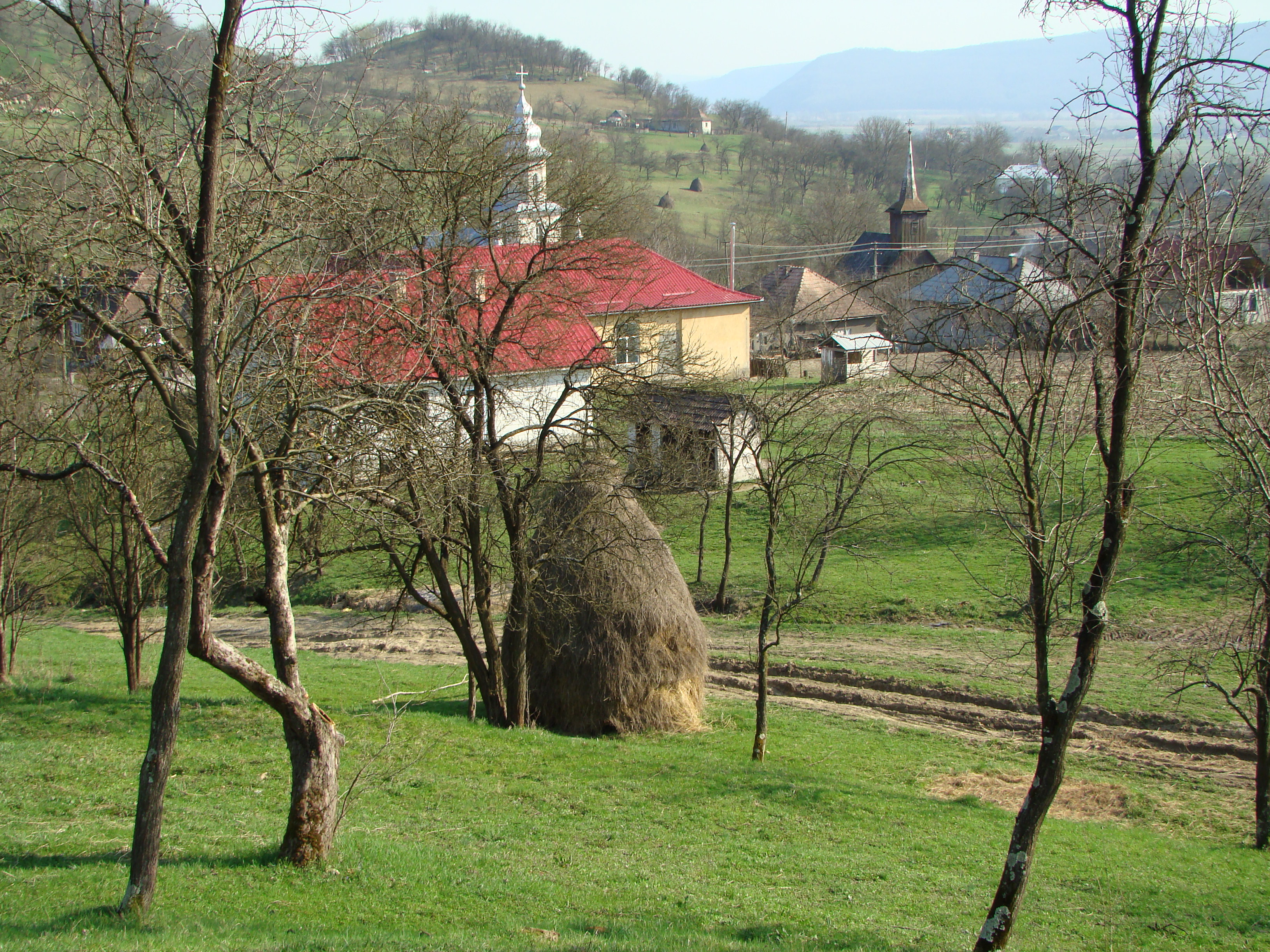
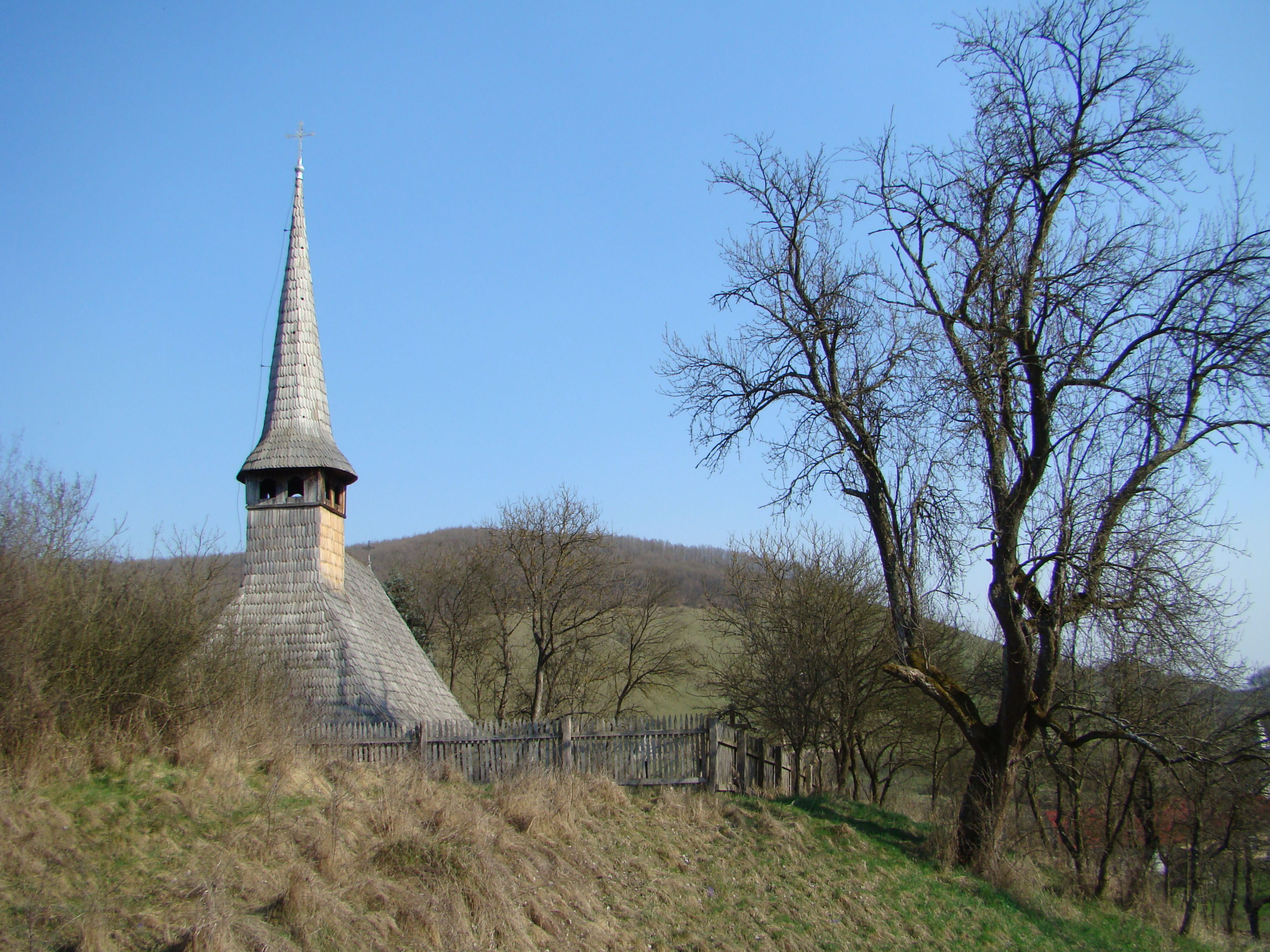
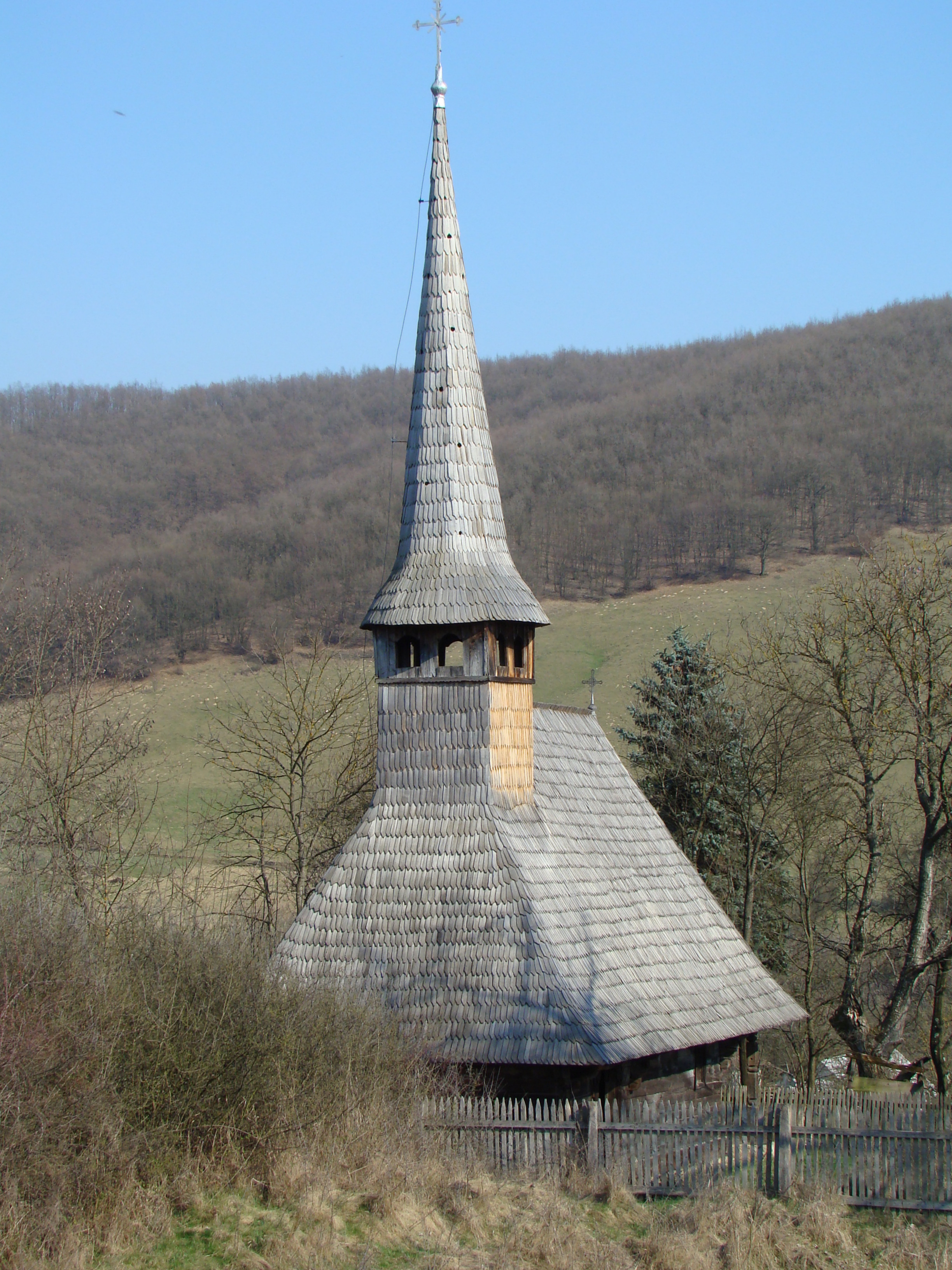
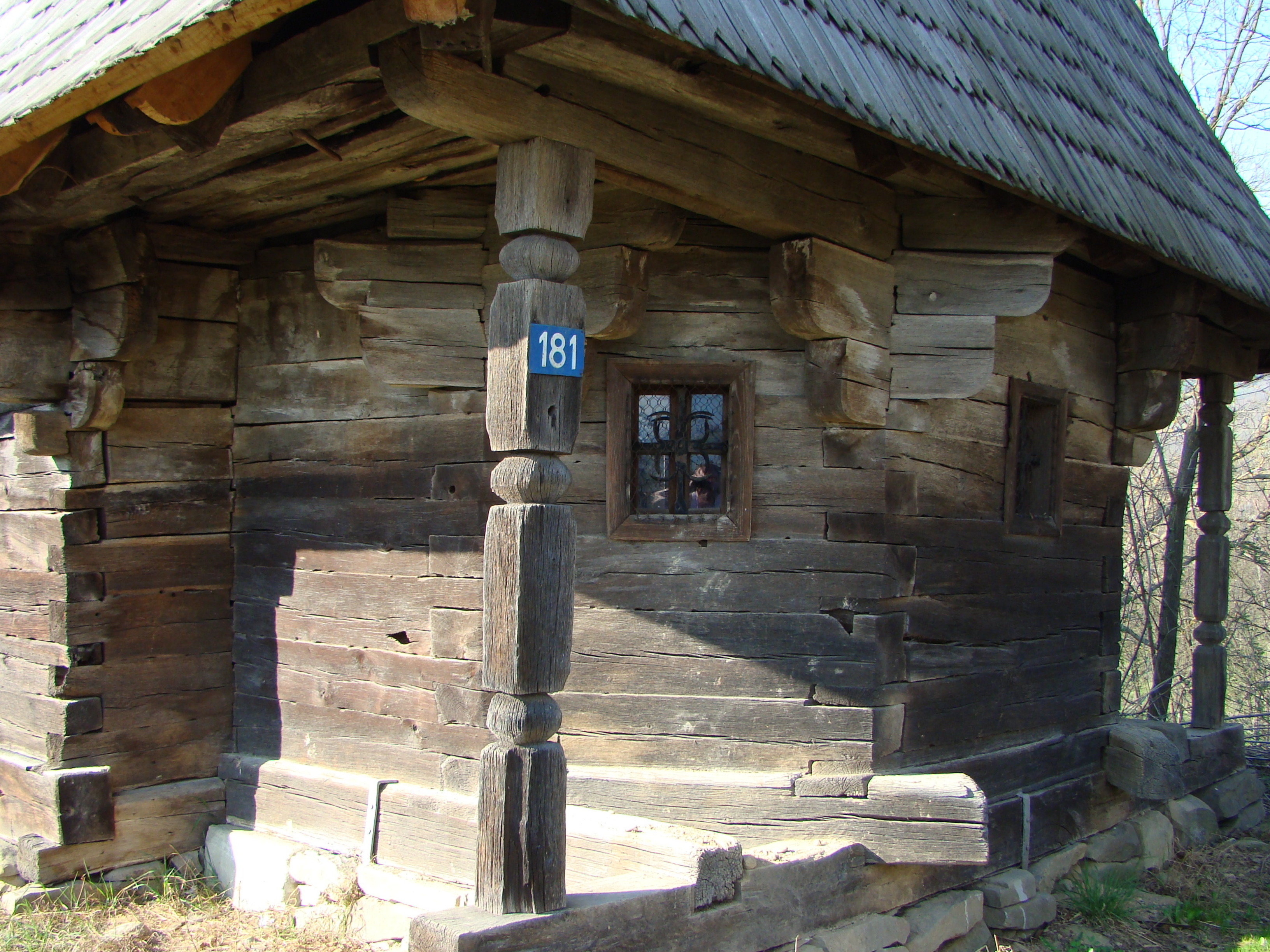
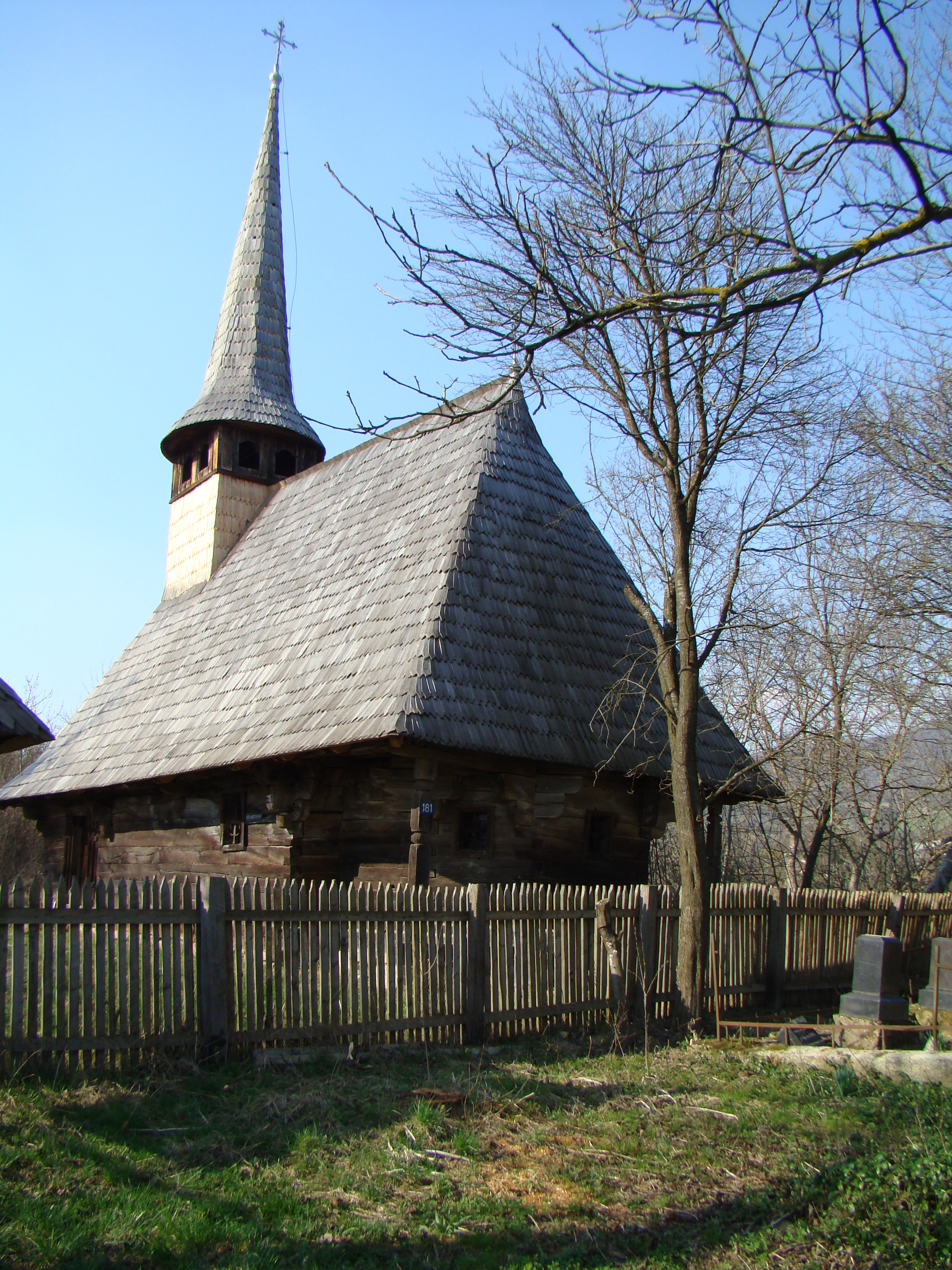
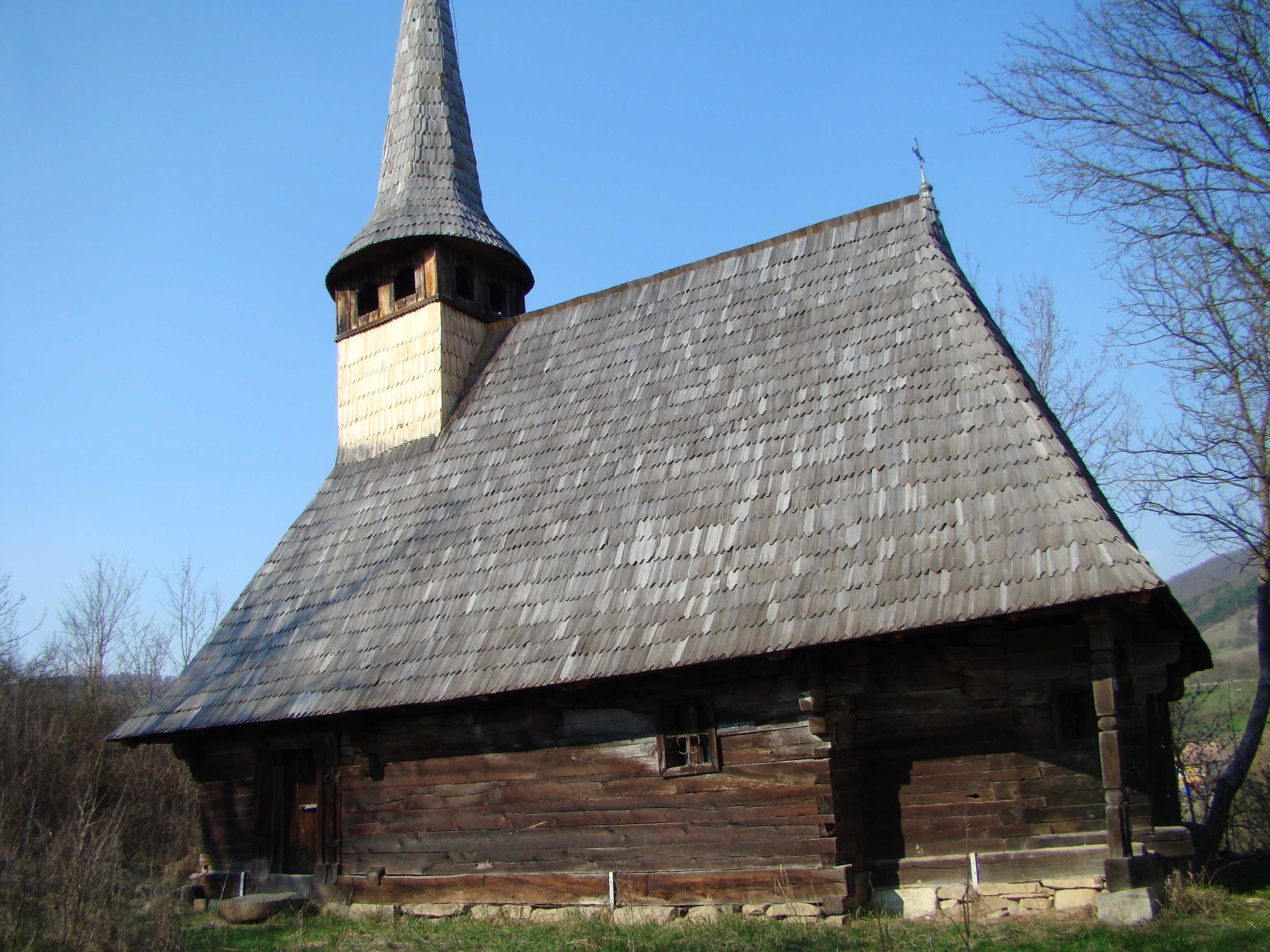
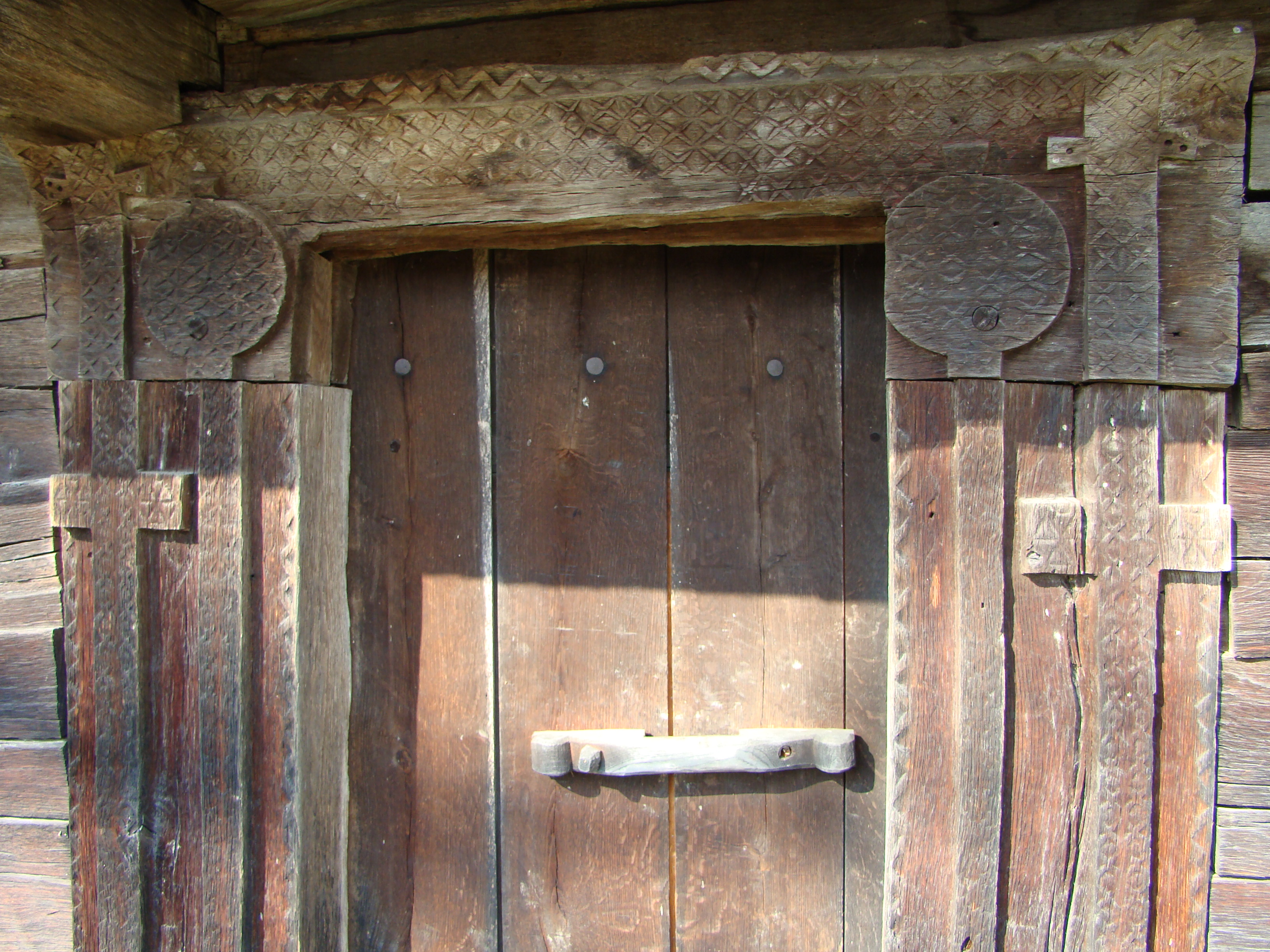
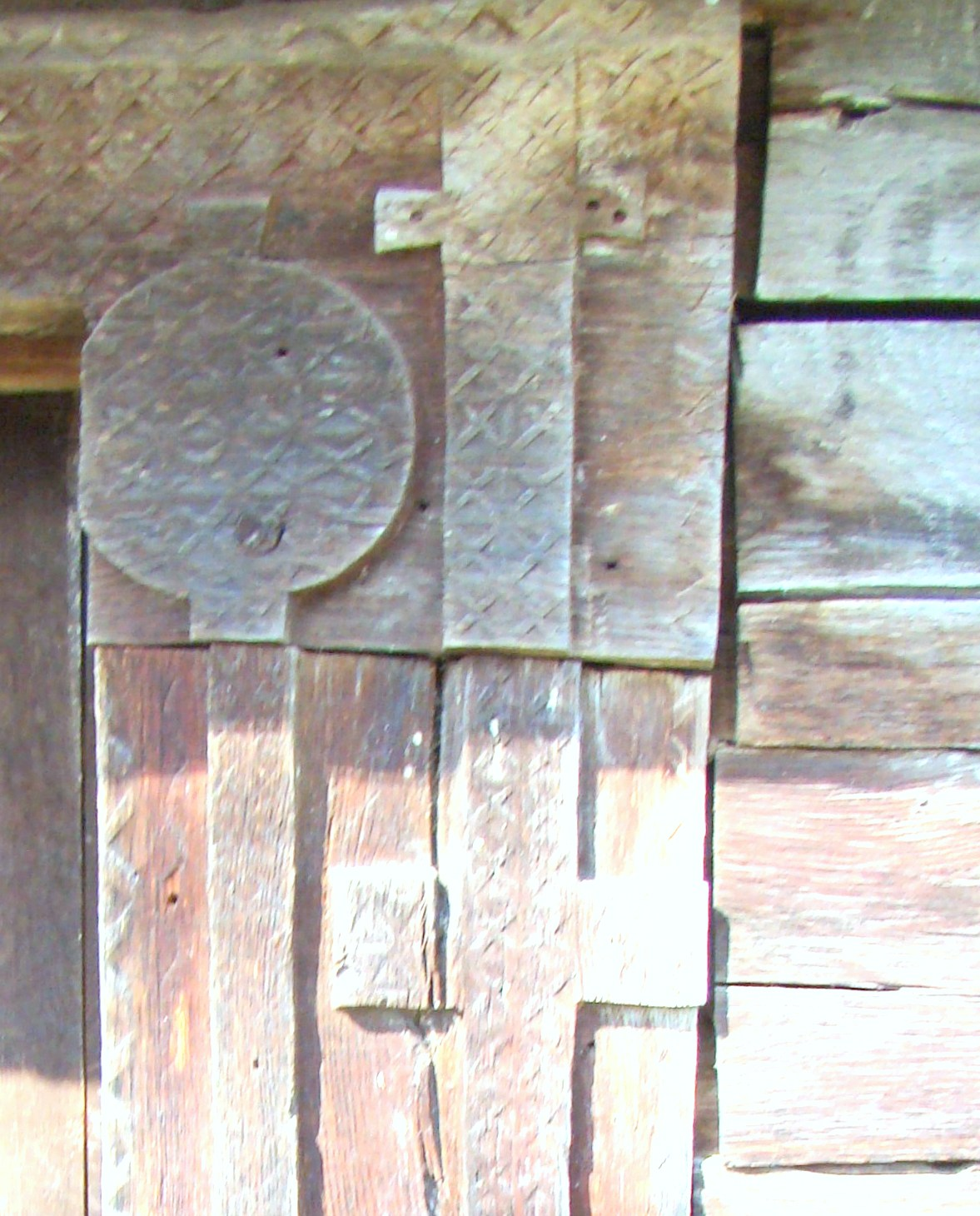
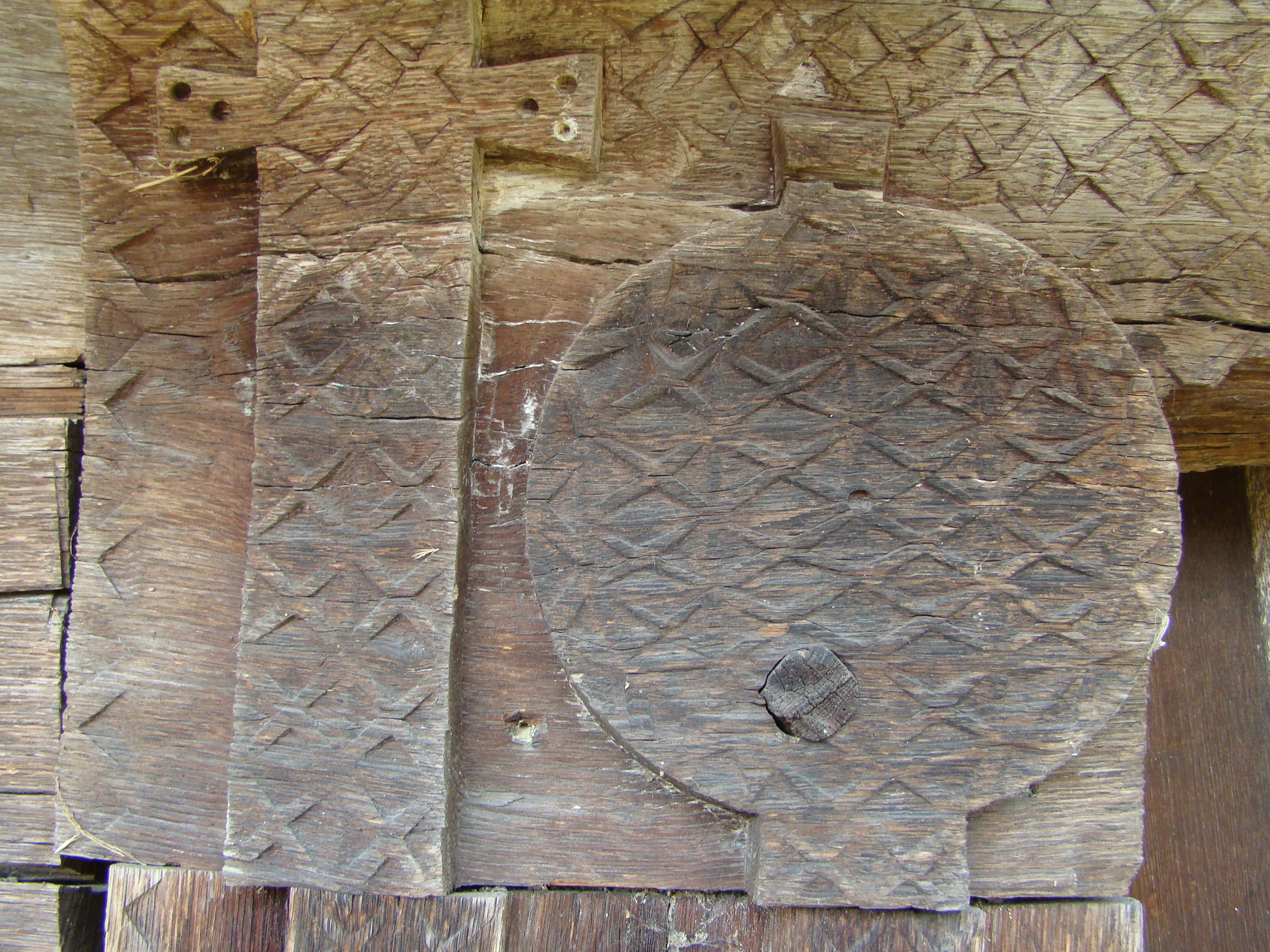
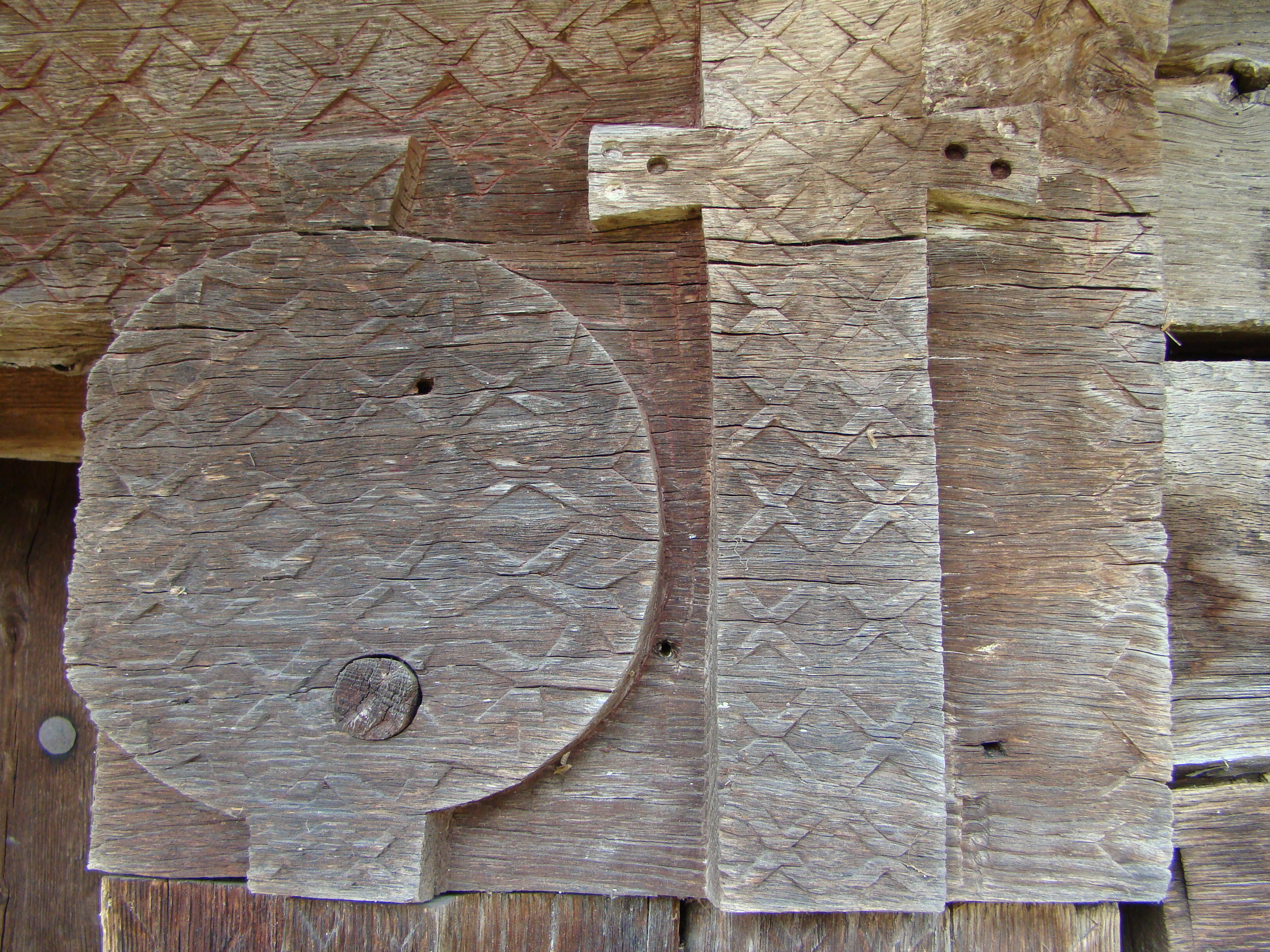
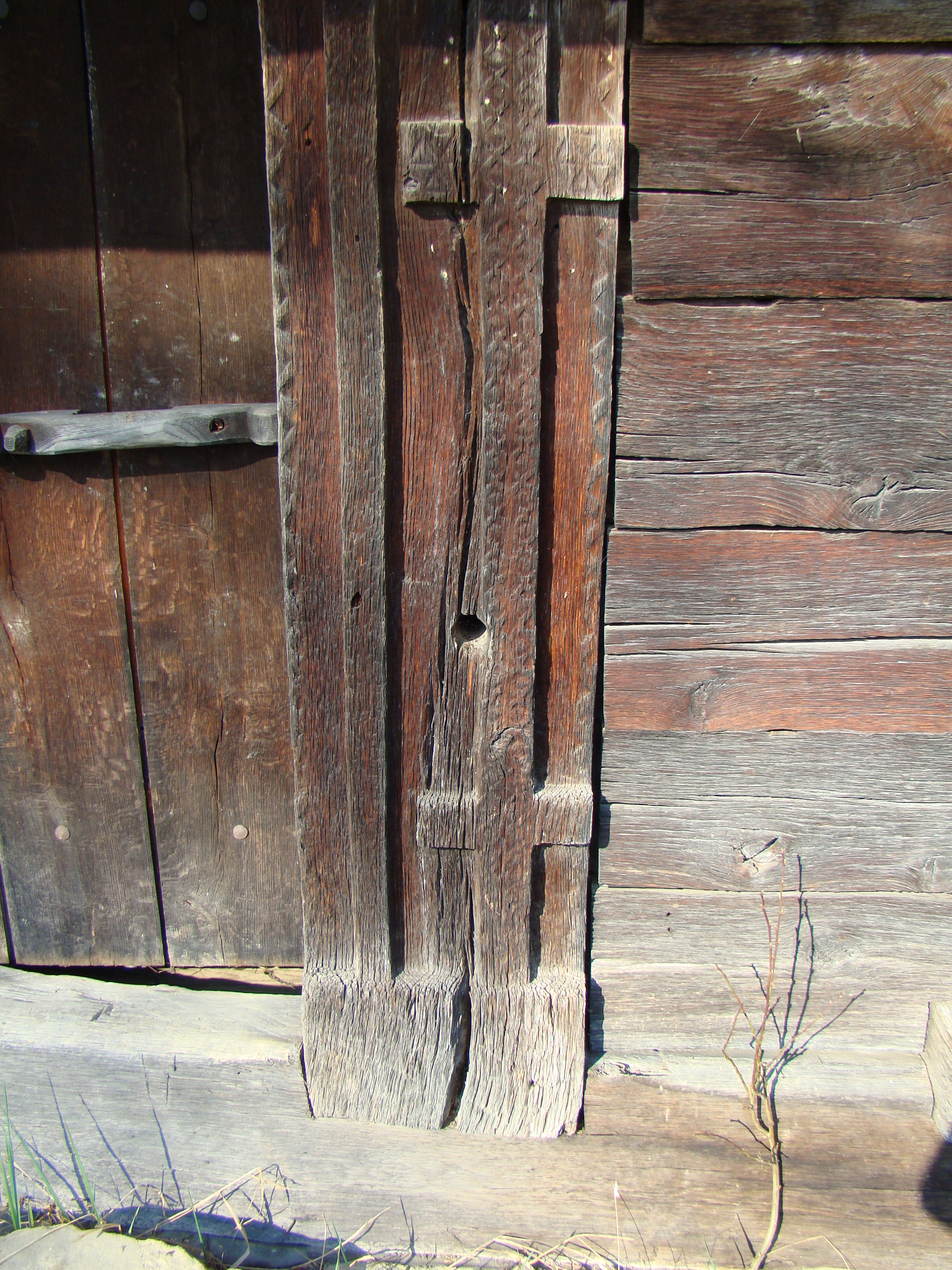
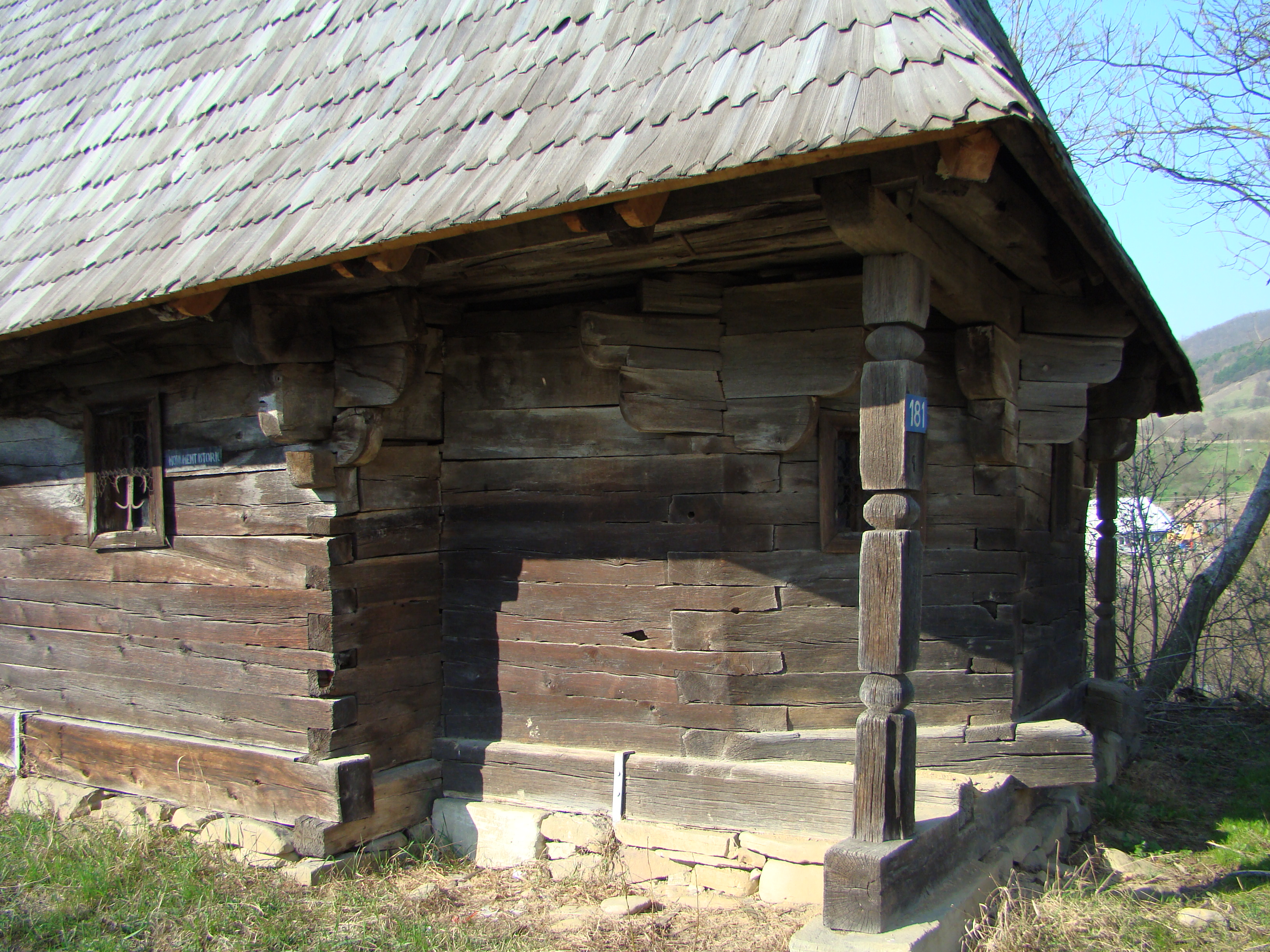
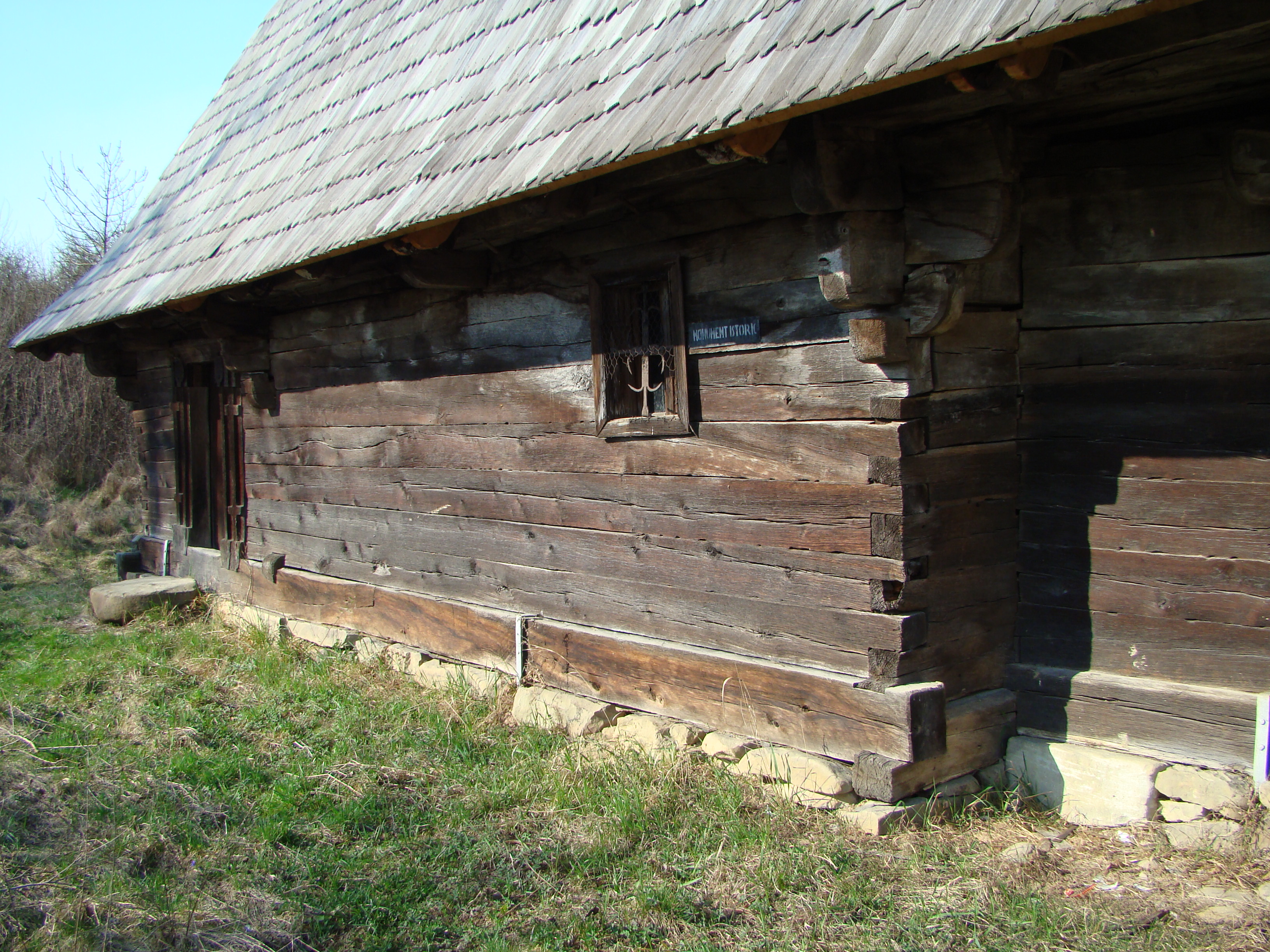
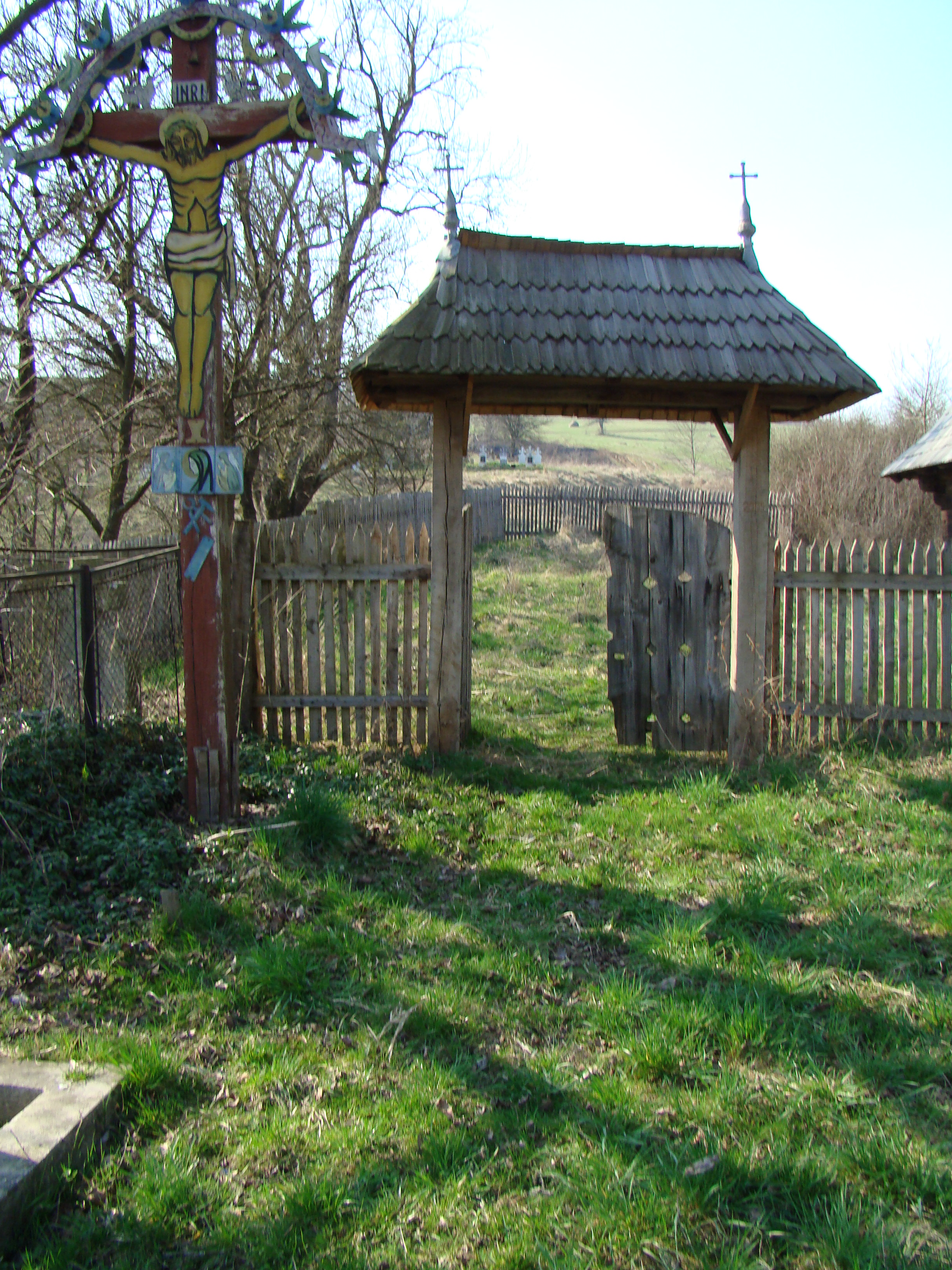
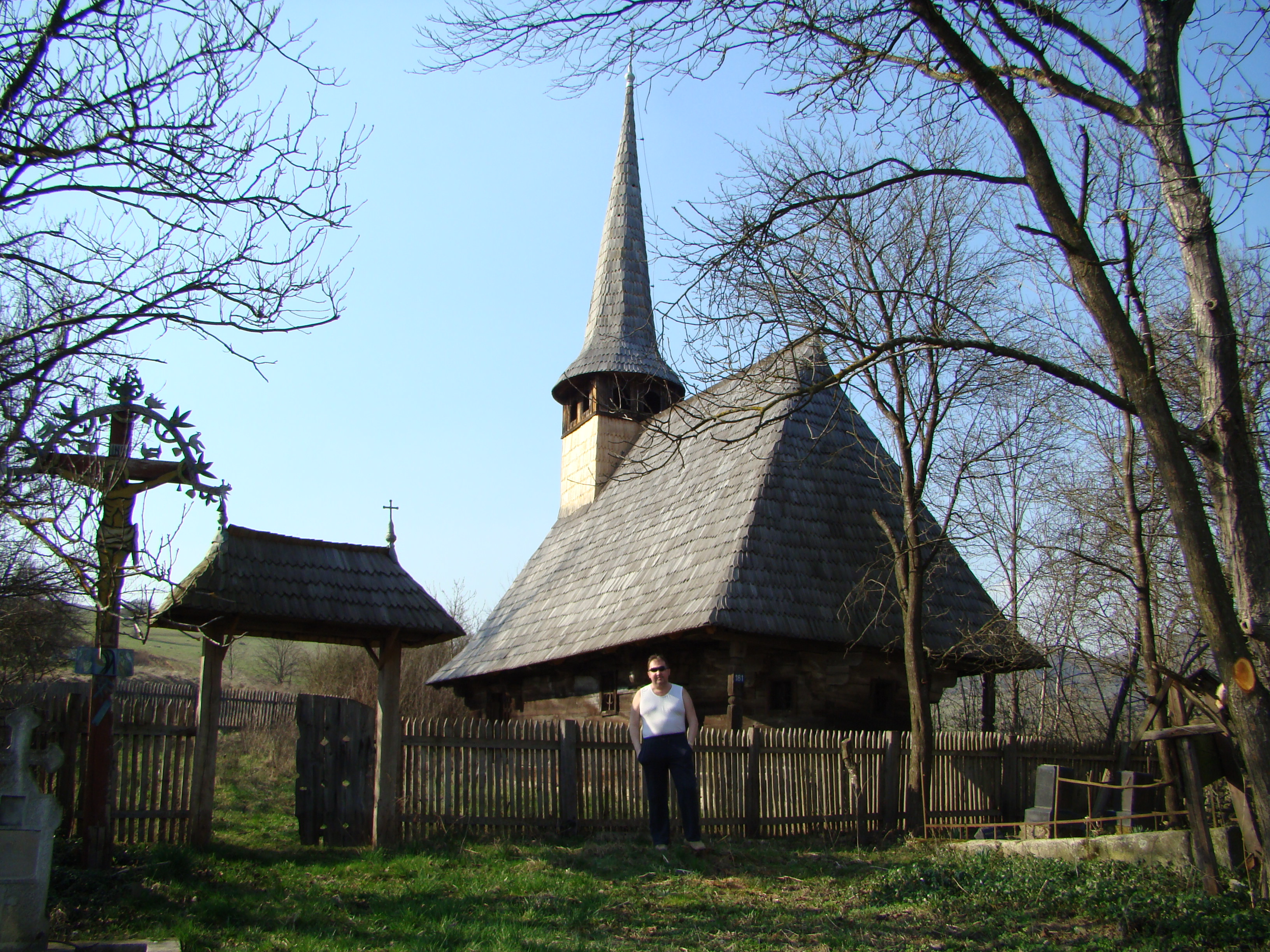
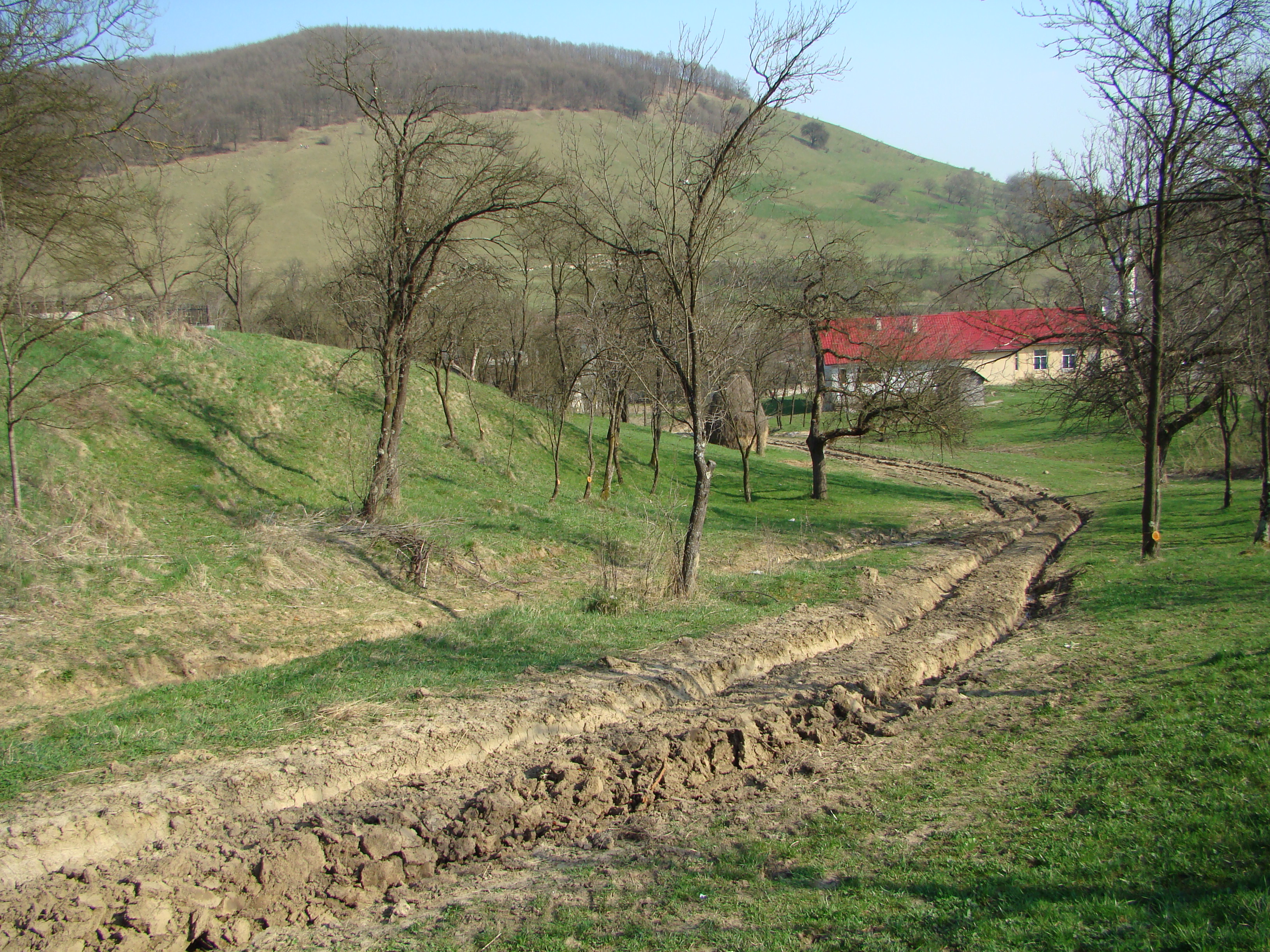
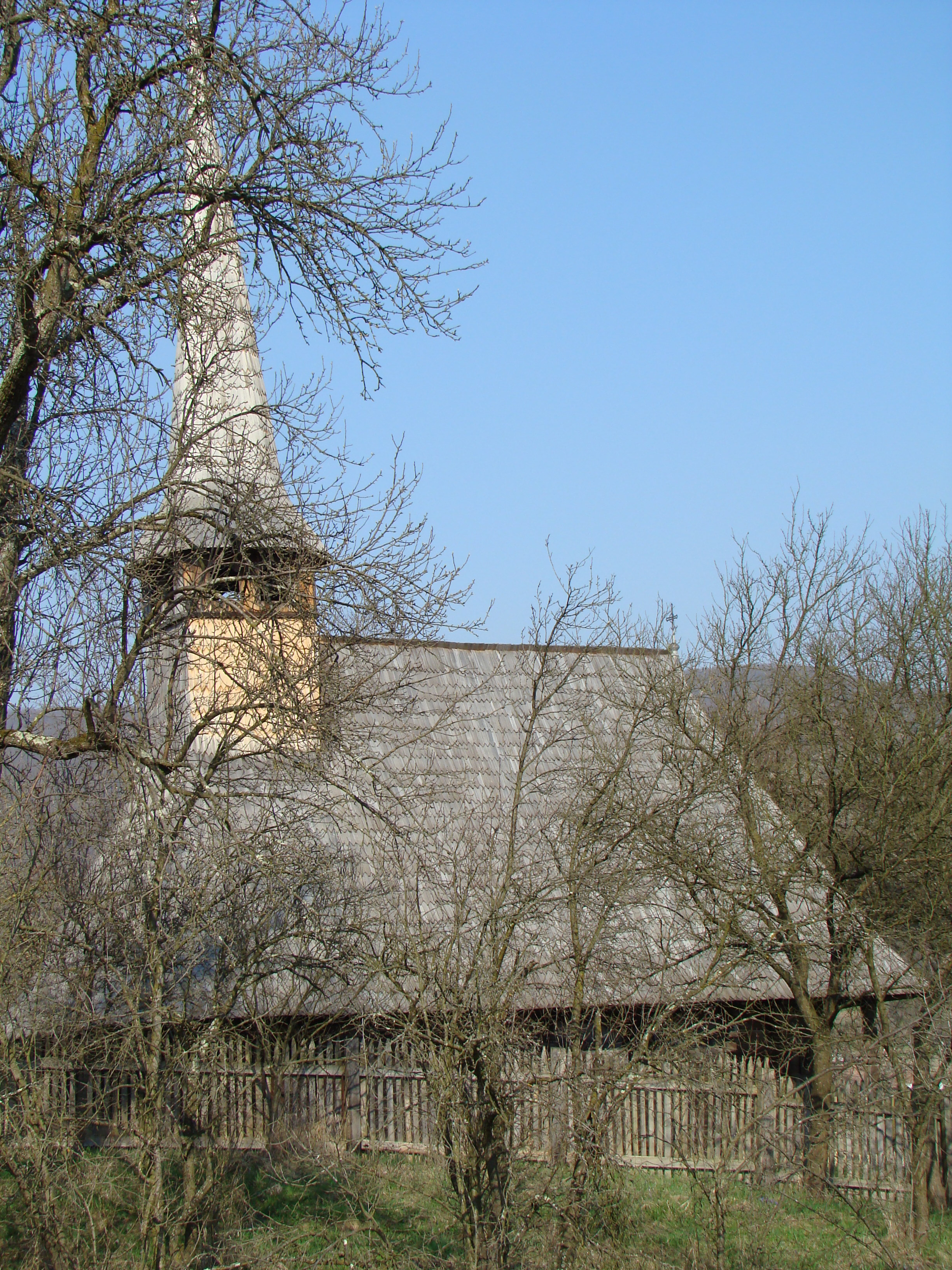
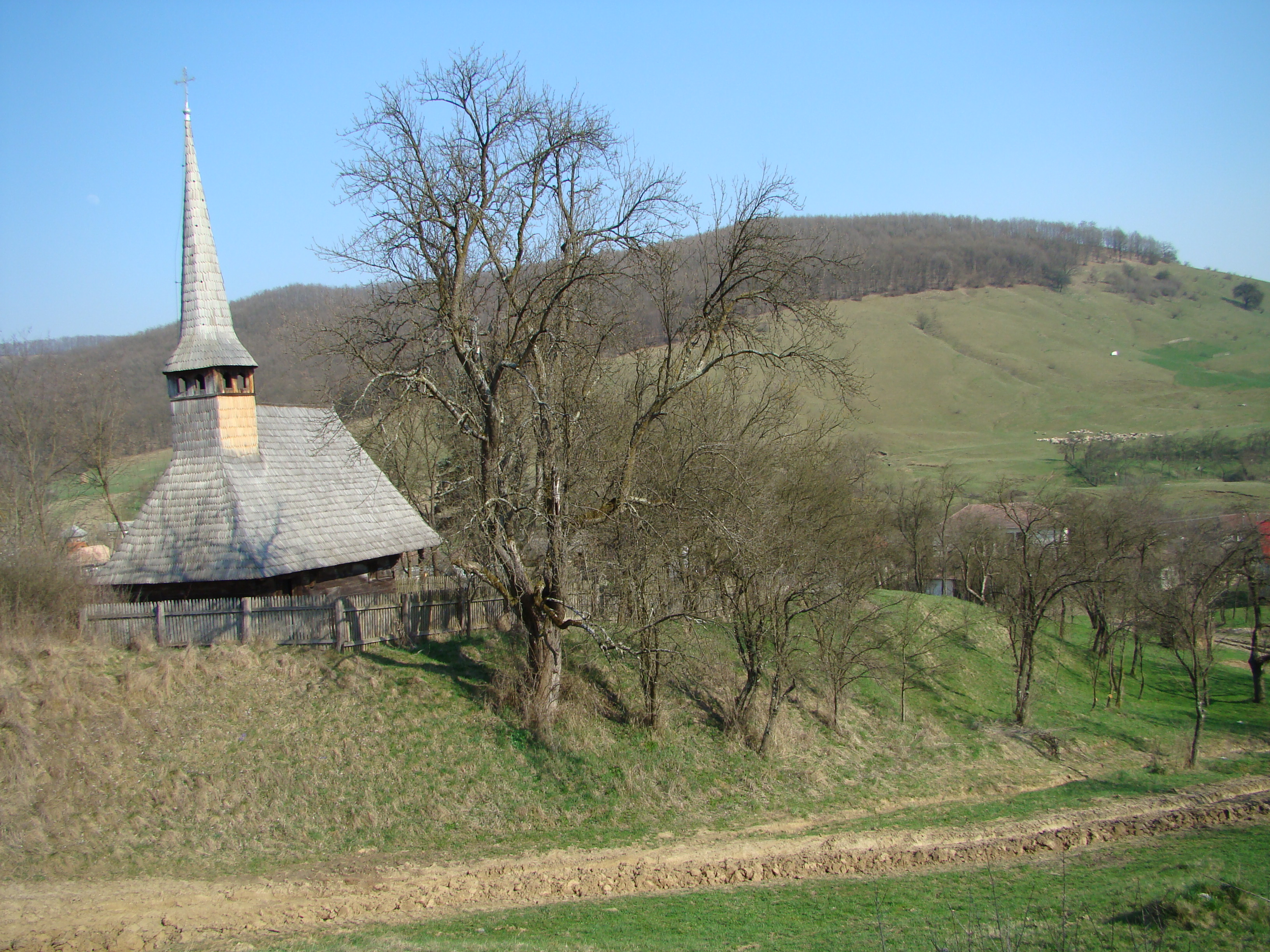
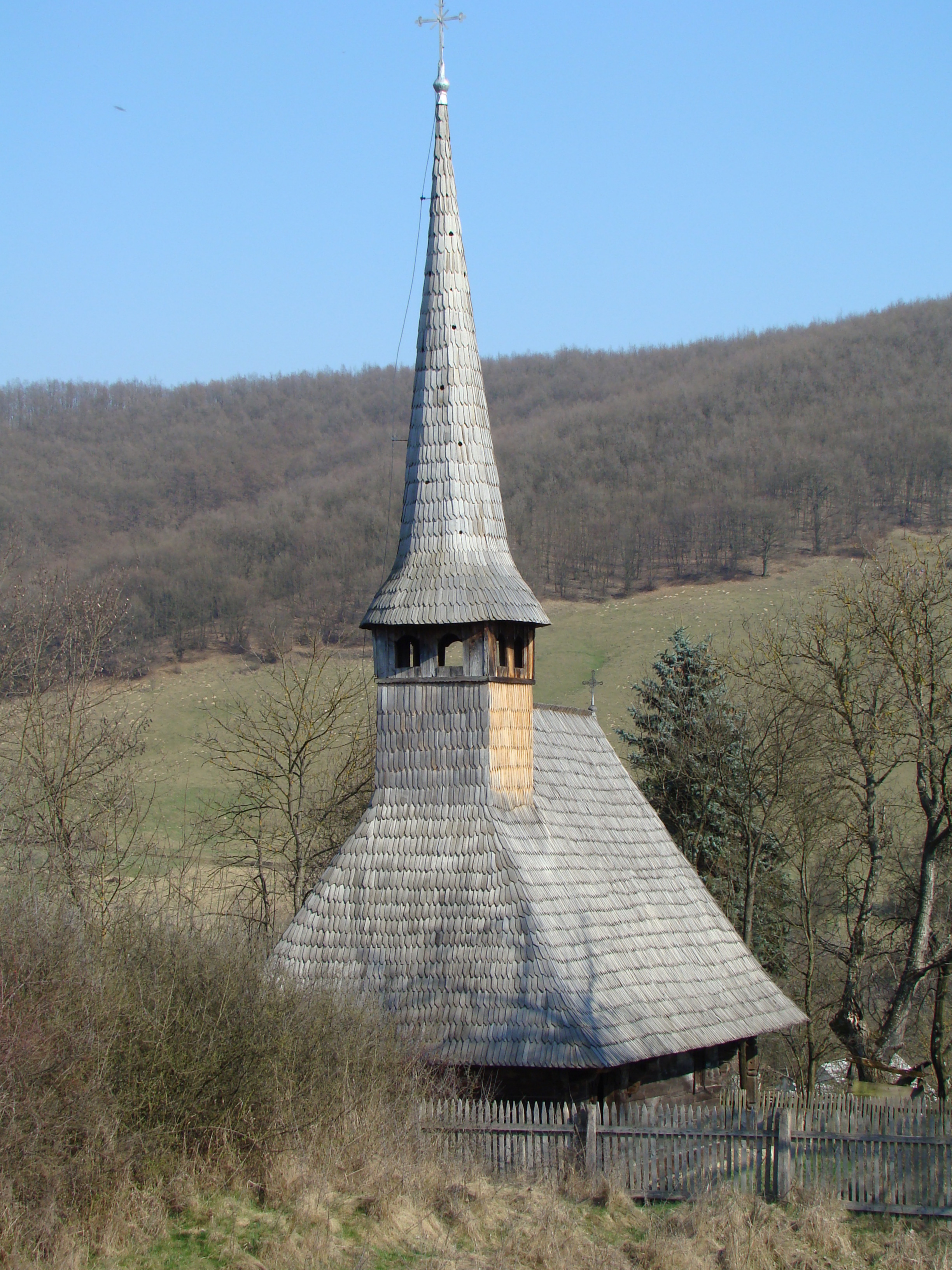
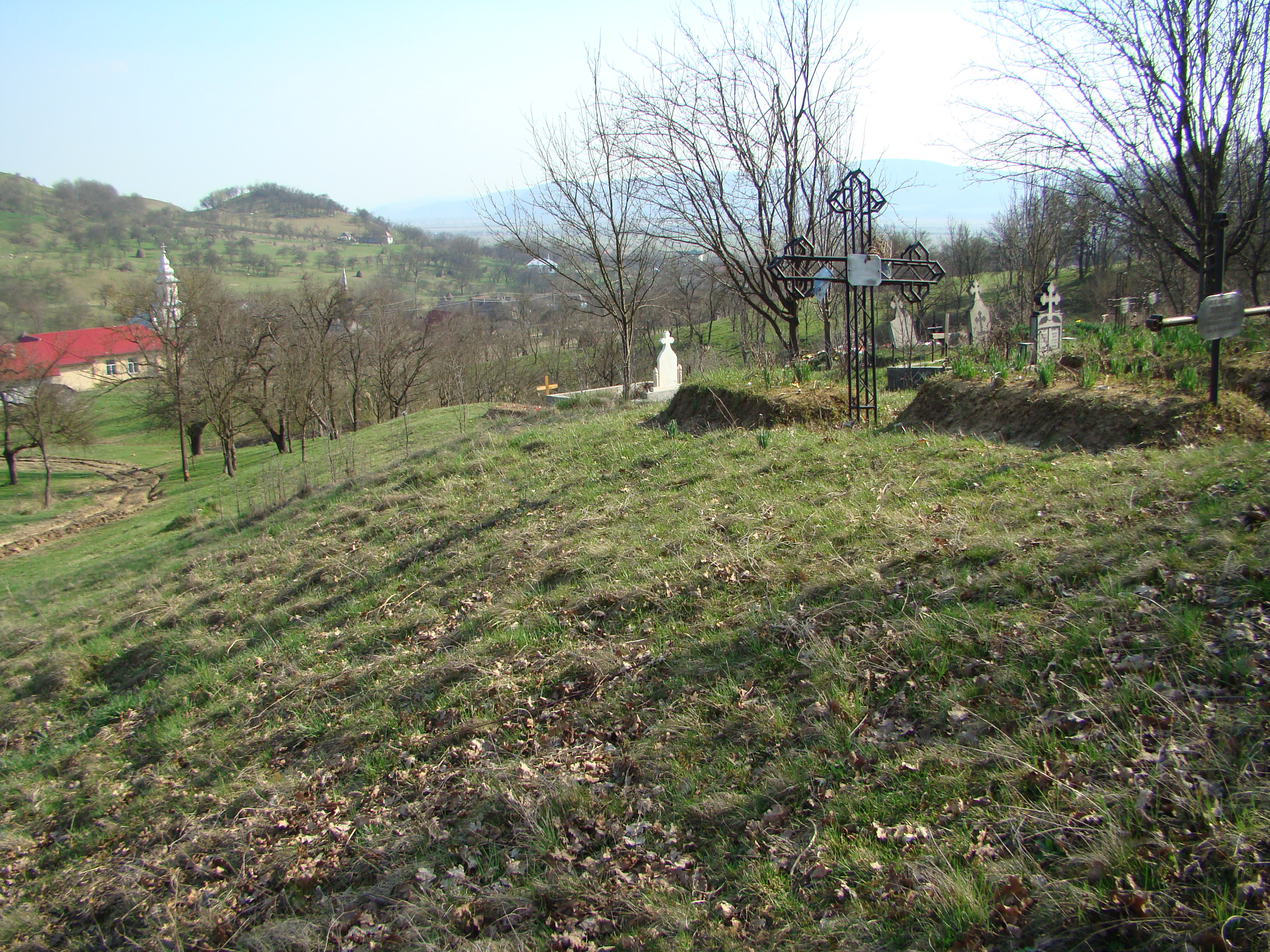
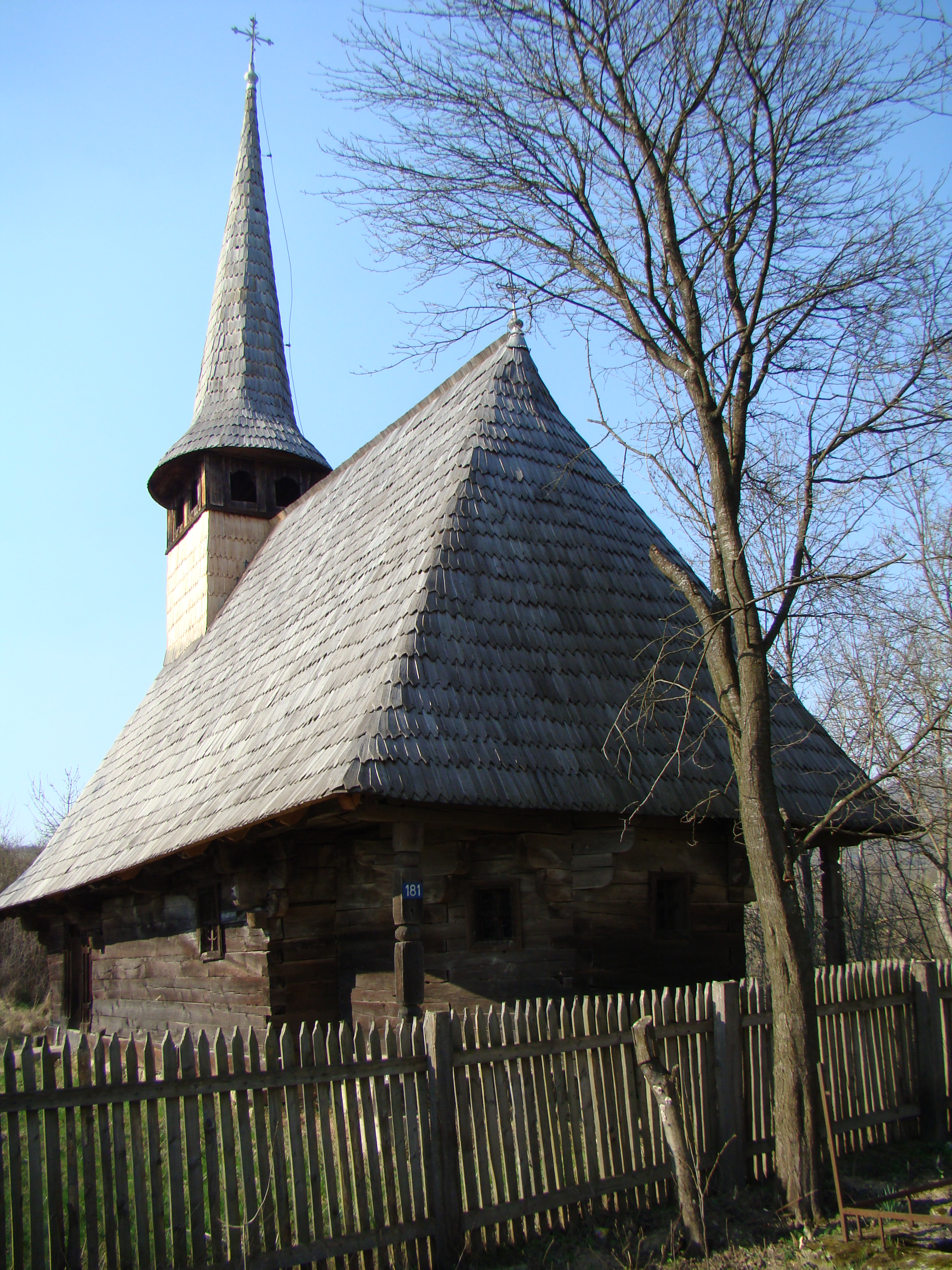
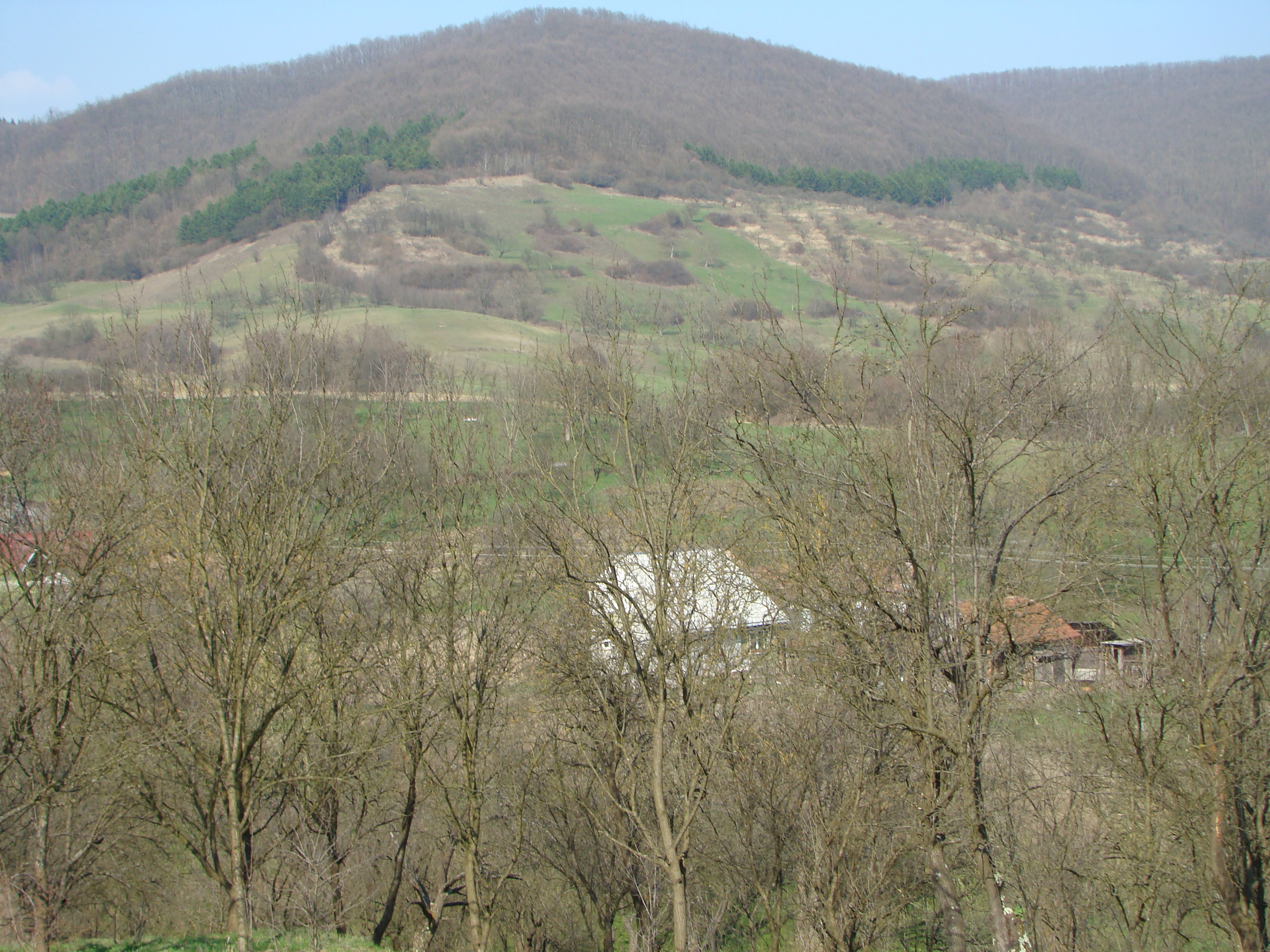
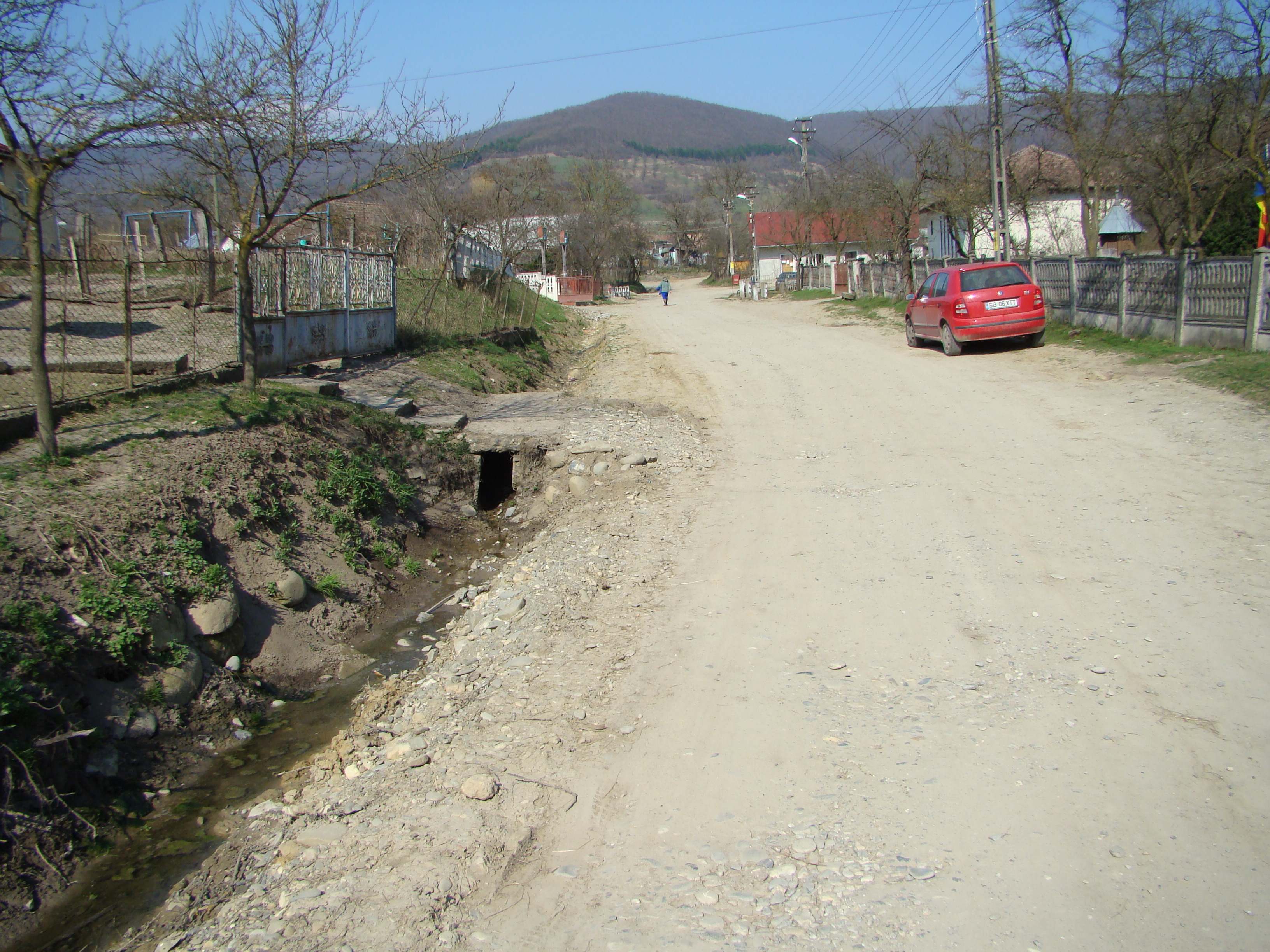
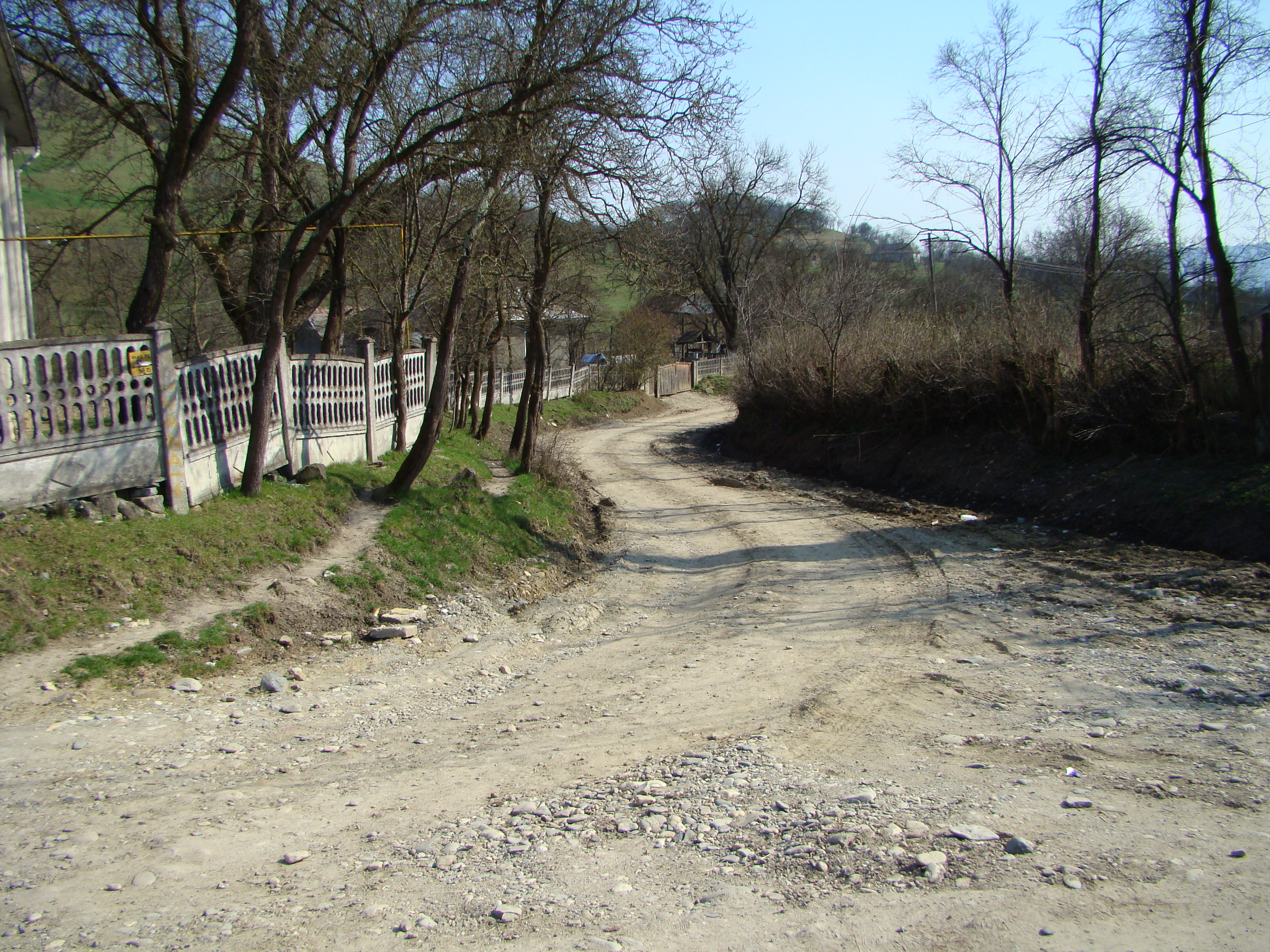

## Imagini din interior

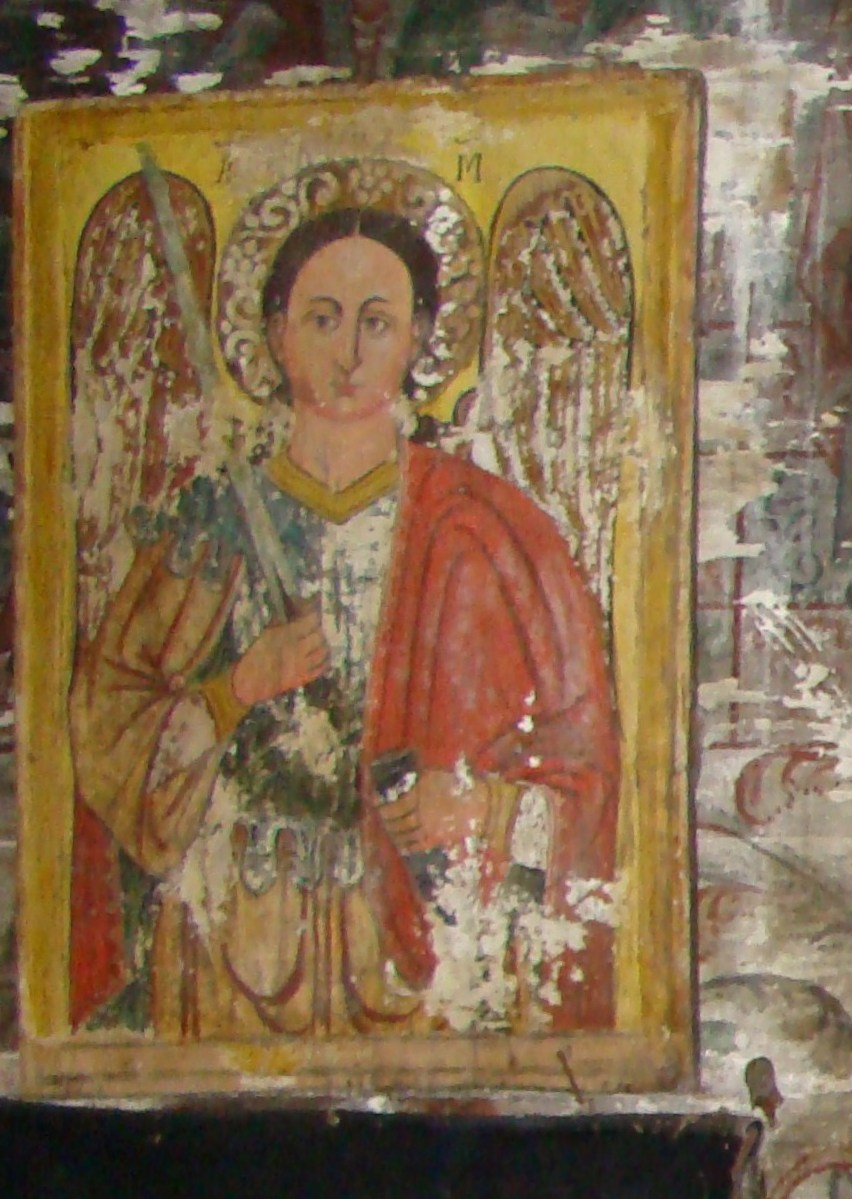
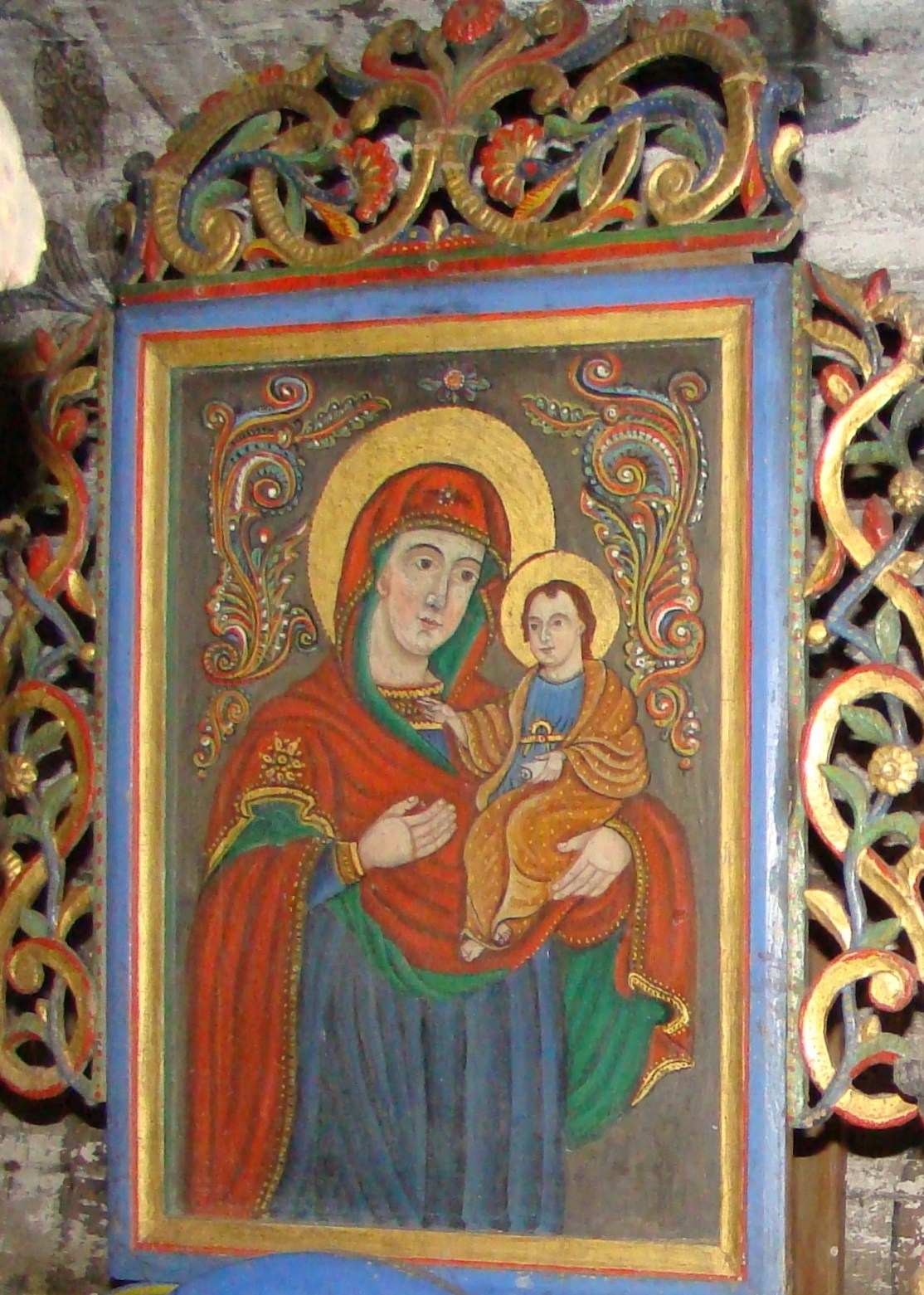
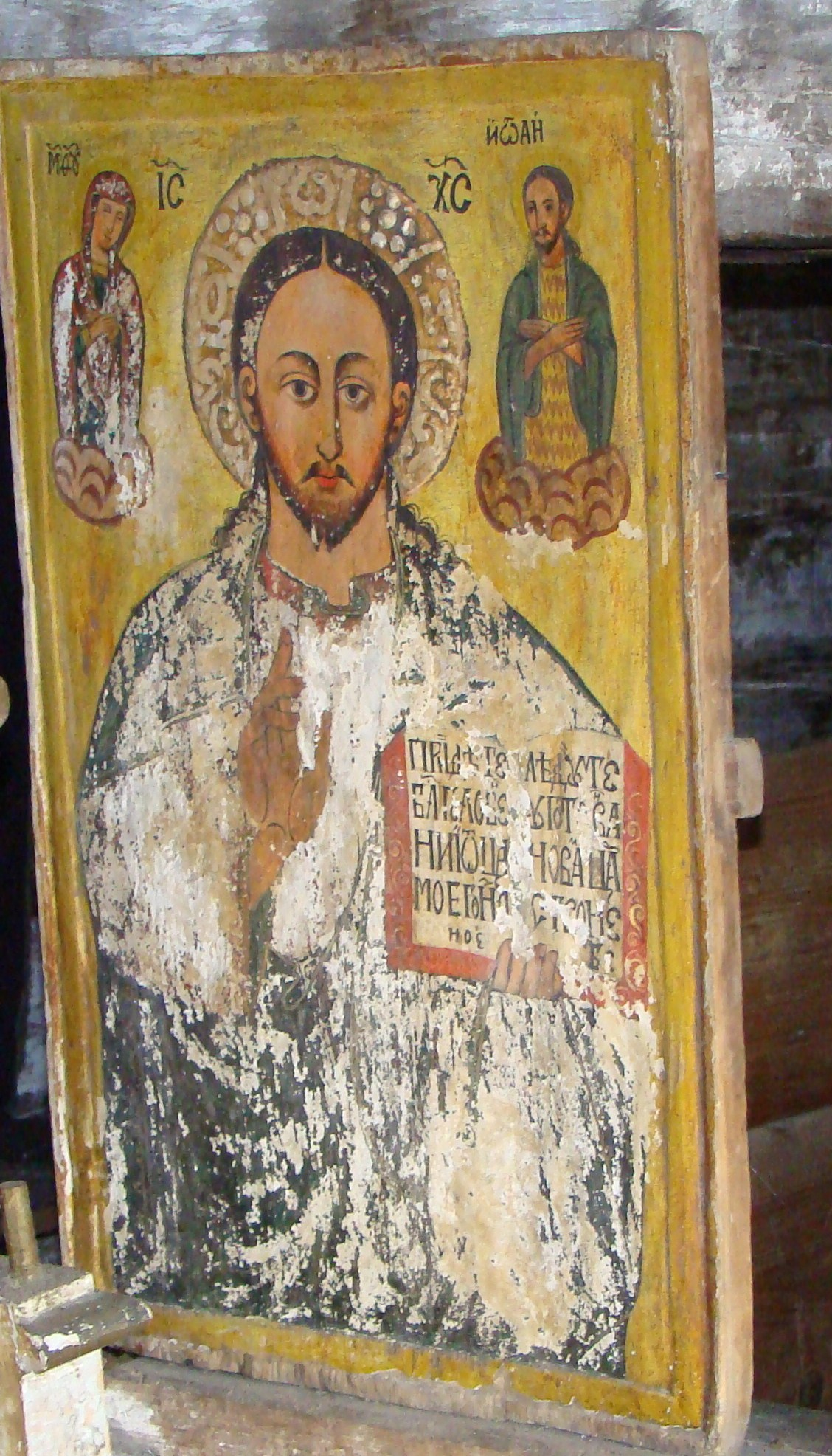
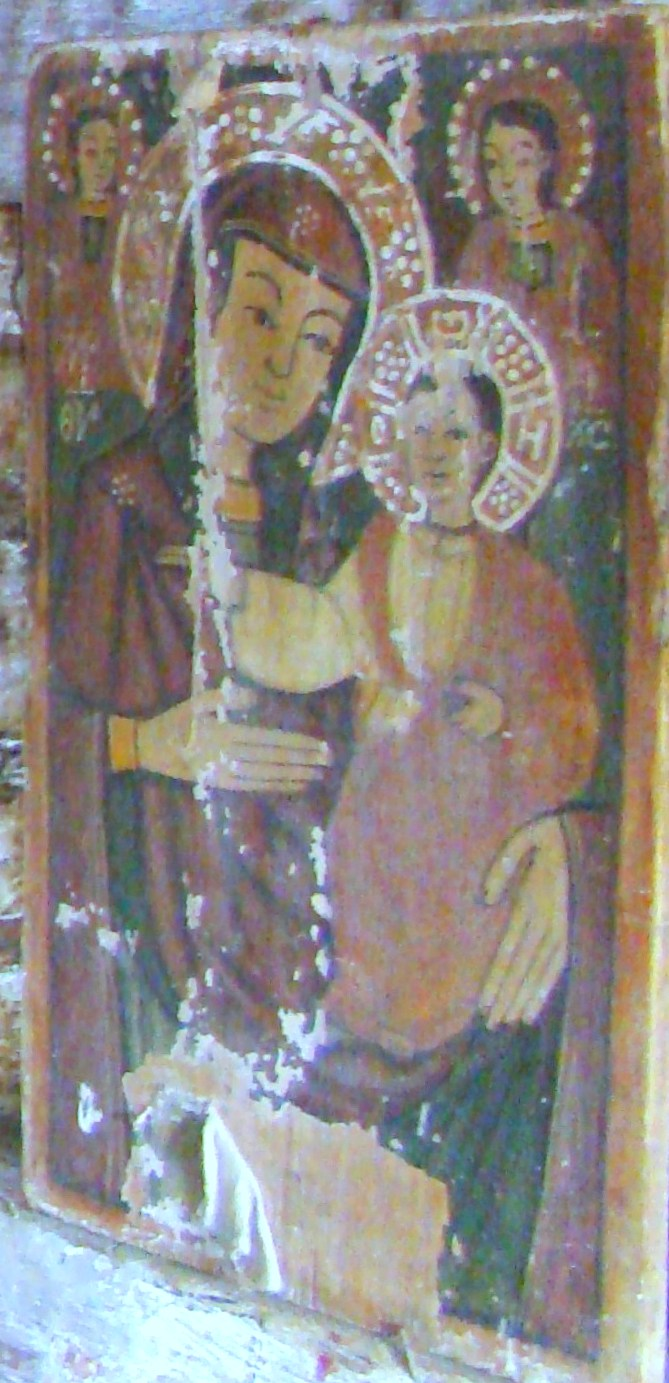
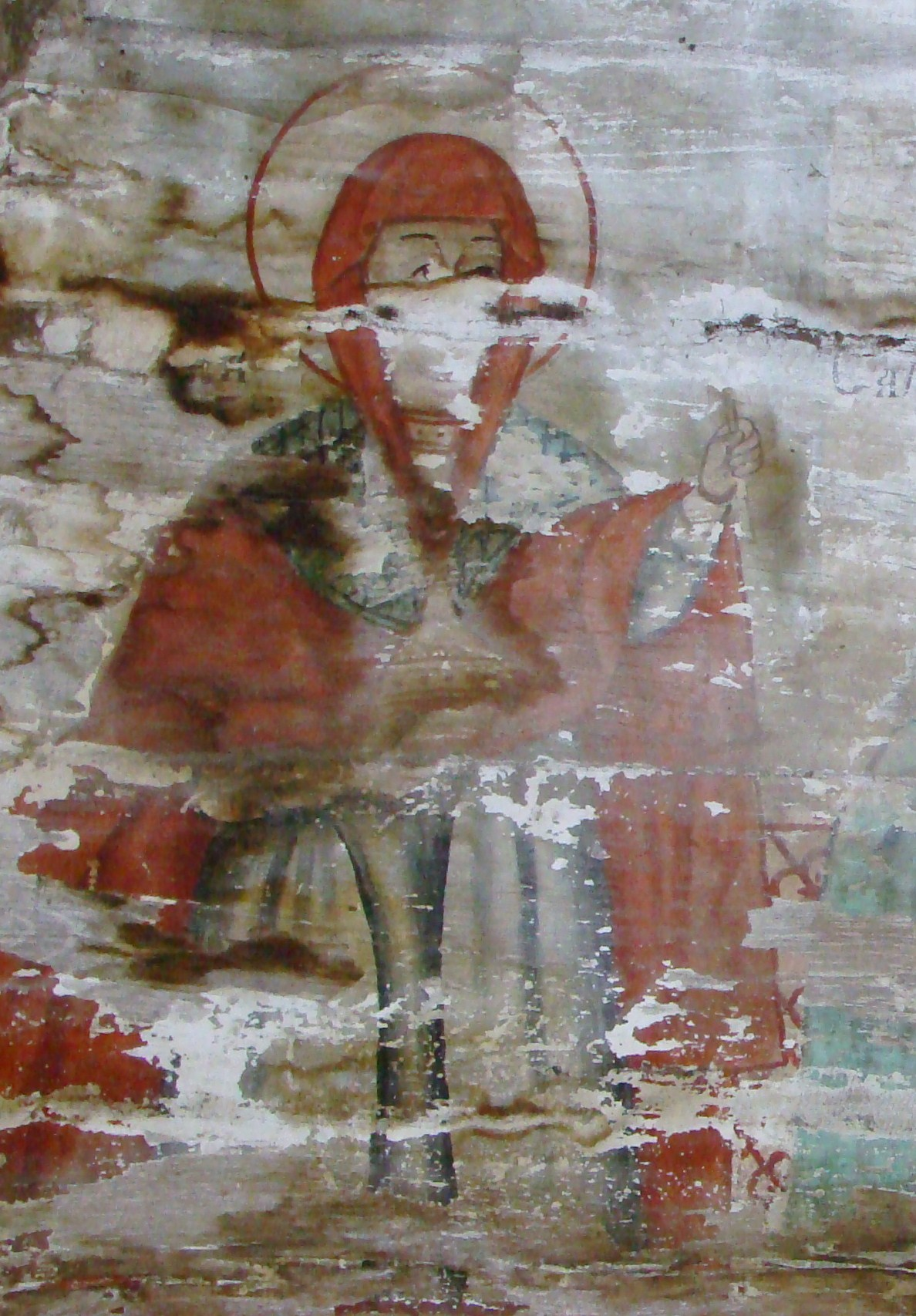
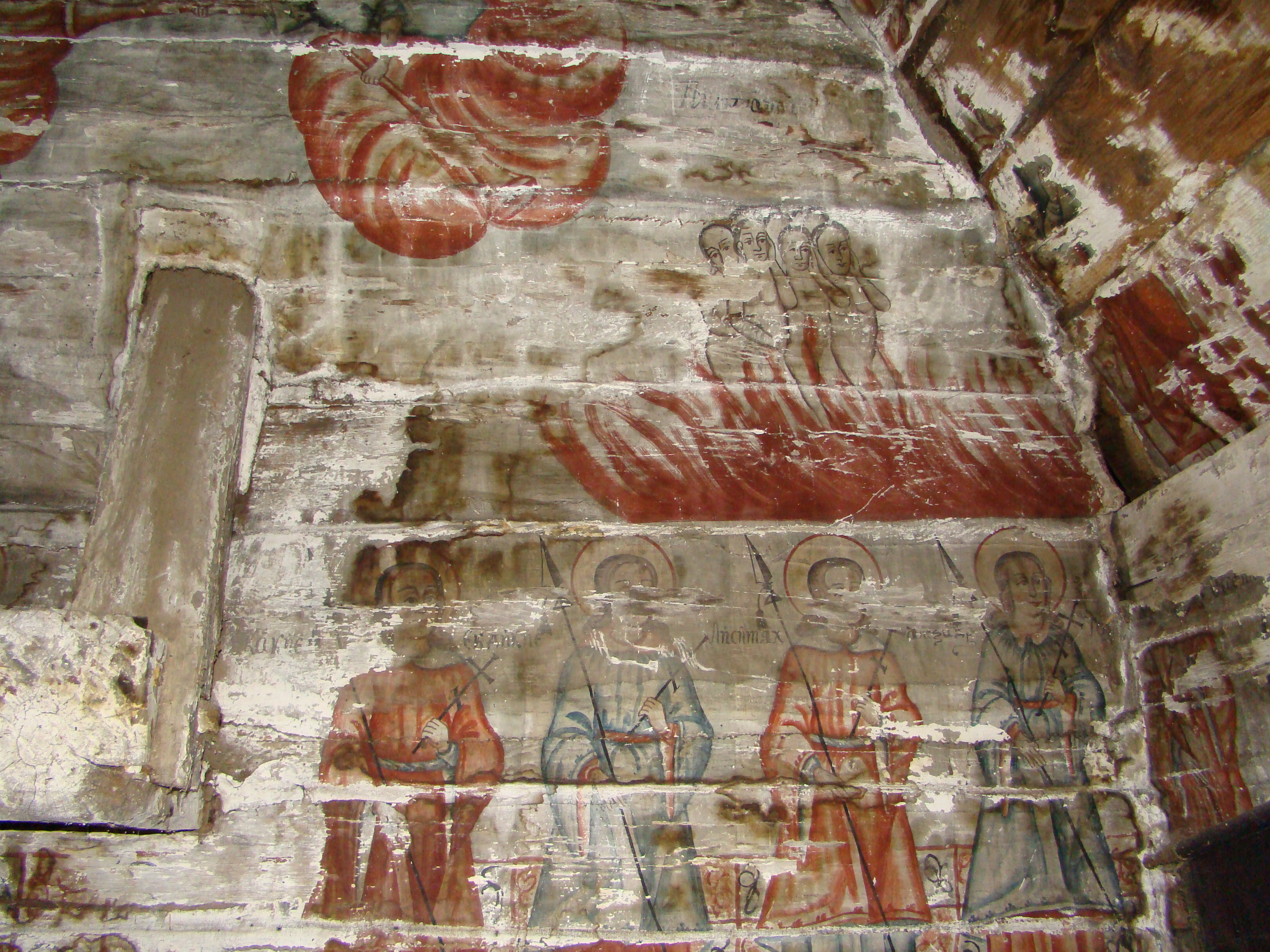
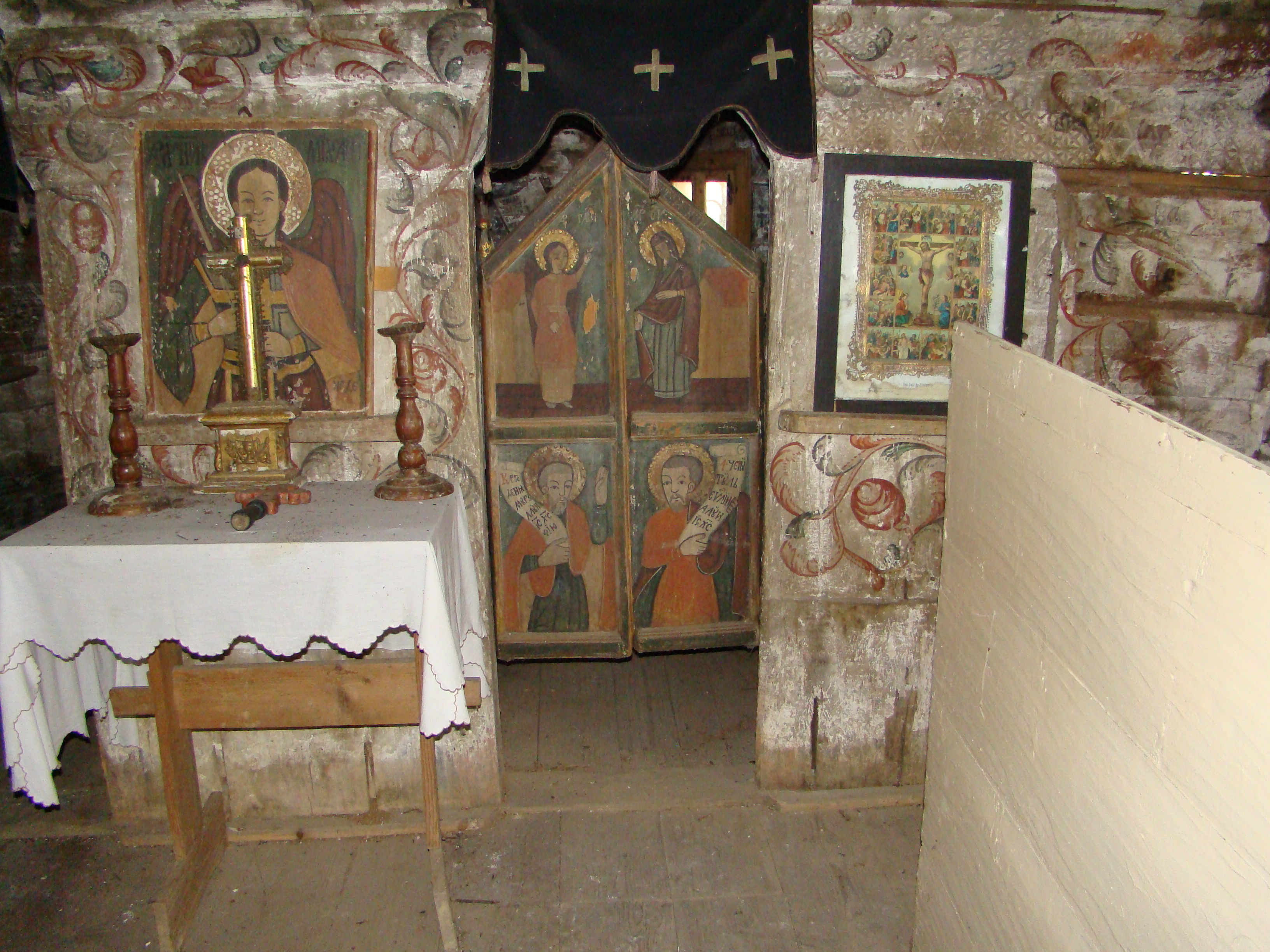
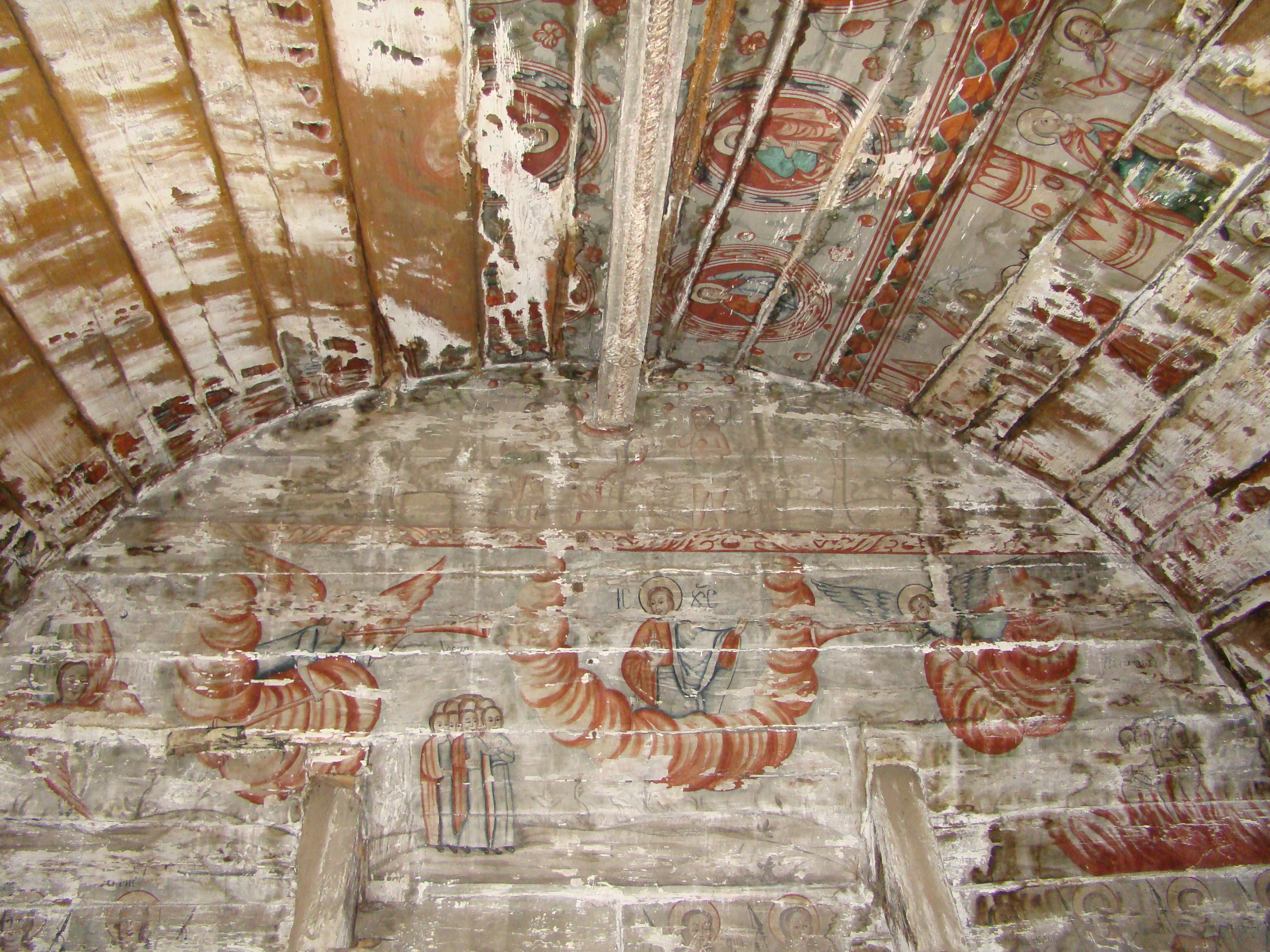
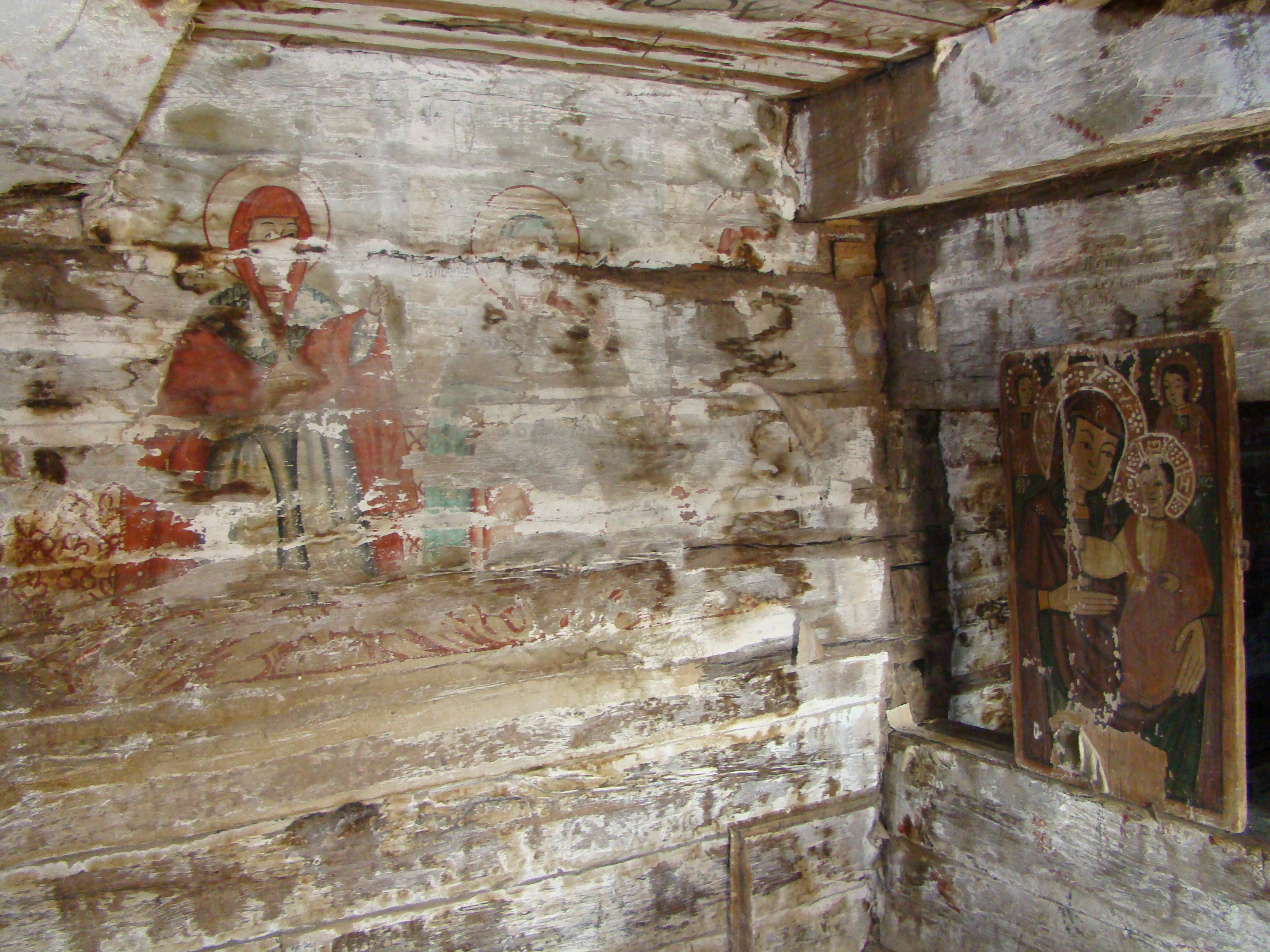
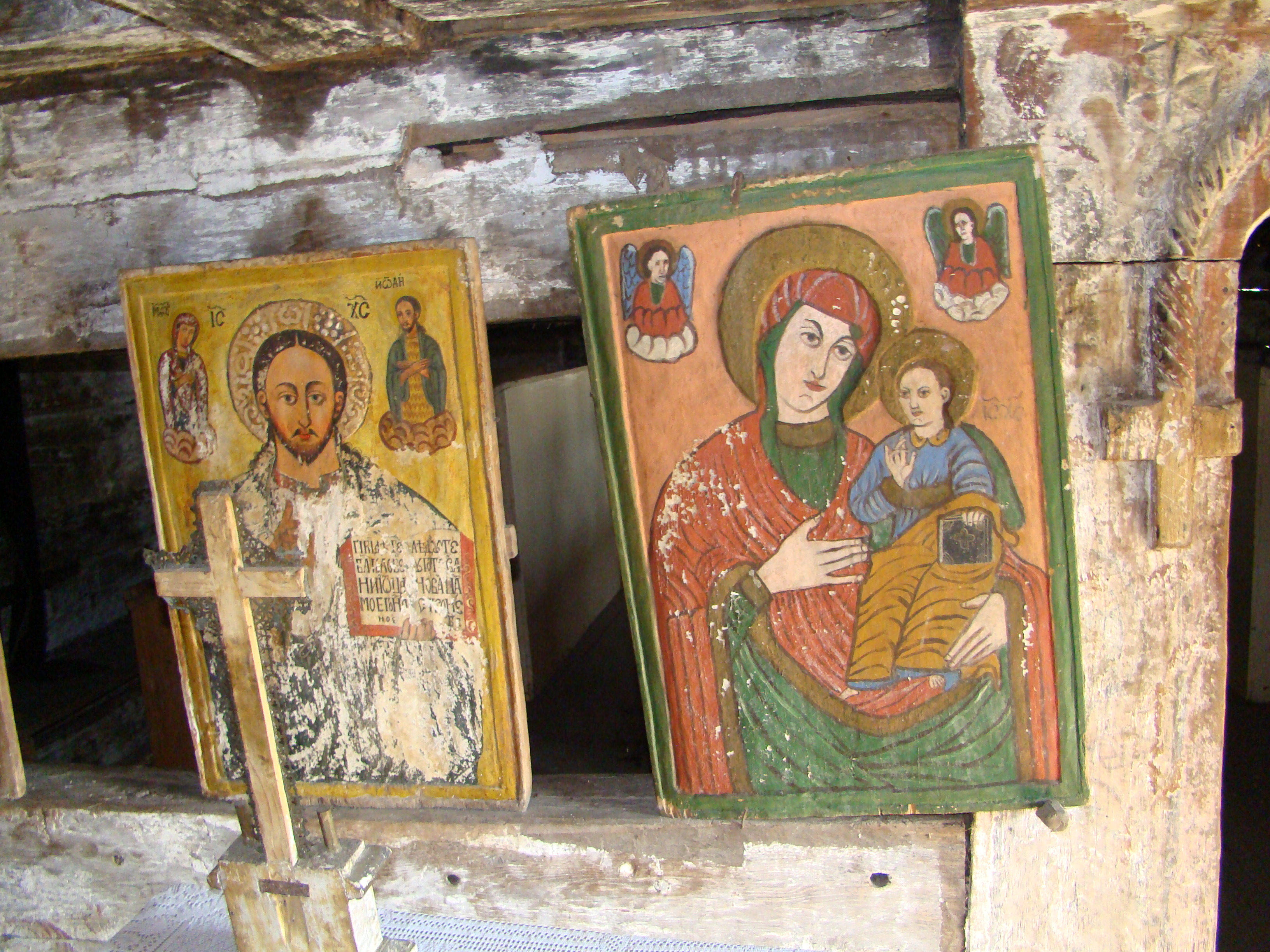
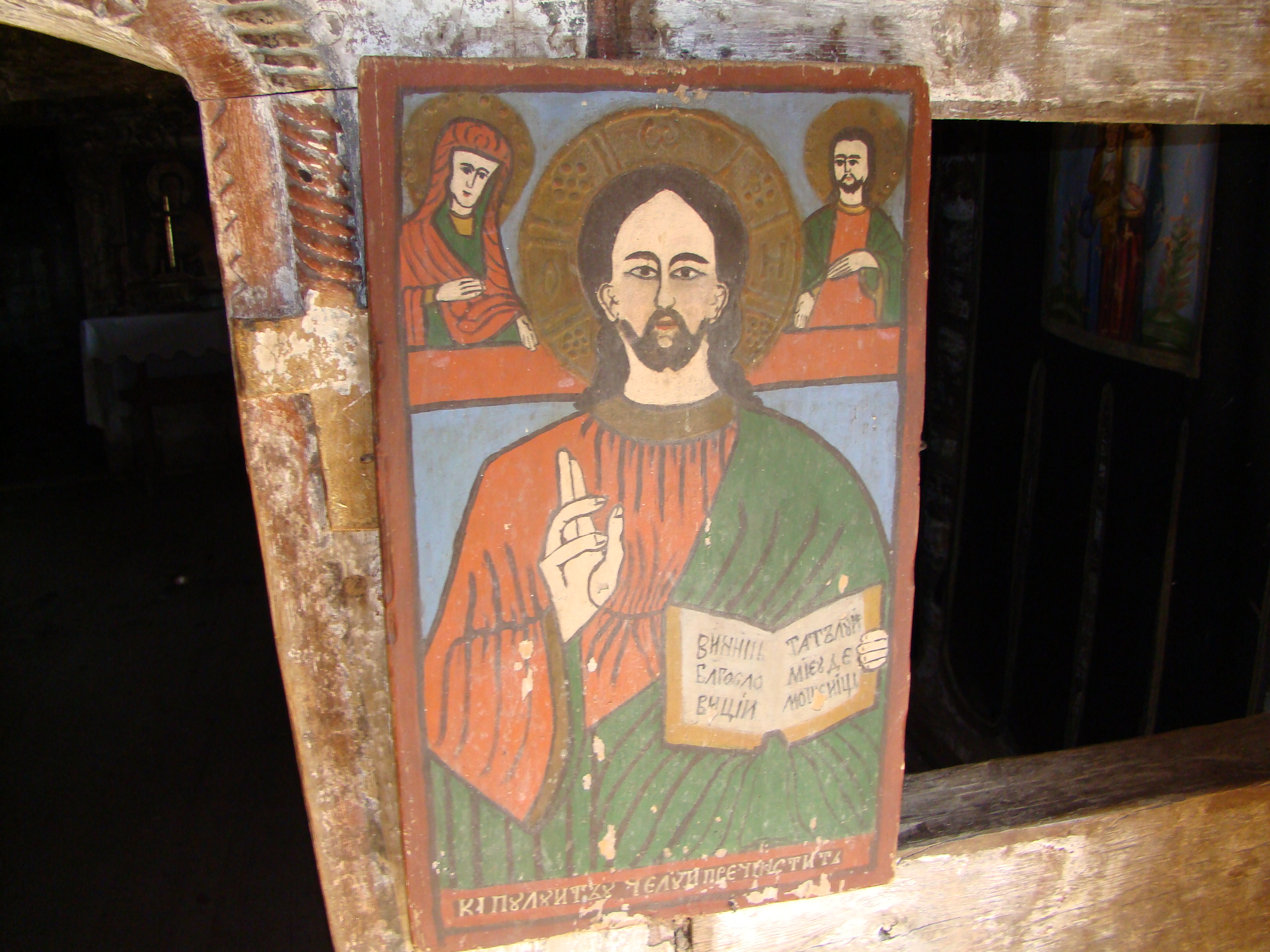
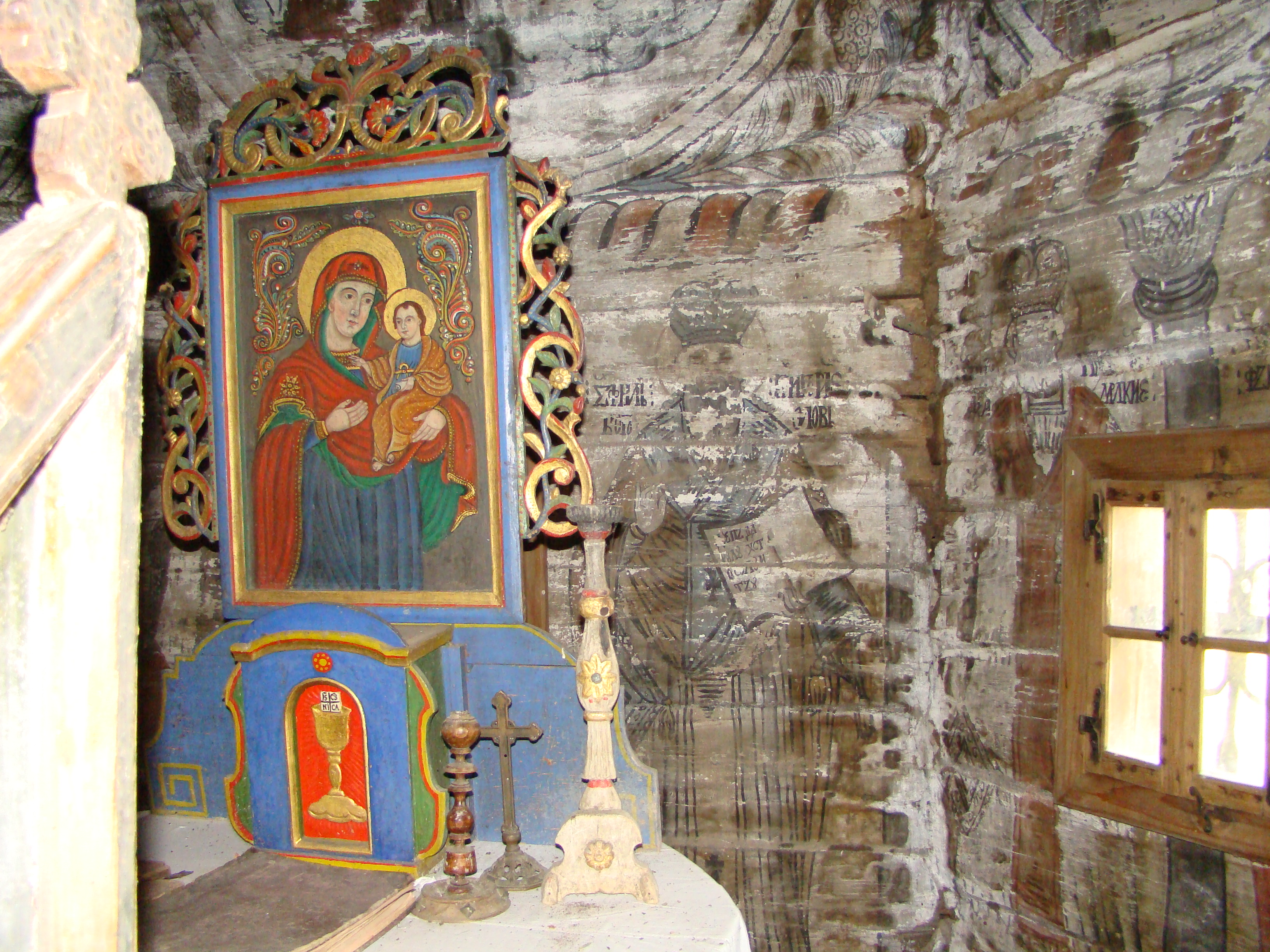
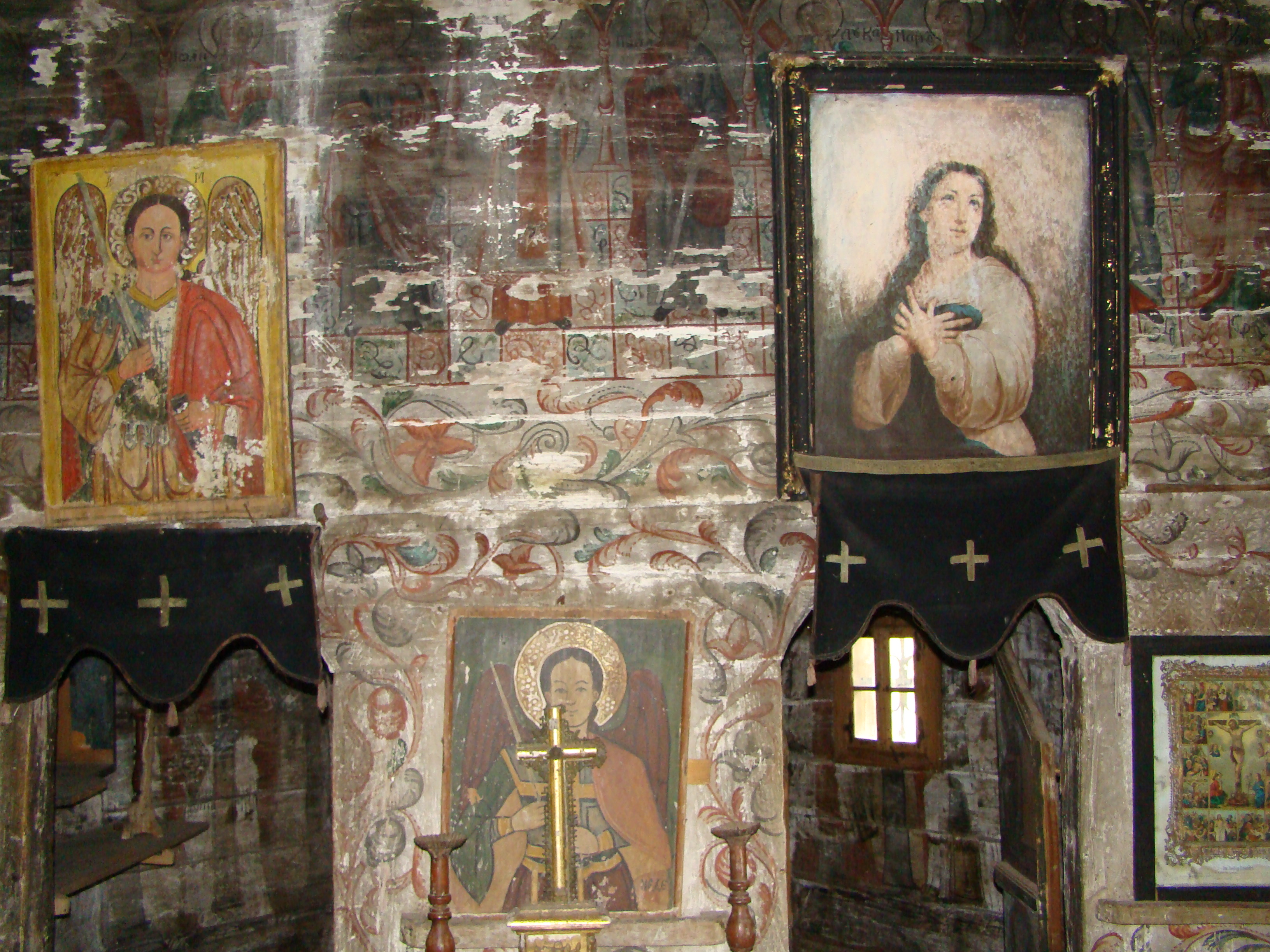
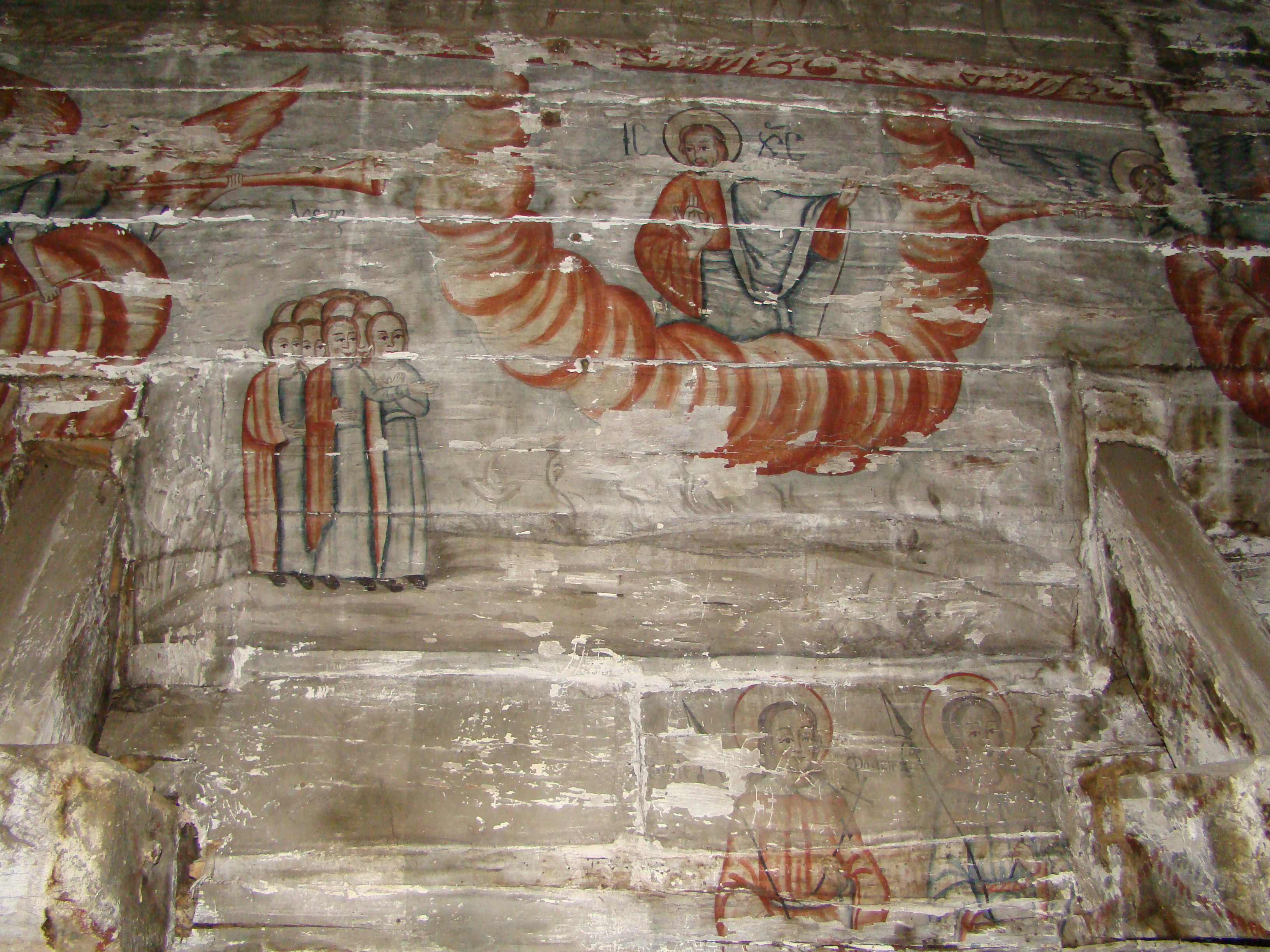
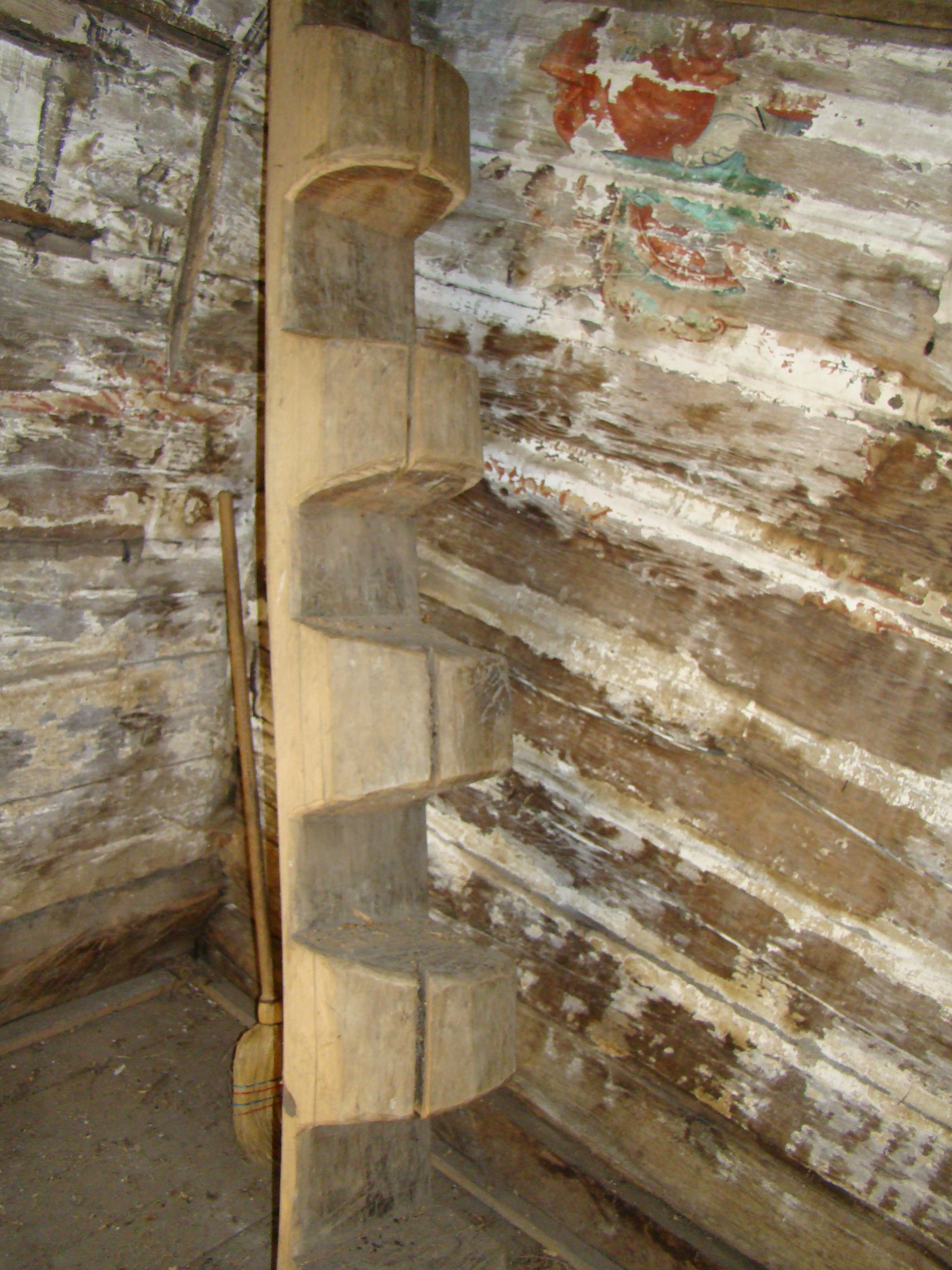
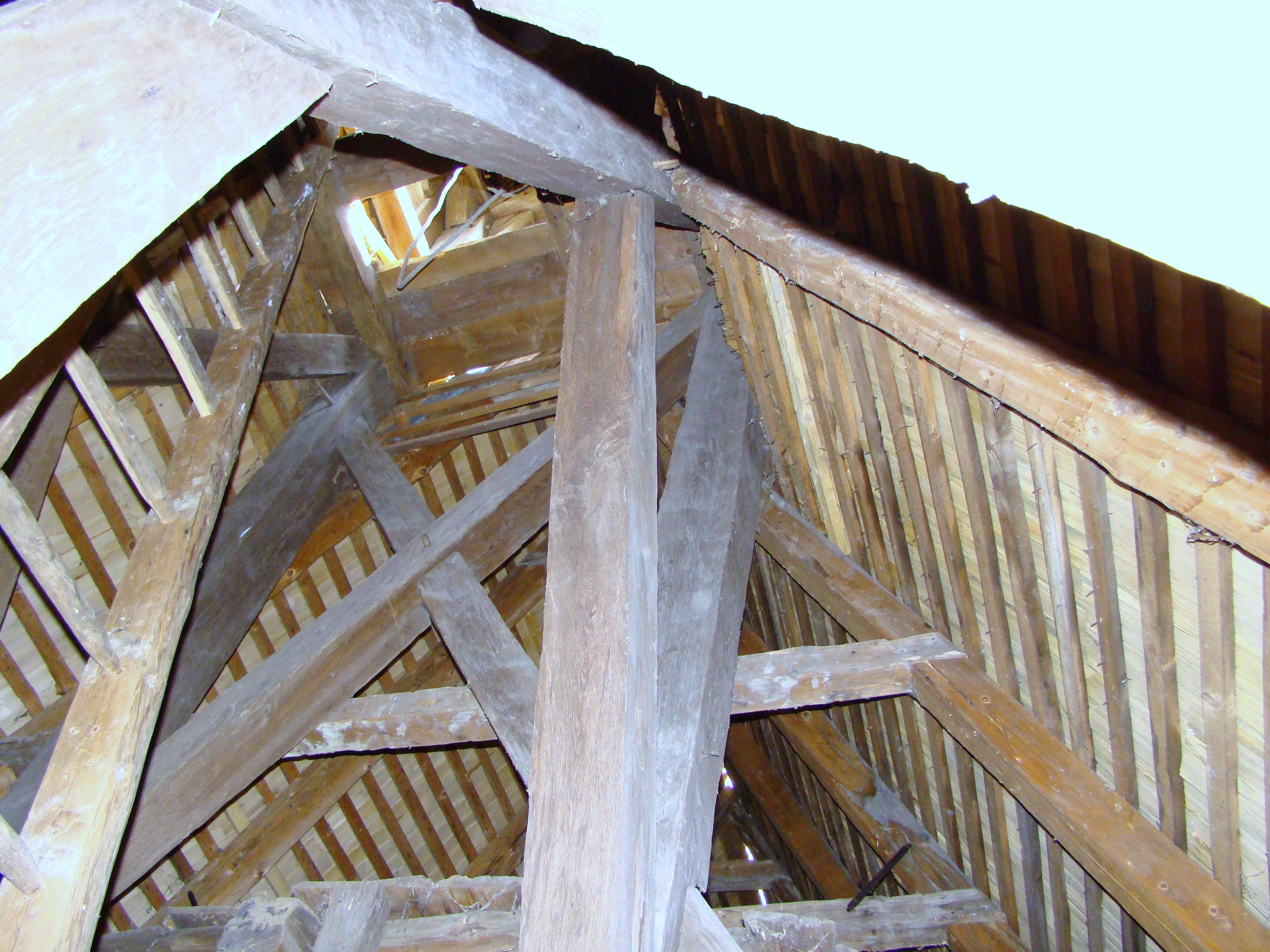

## Biserica ortodoxă nouă, „din vale”, Sălișca, județul Cluj

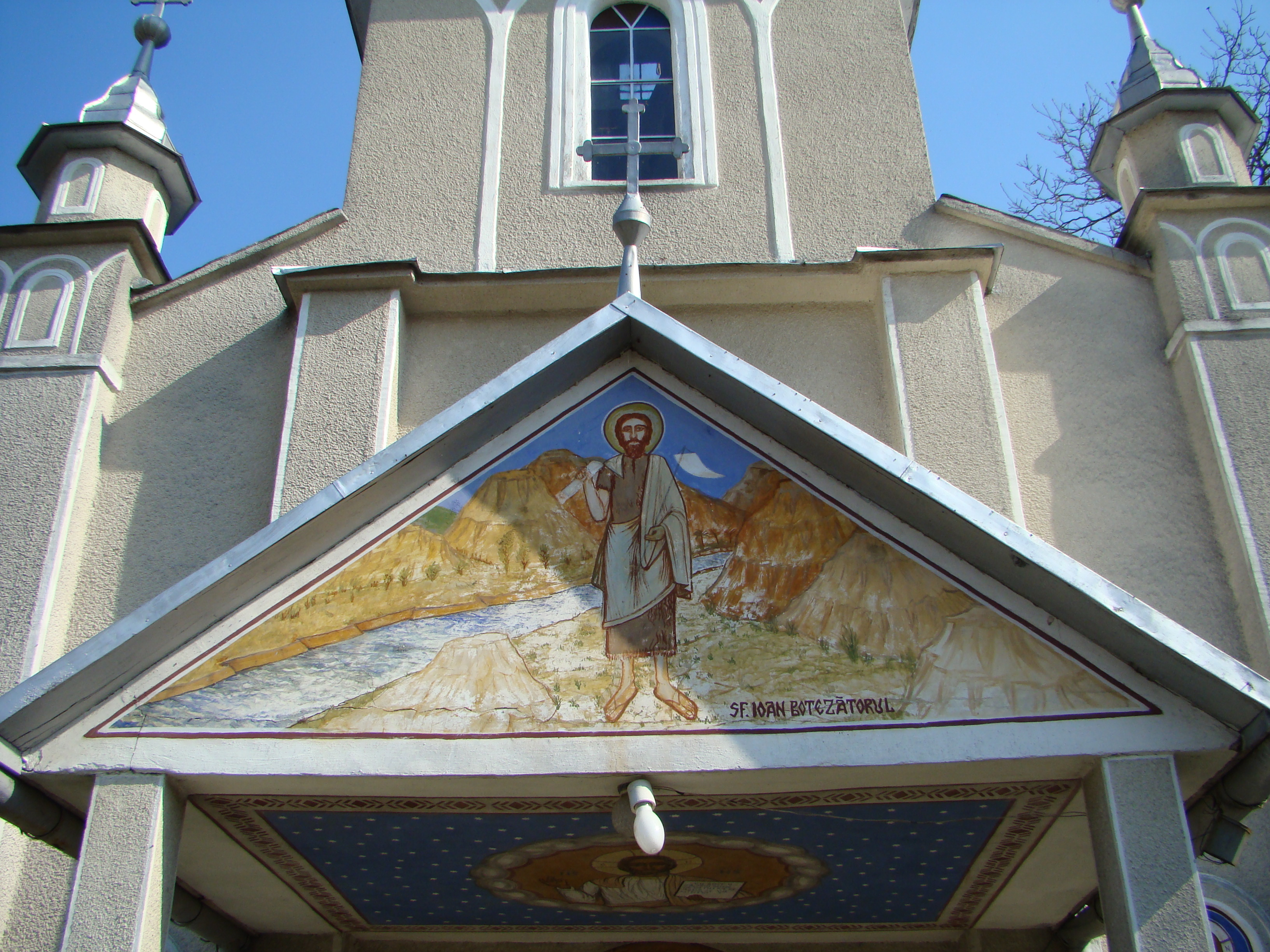
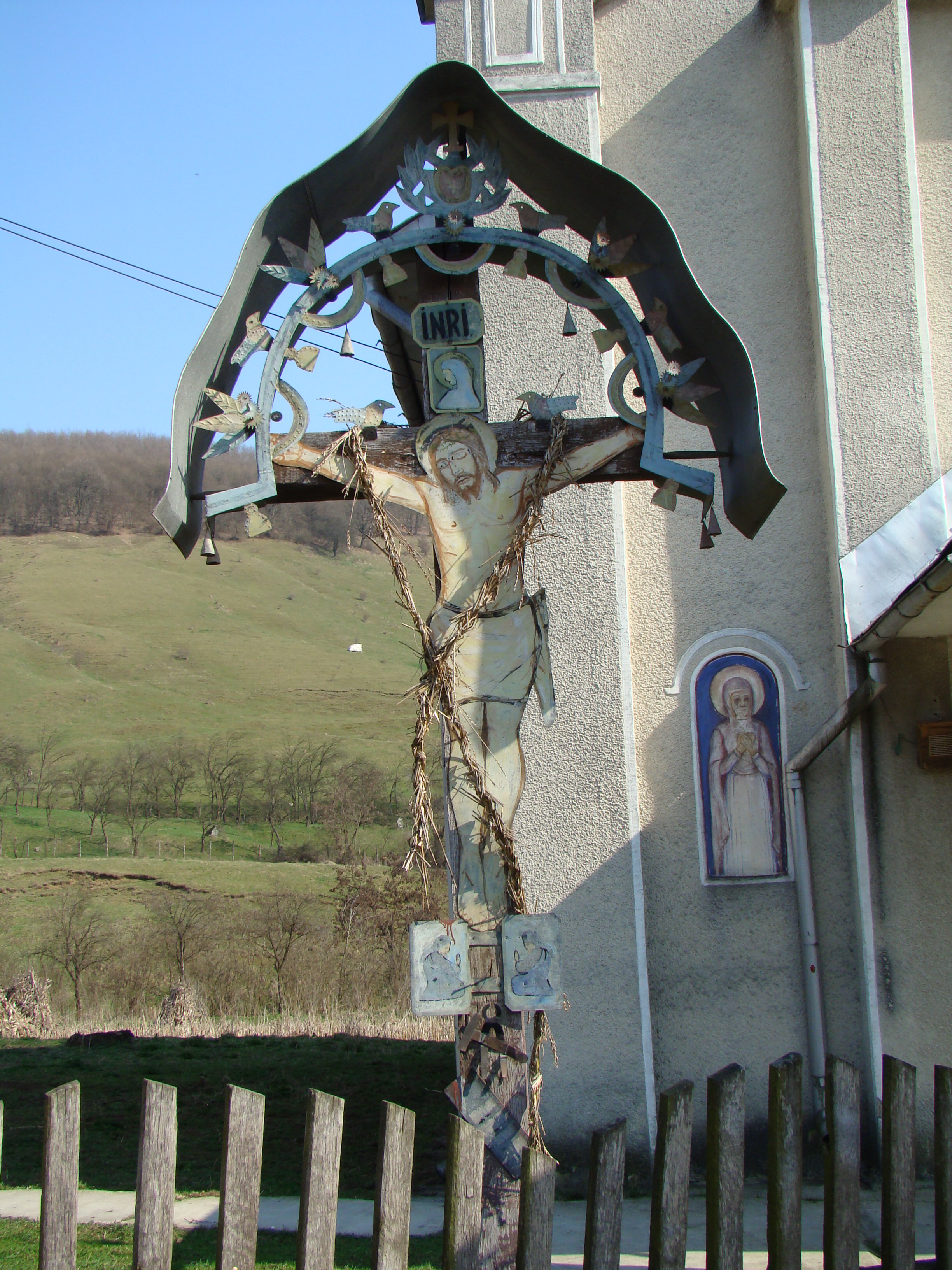
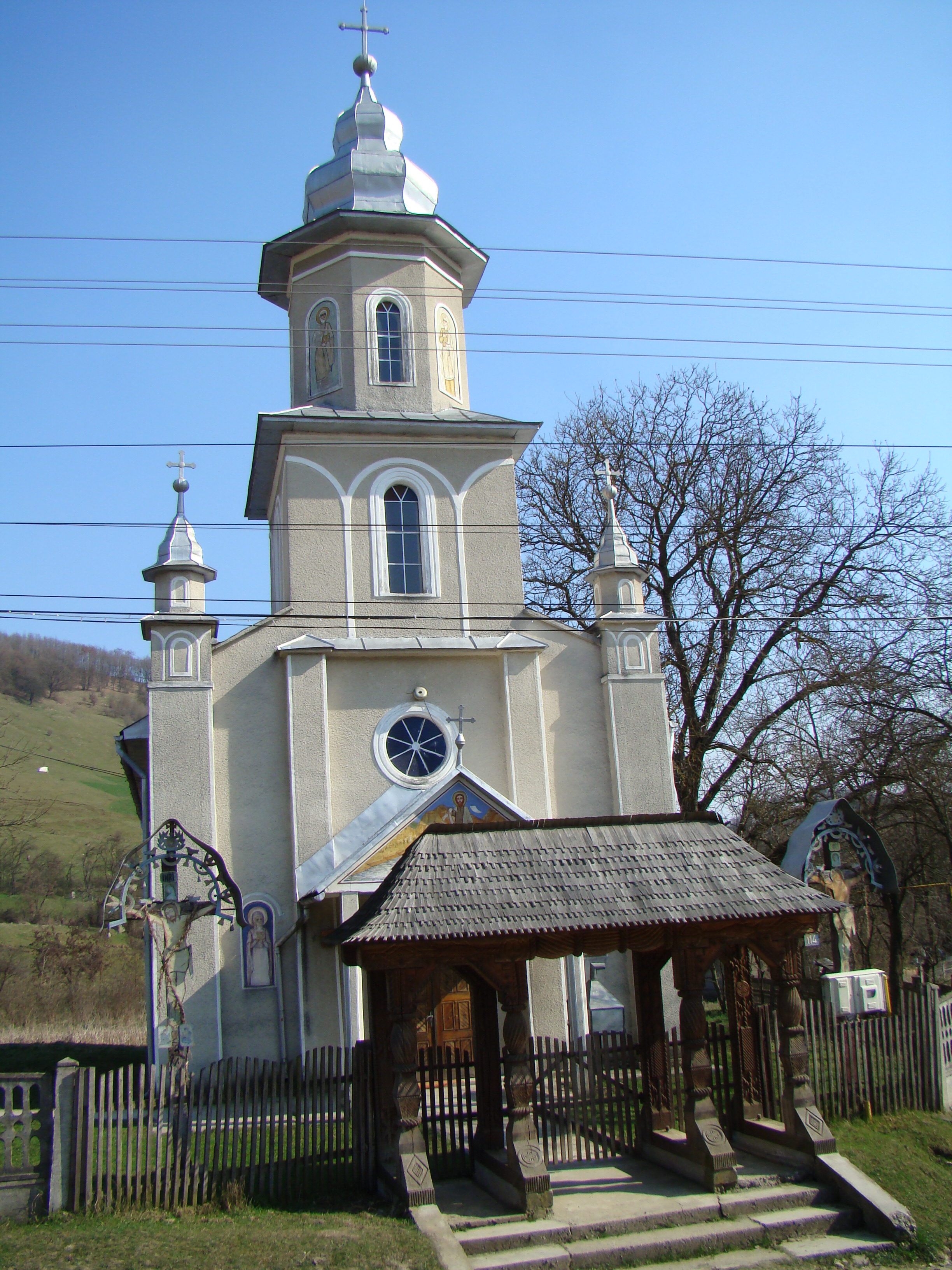
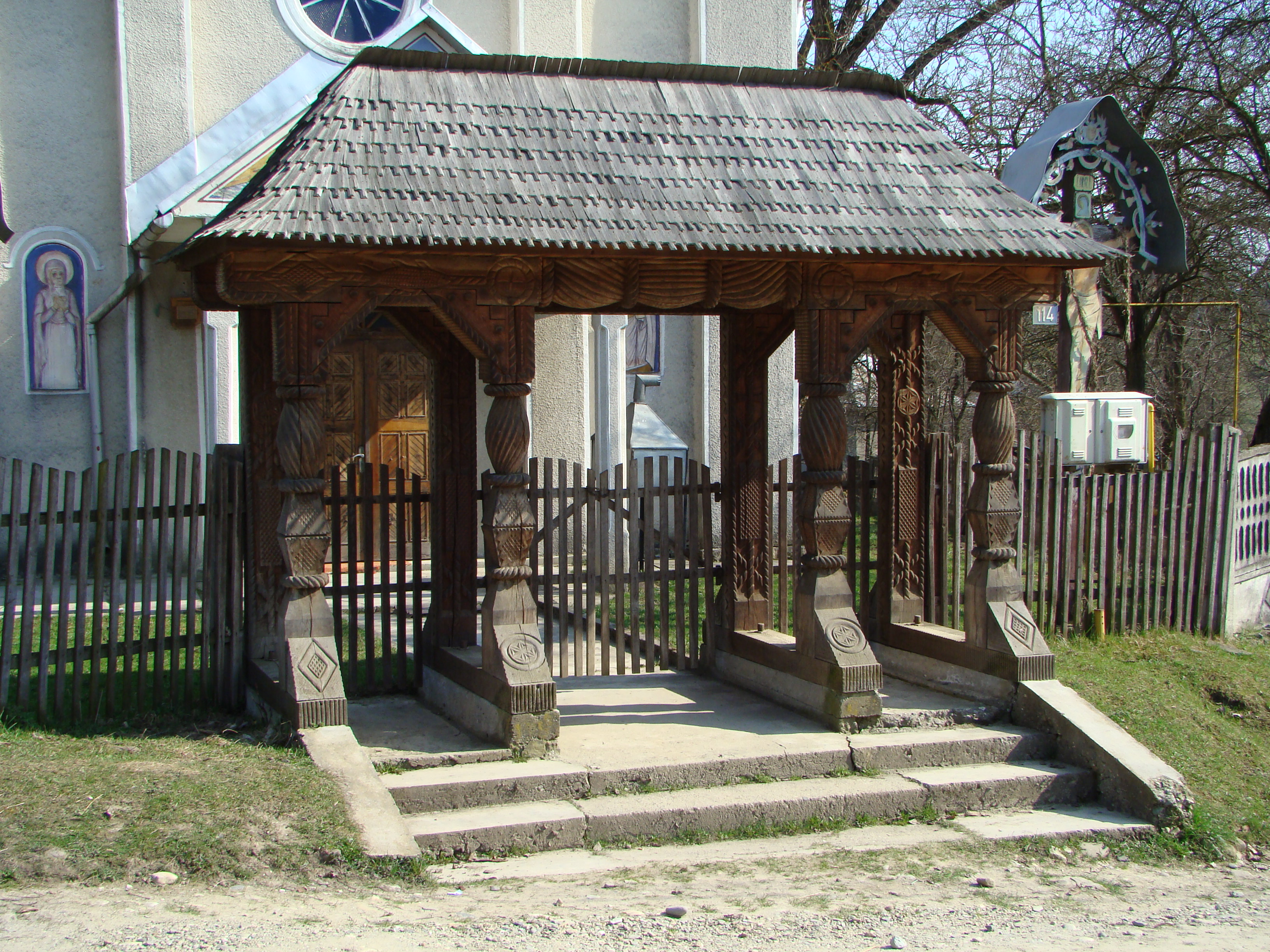
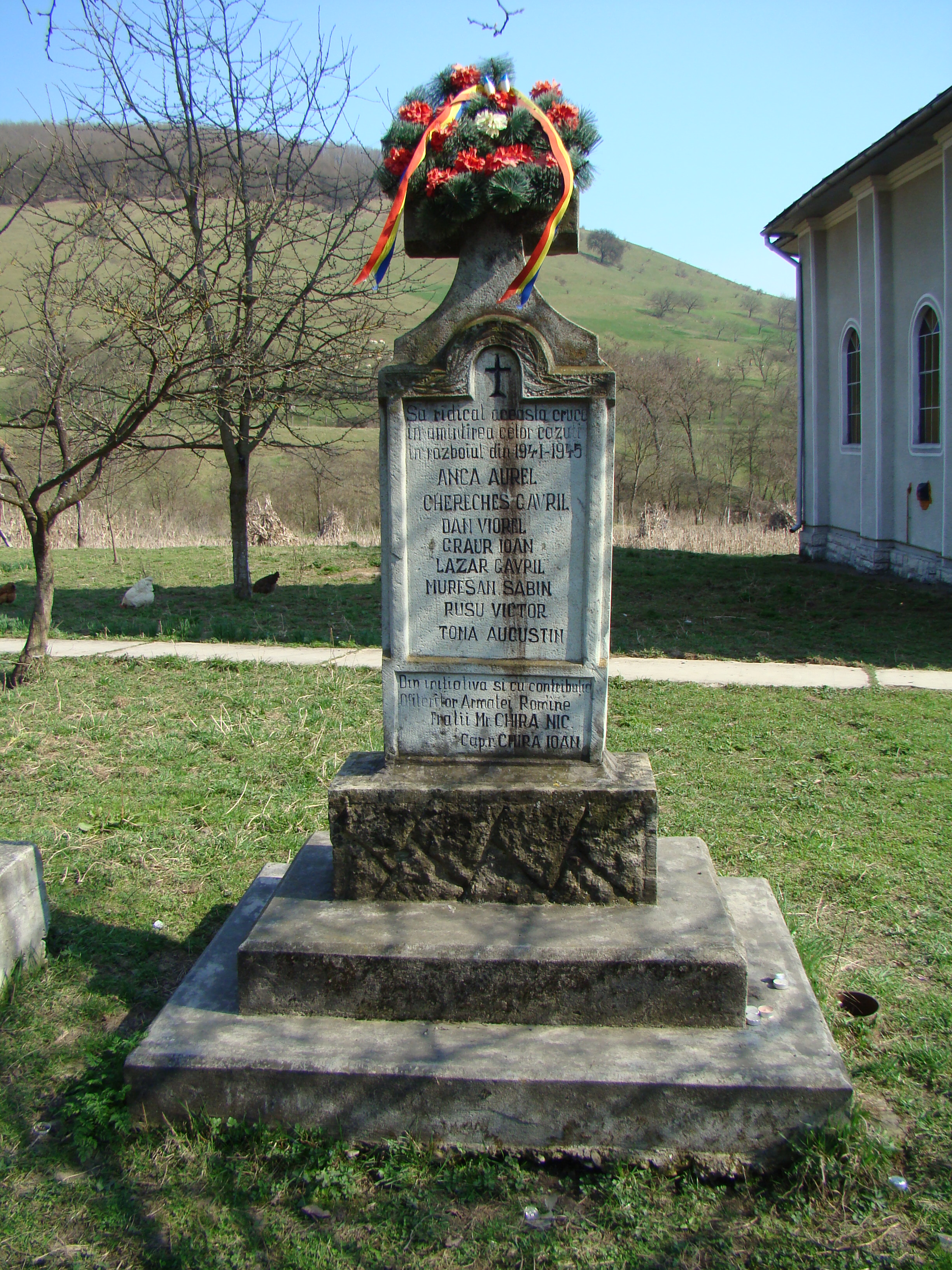
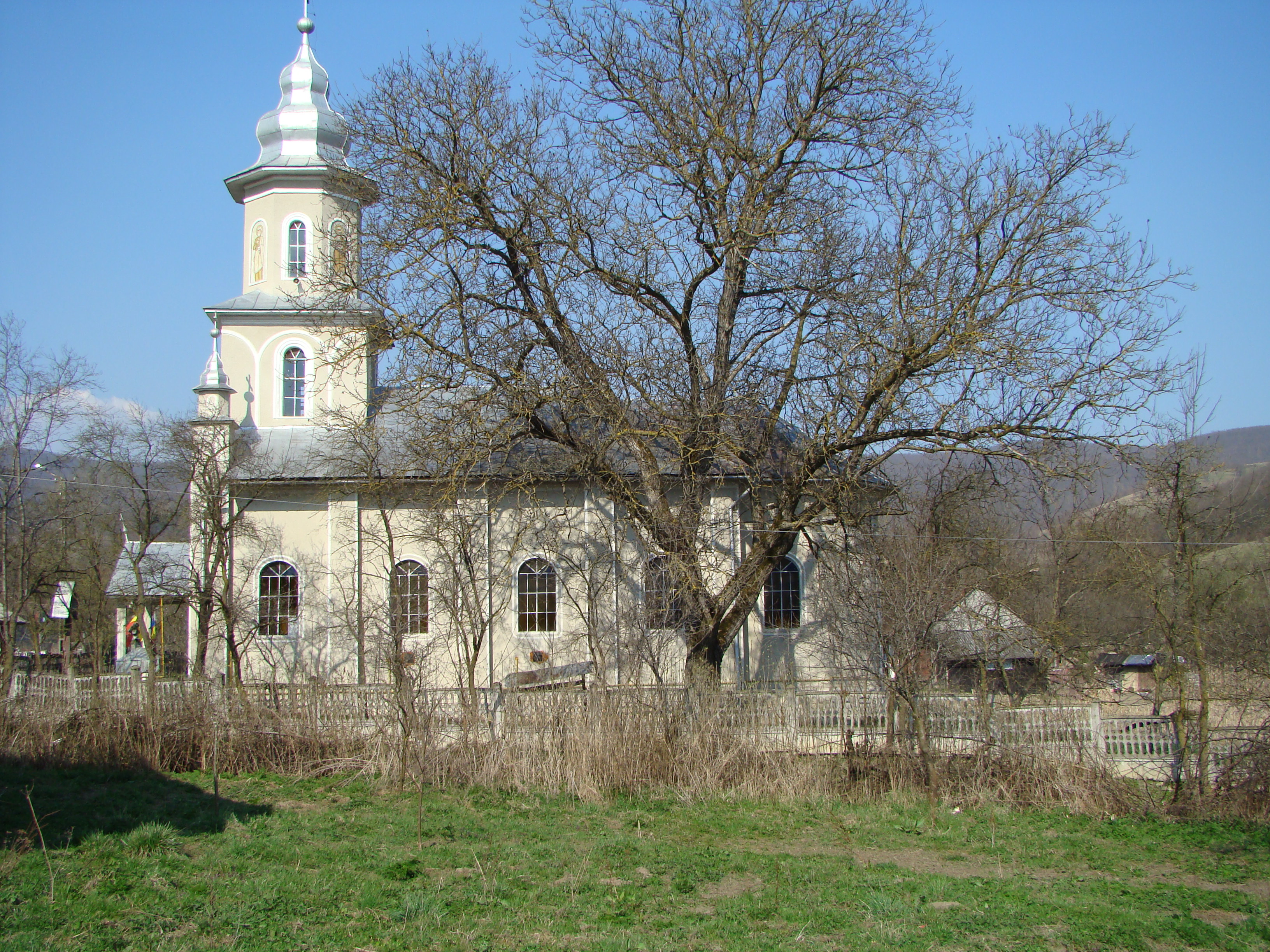
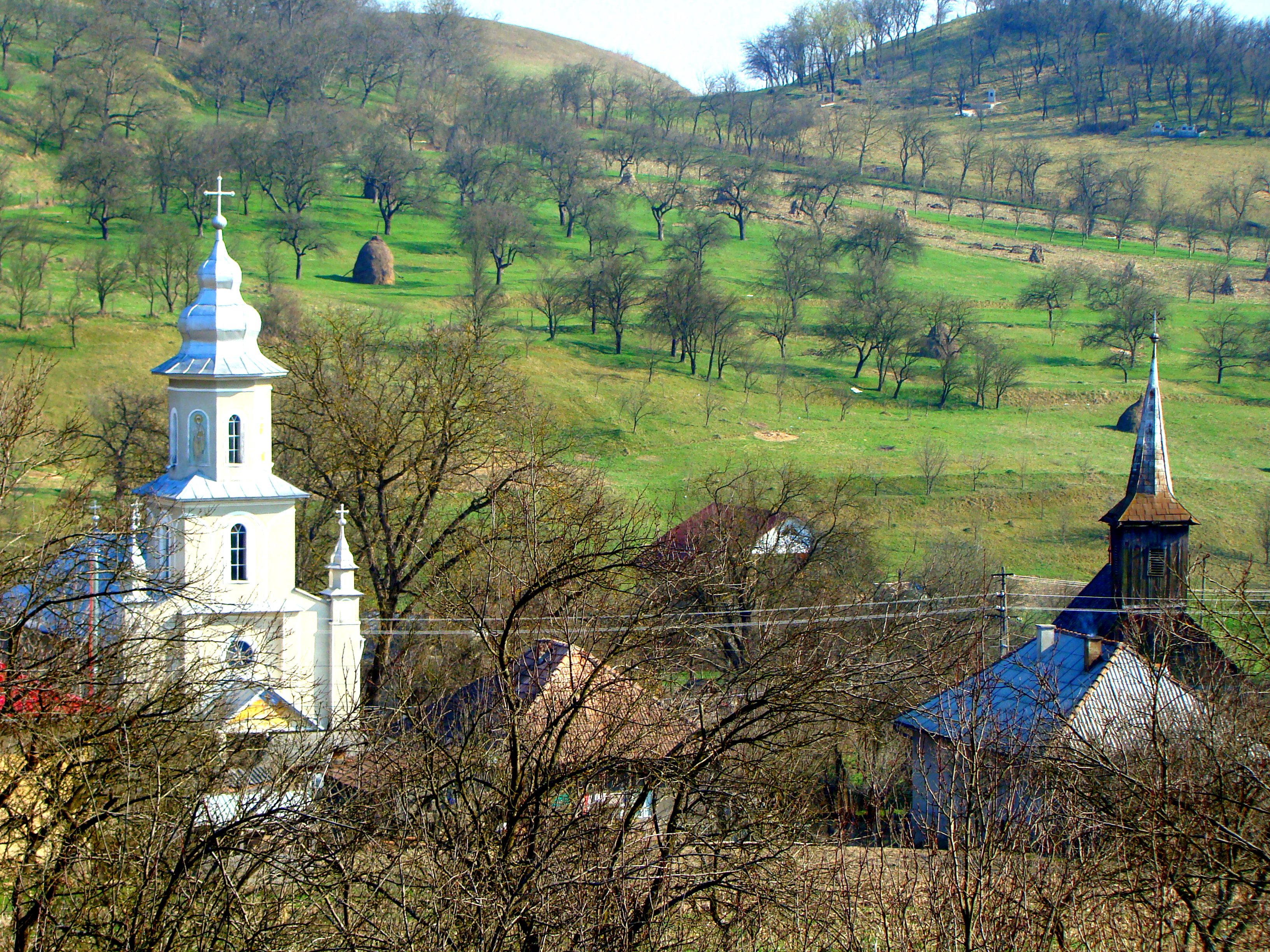